# 巴塞尔
巴塞爾（德語：Basel，發音：[ˈbaːzl̩] ⓘ，發音：[bal]，發音：[baziˈlɛːa]）是瑞士的第三大城市，僅次於蘇黎世和日內瓦，為巴塞爾城市州的首府。巴塞尔坐落於瑞士西北的三國交角，西北鄰法國阿爾薩斯，東北與德國南北走向的黑森林山脈接壤；而萊茵河在此東注北湧穿城而去，將巴塞爾一分為二，版圖較大者位於西岸稱為大巴塞爾区，小巴塞爾区則位於東岸。
巴塞尔与邻近的自治市里恩、贝廷恩（Bettingen BS）以及城市附近的古老渔村克莱恩许宁恩（Kleinhüningen）联合形成巴塞尔城市州。
巴塞尔被誉为瑞士的文化首都。整个巴塞尔城市州境内有近40座博物馆和各种文化设施。许多巴塞尔的文化和艺术机构是世界著名的。相对于它的面积和人口数来看巴塞尔是欧洲重要的文化中心之一。巴塞爾美術館是瑞士最重要的公共艺术收藏。1661年巴塞尔市收购了阿默尔巴赫小屋并把它公开展出，这是巴塞爾美術館的起源，也使得巴塞爾美術館成为世界上最古老的艺术博物馆。
巴塞尔大学成立于1460年，是瑞士最早的大学，也是整个欧洲大陆上历史最悠久的大学之一。德西德里乌斯·伊拉斯谟、帕拉塞尔苏斯、丹尼尔·伯努利、萊昂哈德·歐拉、弗里德里希·尼采、卡尔·雅斯貝爾斯、诺贝尔奖获得者塔德乌什·赖希施泰因等著名学者都曾经在这里授课。1897年在西奥多·赫茨尔组织下首届世界锡安主义者大会在巴塞尔召开。到1948年以色列建国为止锡安主义者大会一共10次在巴塞尔举办，比世界上任何其它城市都多。

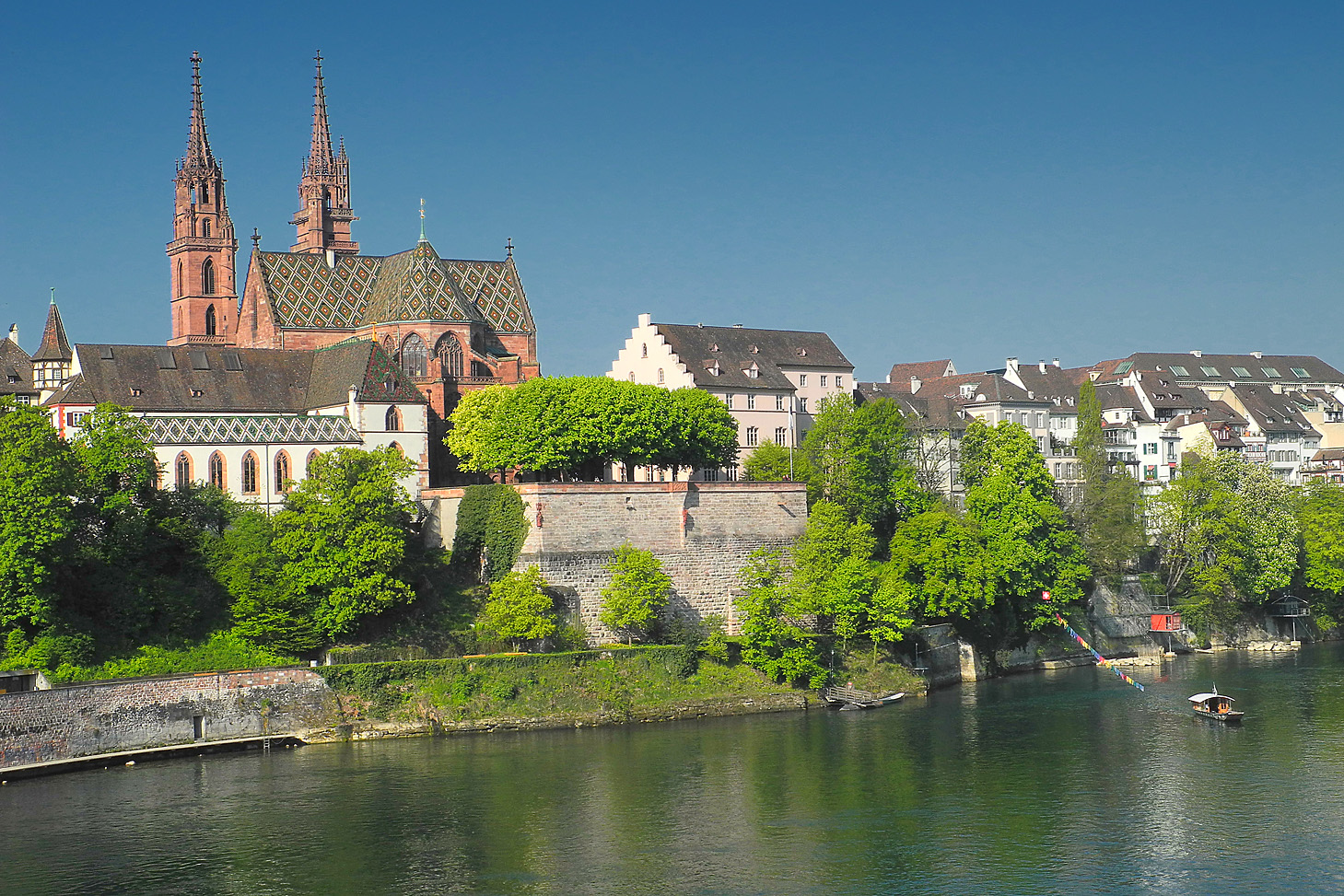
巴塞尔大教堂及其行宫组成莱茵河转弯处巴塞尔的老市中心

巴塞尔市中心是围绕着市政大厅及14世纪建成的巴塞尔大学附近形成的。狭窄的街道及小路，因为被莱茵河隔断而建立的桥梁都是巴塞尔的特色之处。进入市中心部分则因为保护关系除了搭载游客的电车外，是没有任何机动交通工具的。
巴塞爾市是瑞士第二大經濟中心，僅次於蘇黎世市，是全國人均GDP最高的州，領先於楚格州和日內瓦州。就價值而言，巴塞爾城超過94％的商品出口在化學和製藥領域。由於生產設施位於鄰近的Schweizerhalle，巴塞爾佔瑞士出口的20％，產生了全國產品的三分之一。
巴塞尔是化工和制药工业发达的地区，尤其以知名药业公司诺华（Novartis）和霍夫曼·罗氏集团（Hoffmann - La Roche）为首的瑞士最大的药品公司总部都设在巴塞尔。巴塞尔博览会是世界知名的博览会，巴塞尔也是一个重要的银行城市，國際清算銀行的总部就在巴塞尔。位于巴塞尔附近的穆滕茨（Muttenz）是全欧洲最大的铁路调路及分路车站。巴塞尔港口是瑞士仅有的由莱茵河畔向北海的出口。巴塞尔－米卢斯－弗赖堡欧洲机场是与邻近的法国一同管理的，它位于法国境内，由一条高速公路通往瑞士境内。边界关税于是成为了机场范围内的收费项目。
巴塞尔与苏黎世和日内瓦一同名列全世界生活质量最高的十座城市之内。

## 地理

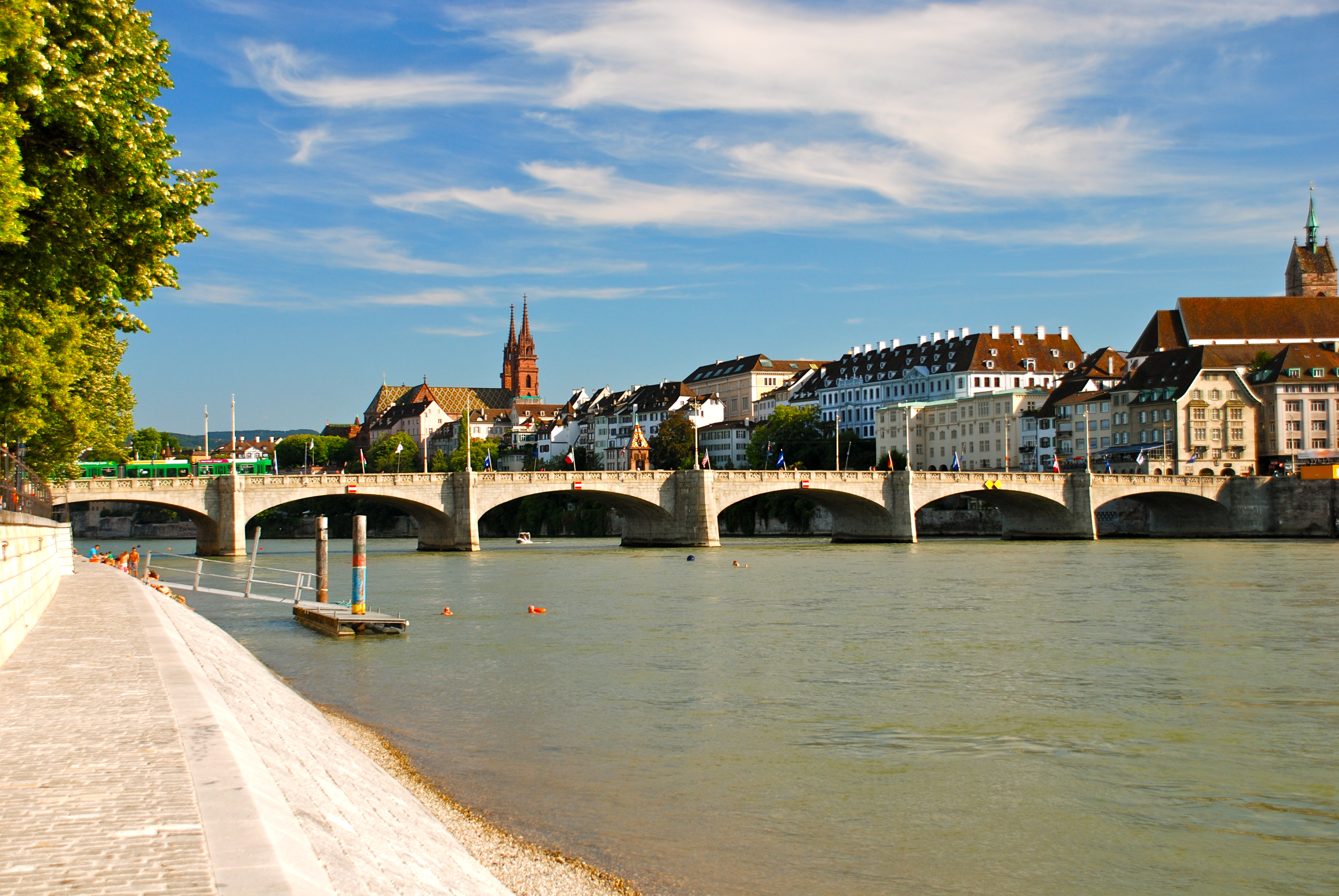
从莱茵河右岸看巴塞尔大教堂小丘

巴塞爾市面積為23.91平方公里（2009年）；其中農業用地占4%（0.95平方公里），林地3.7%（0.88平方公里），另有6.1%為河流與湖泊（1.45平方公里），此外則均為市區。
巴塞爾的工業區占市區的10.2%，住宅房舍40.7%，大眾運輸與公共設施為24%，水電供應設施約占2.7%，而公園用地則為8.9%。

### 位置

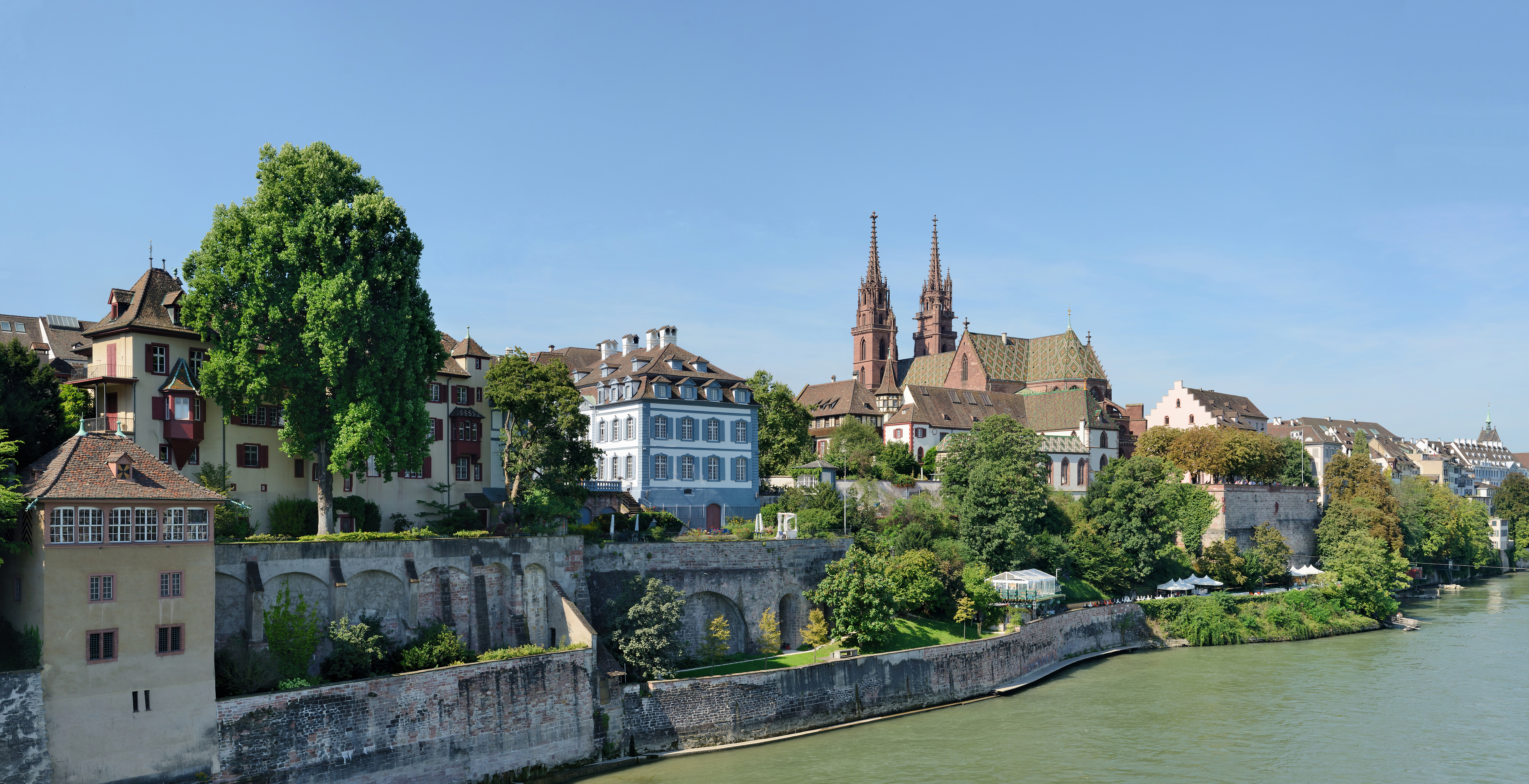
巴塞尔：大教堂小丘和莱茵行宫

巴塞爾位於瑞士最西北端，橫跨萊茵河兩岸，並與法國阿爾薩斯大區和德國巴符州交界。小巴塞爾與巴塞爾市北部則位於萊茵河右岸。雖然萊茵河大體上為瑞德兩國的界河，但小巴塞尔属于瑞士少数位于高莱茵右岸的领土（其餘位於沙夫豪森州和苏黎世州）。
莱茵河在巴塞尔市境内转换走向，它在汝拉山和黑林山的南麓之间从向西流改成向北流。莱茵河的河道数次这样90度地转换方向，这样的转换被称为“莱茵膝”。这个转折也标志着高莱茵的结束和上莱茵的开始。在这个转折点前比爾斯河从南侧注入莱茵河，比爾斯河也是巴塞尔城市州与巴塞爾鄉村州的界河。一条从比尔斯河引申出来的运河最终也从南侧注入莱茵河。比爾西希河在中桥部位注入莱茵河，是上莱茵的第一条支流。莱茵河北岸比较平缓，在这里有大量工业设施。維瑟河从这里注入上莱茵。
1868年所有莱茵河流经的国家签署曼海姆协约。根据这个协约从莱茵河入海口到巴塞尔市中桥之间的莱茵河河道属于国际水域。
由于它的地理位置巴塞尔从很早开始就是一个交通枢纽，因此也称为一个重要的贸易城市。巴塞尔是欧洲人口最密集的地区之一，虽然如此在市内有320多公顷绿地和71公顷林地。
虽然巴塞尔城市州是瑞士面积最小的州，包括水域面积它的总面积只有369公顷。虽然如此它的高度差异非常大。巴塞尔城市州的最低点位于莱茵河畔的一个港口，海拔245米。大教堂广场海拔270米，最高点海拔522米，位于那里的电视塔是瑞士最高的独立的建筑物。

### 周边市镇
巴塞尔位于上莱茵低地的南端和高莱茵平原的西端。它地处瑞士、德国和法国的三邊交界点，因此它在这三个国家都有郊区地区。巴塞尔的居民也被称为城市巴塞尔人，来区分居住在巴塞尔乡村州的居民。
巴塞尔的相邻城镇有（顺时针方向）：
- 向北和东北德国的莱茵河畔魏尔和巴塞尔城市州的里恩
- 从东向南比爾斯費爾登、穆滕茨、明興施泰因、賴納赫和博特明根（全部属于巴塞尔乡村州）
- 向西賓寧根和阿爾施維爾（均属于巴塞尔乡村州）和属于法国的圣路易和于南格。

从巴塞尔大教堂的钟楼对望小巴塞尔和莱茵膝，左边是中桥，右侧可见的有博览会大厦、罗氏大厦和维特施泰因桥

### 居民区
歷史上莱茵河兩岸的巴塞爾分屬兩個城市——左岸（西南）的大巴塞爾（德語：Grossbasel）和右岸（東北）的小巴塞爾（德語：Kleinbasel）。巴塞爾自治市之下不細分行政區，但为了方便统计劃分為19個居民區。其中11个居民区位于大巴塞尔，小巴塞尔則有8个居民区。居民区下还可以分社区。有些社区的名称在日常生活中也被借代为居民区的称呼。
而巴塞爾城市州的其餘两个自治市里恩和贝廷恩则不属于巴塞尔自治市。
巴塞尔的市中心是大巴塞尔的老城，它环绕市场广场，这里有市政厅（1504年开始建造）和耸立于莱茵河畔的大教堂以及皇帝行宫。中桥连接莱茵河两岸大巴塞尔和小巴塞尔的老城。大巴塞尔老城不允许汽车进入，在这里由巴塞爾電車提供公共交通服务.。

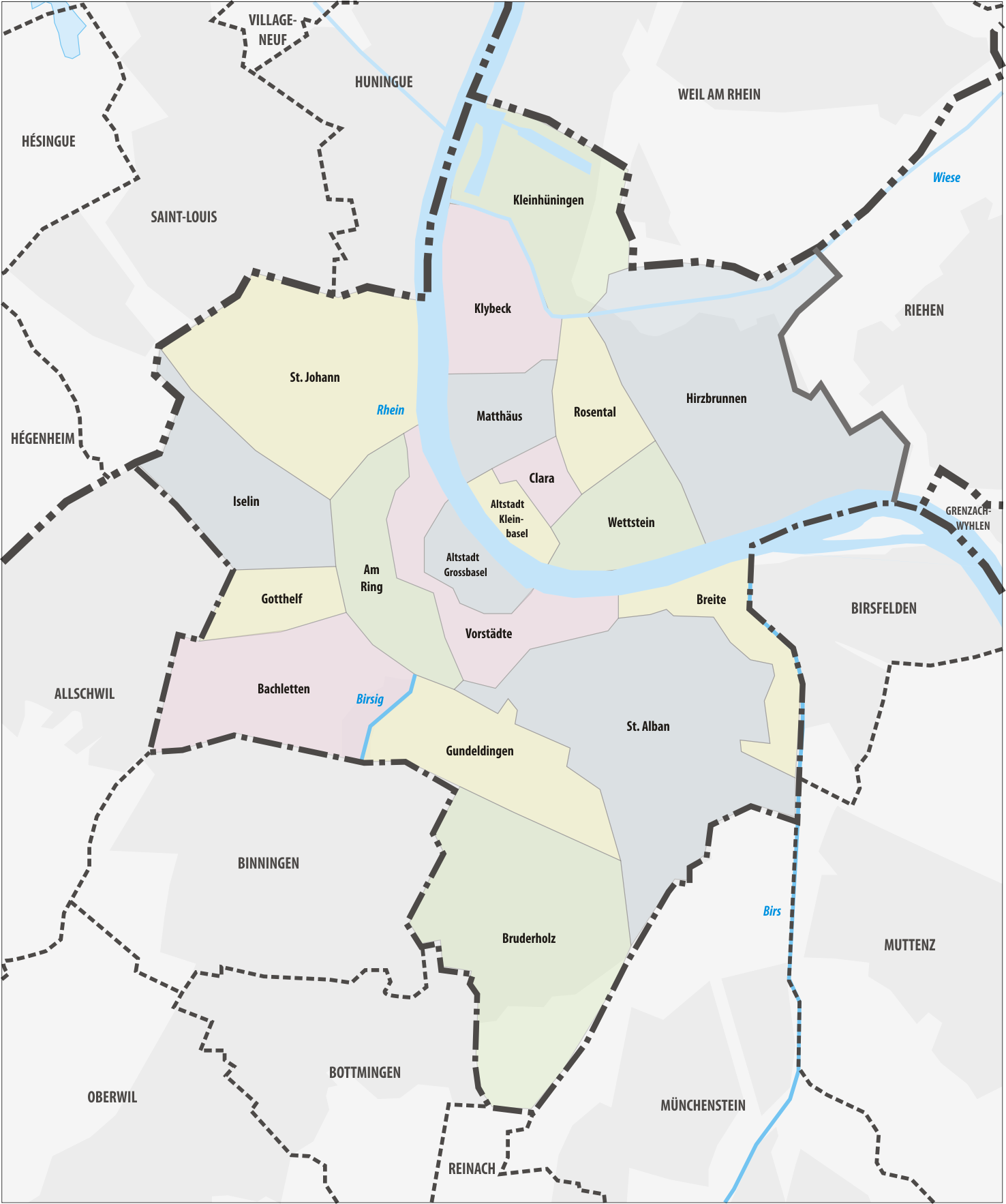
巴塞尔居民区

### 氣候
巴塞爾位於萊茵河谷地，它的地理位置正好接收來自勃艮第隘口進入的地中海氣流，加上它地处谷地，受周围山脉保护，使此地氣候特别溫和晴朗，为海洋性气候区。由于沿山谷从南方吹进的热流，於瑞士高原相比，巴塞爾的秋天較不易起霧。巴塞爾的年均温約為攝氏10.5度，1月是最冷的月份，平均温度为1摄氏度，7月是最热的月份，平均温度为攝氏19.7度。平均每年有64天气温会下降到0度以下，有13天最高气温不超过0度。平均每年有52天的气温可以达到25度以上，平均没有10.8天的气温会超过设施30度。瑞士联邦气象局的气象站位于賓寧根，离巴塞尔市中心直线2千米。
2018年巴塞尔的年平均温度为12.26度，比1961年到1990年的平均温度（9.7度）高2.52开尔文。
降雨量為791公釐。五月與六月為巴塞爾的雨季，這兩個月的降雨天數均超過十日；二月則為最乾燥的季節。冬天的巴塞爾積雪甚淺，每年平均降雪日僅僅30天。當地風力不強，天氣好時吹東風，不好時則吹西風。
1981年到2010年期间的年降水量为842毫米，相对过去也有所减少。因此从南方进入的植物和棕榈树在巴塞尔能够获得非常好的生长环境。夏季变得更加炎热，冬季相对于其它德语瑞士地区依然相当温和。
| Basel/Binningen (1981–2010) | Basel/Binningen (1981–2010) | Basel/Binningen (1981–2010) | Basel/Binningen (1981–2010) | Basel/Binningen (1981–2010) | Basel/Binningen (1981–2010) | Basel/Binningen (1981–2010) | Basel/Binningen (1981–2010) | Basel/Binningen (1981–2010) | Basel/Binningen (1981–2010) | Basel/Binningen (1981–2010) | Basel/Binningen (1981–2010) | Basel/Binningen (1981–2010) | Basel/Binningen (1981–2010) |
| 月份                        | 1月                         | 2月                         | 3月                         | 4月                         | 5月                         | 6月                         | 7月                         | 8月                         | 9月                         | 10月                        | 11月                        | 12月                        | 全年                        |
| --------------------------- | --------------------------- | --------------------------- | --------------------------- | --------------------------- | --------------------------- | --------------------------- | --------------------------- | --------------------------- | --------------------------- | --------------------------- | --------------------------- | --------------------------- | --------------------------- |
| 平均高温 °C（°F）           | 4.5 (40.1)                  | 6.4 (43.5)                  | 11.2 (52.2)                 | 15.2 (59.4)                 | 19.6 (67.3)                 | 22.9 (73.2)                 | 25.3 (77.5)                 | 24.7 (76.5)                 | 20.3 (68.5)                 | 15.2 (59.4)                 | 8.7 (47.7)                  | 5.2 (41.4)                  | 14.9 (58.8)                 |
| 日均气温 °C（°F）           | 1.6 (34.9)                  | 2.7 (36.9)                  | 6.8 (44.2)                  | 10.0 (50.0)                 | 14.2 (57.6)                 | 17.4 (63.3)                 | 19.7 (67.5)                 | 19.1 (66.4)                 | 15.1 (59.2)                 | 10.9 (51.6)                 | 5.5 (41.9)                  | 2.6 (36.7)                  | 10.5 (50.9)                 |
| 平均低温 °C（°F）           | −1.1 (30.0)                 | −0.5 (31.1)                 | 2.5 (36.5)                  | 5.1 (41.2)                  | 9.2 (48.6)                  | 12.4 (54.3)                 | 14.5 (58.1)                 | 14.2 (57.6)                 | 10.9 (51.6)                 | 7.4 (45.3)                  | 2.7 (36.9)                  | 0.1 (32.2)                  | 6.5 (43.7)                  |
| 平均降水量 mm（）           | 47 (1.9)                    | 45 (1.8)                    | 55 (2.2)                    | 64 (2.5)                    | 99 (3.9)                    | 86 (3.4)                    | 91 (3.6)                    | 80 (3.1)                    | 78 (3.1)                    | 73 (2.9)                    | 59 (2.3)                    | 66 (2.6)                    | 842 (33.1)                  |
| 平均降雪量 cm（）           | 8.9 (3.5)                   | 11.5 (4.5)                  | 4.6 (1.8)                   | 0.7 (0.3)                   | 0.0 (0.0)                   | 0.0 (0.0)                   | 0.0 (0.0)                   | 0.0 (0.0)                   | 0.0 (0.0)                   | 0.1 (0.0)                   | 2.6 (1.0)                   | 8.5 (3.3)                   | 36.9 (14.5)                 |
| 平均降水天数（≥ 1.0 mm）    | 9.3                         | 8.4                         | 9.8                         | 10.2                        | 12.4                        | 10.9                        | 10.2                        | 9.9                         | 8.8                         | 10.1                        | 10.0                        | 10.4                        | 120.4                       |
| 平均降雪天数（≥ 1.0 cm）    | 3.0                         | 2.9                         | 1.3                         | 0.2                         | 0.0                         | 0.0                         | 0.0                         | 0.0                         | 0.0                         | 0.1                         | 1.0                         | 2.6                         | 11.1                        |
| 平均相對濕度（％）          | 81                          | 76                          | 70                          | 68                          | 72                          | 71                          | 70                          | 72                          | 77                          | 81                          | 82                          | 82                          | 75                          |
| 月均日照時數                | 71                          | 86                          | 125                         | 153                         | 176                         | 196                         | 224                         | 210                         | 159                         | 113                         | 71                          | 54                          | 1,637                       |
| 可照百分比                  | 28                          | 31                          | 35                          | 39                          | 39                          | 42                          | 48                          | 50                          | 44                          | 35                          | 27                          | 22                          | 38                          |
| 来源：MeteoSwiss            |                             |                             |                             |                             |                             |                             |                             |                             |                             |                             |                             |                             |                             |

### 地质

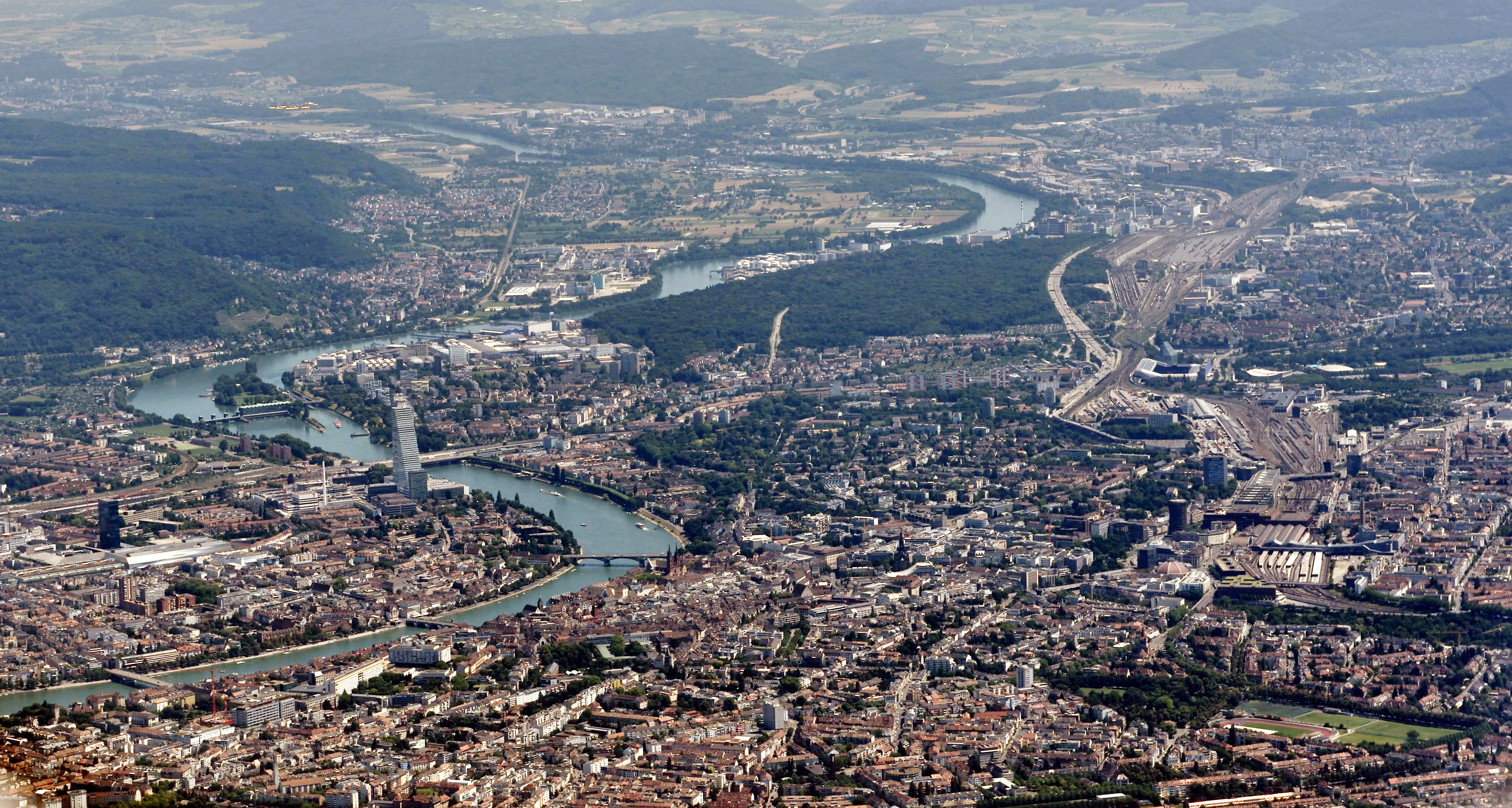
从西北方向俯瞰巴塞尔和莱茵膝

巴塞尔位于一个莱茵河形成的河谷里，它被三座比较低或中等高度的山脉环绕。在它的西边是法国的孚日山脉，东部是德国的黑林山，南部、东南和西南则是汝拉山的山麓。这个河谷地形也导致了巴塞尔市以及周边地区的气候。巴塞尔是上莱茵低地的最南端。

### 地震地区
黑林山、孚日山脉和汝拉山各组成一个自己的板块。在巴塞尔谷地这三个板块交会，它们之间的运动使得巴塞尔成为一个受地震威胁的地区。巴塞尔是整个瑞士地震最频繁的地区。1356年在巴塞尔发生了一场大地震，数百人丧生，这是瑞士最严重的地震之一。

### 地热
21世纪初有人建议使用地热能，这个计划打算把水挤压到5000米的深处，然后从中获得热能。但是他们忽视了当地的地震危险。2007年和2008年“开采巴塞尔深热”项目的试探深钻被迫停止，因为深钻导致各别地震。对获得的岩石标本进行了进一步考察。2012年1月项目组织者被告，最后法庭判无罪。

## 名称
巴塞尔市名来源不确定。一般估计这个名字来自罗马时代。此前凯尔特语的名称今天无从考证。
有可能巴塞尔这个地名源于罗马人名巴西流斯。在瑞士西部经常有源于人名的地名。大多数这样的地名是省略名词，过去拉丁语中的主词被省略掉了。巴塞尔有可能是过去类似于“巴西流斯的农庄”这样的地名的省略。名字里的巴西流斯是谁就无可考证了。
巴塞尔名字来源也有其它解释，比如认为它来源于希腊语的巴西琉斯，即国王的意思，或者来源于巴西利卡。1786年彼得·沃克斯甚至于提出12种不同的假设。今天所有这些解释都被反驳。
最早文献中使用巴塞尔这个名字的是罗马历史学家阿米阿努斯·馬爾切利努斯，他报道说374年罗马皇帝瓦伦提尼安一世在“巴西利亚”（Basilia）扎营。
巴塞尔教省收藏有一份手写的文献，上面有“巴塞尔”这个名称，记录的是237年、238年发生的事情。这份手稿是什么时候写的无法确定，唯一肯定的是它是“1461年前”的。从这份手稿并不能确定237年时巴塞尔这个名字就已经被使用。
考古发掘在今天巴塞尔市区发现了两个过去凯尔特人的居民点。其中一个位于大教堂小丘上，另一个位于今天的居民区“巴塞尔-煤气厂”，这两个居民点的名称都不明。虽然馬爾切利努斯在他关于瓦伦提尼安的记录中提到一个凯尔特地名Robur，但是这个名字显然指的是瓦伦提尼安在莱茵河右岸建造的一座兵营，而不是巴塞尔的居民点的名字。
拉丁语的Basilia后来演化为意大利语中的Basilea，今天几乎所有罗曼语系的语言都这样称呼巴塞尔，唯一的例外是古法語中的Basle，今天这个写法依然在英语国家里被使用。从这个古法语名称也演化到今天法语的名称Bâle。日耳曼语的名称很早就形成了，而且在历史上变化很少，在（东）欧州和欧洲外这个名称很常用。只有在西斯拉夫语和希腊语中一个从罗马名称演变来的名称被使用。比较特殊的是冰岛语里的外名Buslaraborg，它源于1194年僧侣尼古拉·贝尔格逊写的《Leiðarvísir》，这个名称至今在冰岛很普及。

## 历史

### 史前史

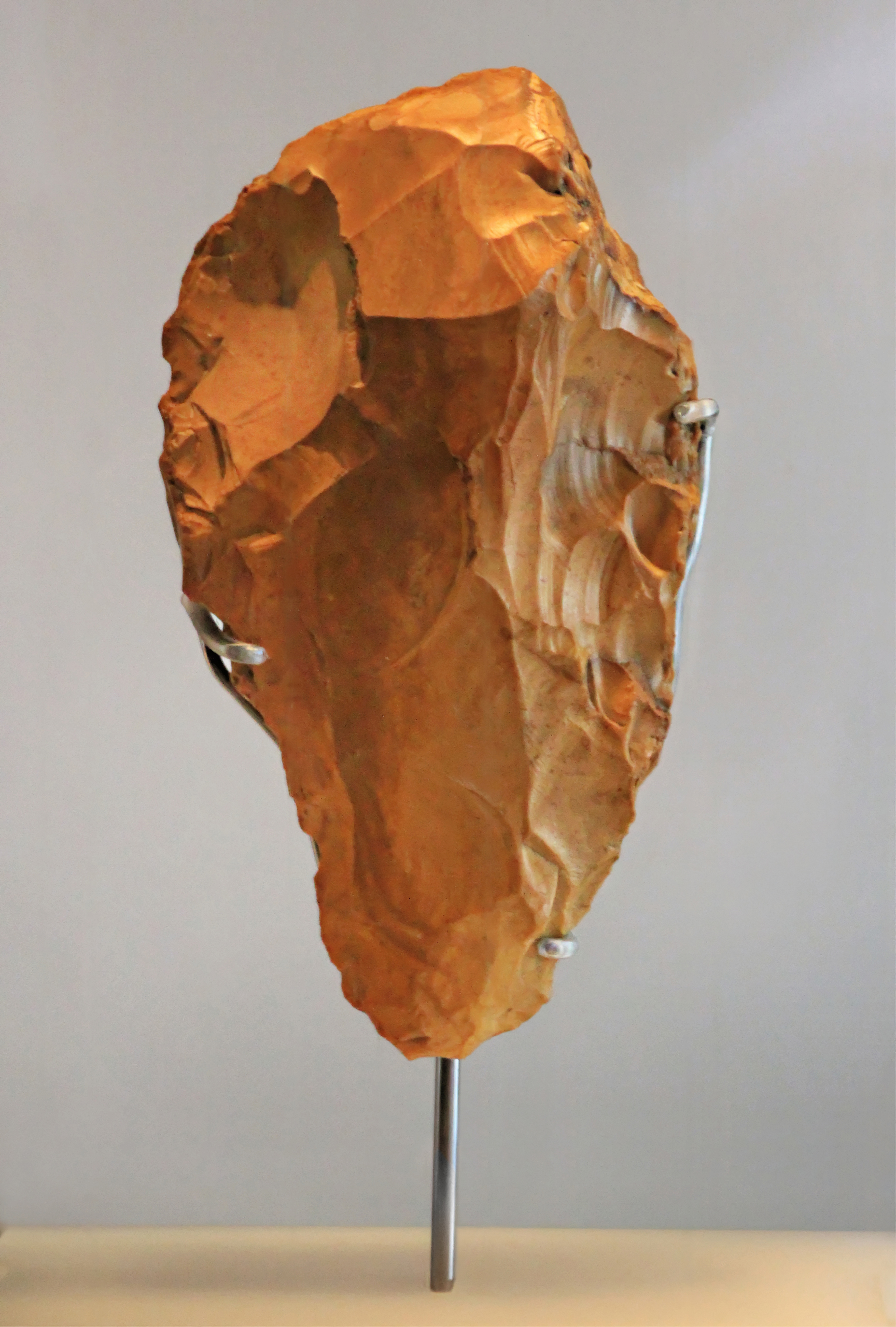
在普拉特恩发现的手斧

#### 旧石器时代
由于维尔姆冰期的冰川把大部分考古遗迹抹灭了，因此在瑞士很少有旧石器时代的遗迹。只有在巴塞尔地区有旧石器时代遗迹遗留下来。
当地发现的最早的人类遗迹是一块18厘米长，约1千克重的燧石手斧。它是1974年在普拉特恩附近被发现的。最初它被定时为40万到20万年前，较新的研究认为它可能“只有”12万年。不论怎么说它都是瑞士最老的遗留下来的工具。假如这块手斧真的是40万年前制造的那么制造它的人应该属于海德堡人，假如它是12万年前制造的那么它是尼安德特人的产品。
在巴塞尔市区发现的最古老的人类遗迹是一块砍砸器，它是1999年在里恩建造住房时被发现的。这片砍砸器的定时不明，它有可能早于13万年前，但是也有可能比这个时间晚得多。它肯定是尼安德特人的作品。当时巴塞尔地区的气候和今天的阿拉斯加州类似，地表植被主要由草原和树丛组成。制造它的尼安德特人不定居，而是随季节跟随他们的猎物游狩。
约4万年前智人进入欧洲，而当时在欧洲居住的尼安德特人出于至今为止未明的原因消失。在巴塞尔附近发现的最古老的被看作是智人的遗迹是273枚画有红色条纹，故意被杂碎的鹅卵石。这些鹅卵石是1910年在阿勒斯海姆修道院的一个山洞里被发现的。它们估计是从12000年前遗留下来的。

#### 中石器时代
维尔姆冰期结束后从约前9600年开始地球进入一个延续至今的暖期。过去开旷的草原变成森林。可以肯定的时在中石器时代也有人在巴塞尔地区活动和居住，但是他们没有遗留下任何痕迹。

#### 新石器时代
前7千年起中欧人的生活方式发生巨大改变，此前的人以狩猎和采集为生，终年巡游，从这个时候开始人们开始种植农作物和抚养驯兽，开始成为定居的农民。瑞士是欧洲最后农业化的地区之一。从前5400年左右开始在巴塞尔乡村州内有多个居民点形成，这是最古老的当地的新石器时代遗迹。这些居民点的居民属于線紋陶文化。
在整个巴塞尔市区一共发现约50个新石器时代地点。尤其在里恩和贝廷根这些居民点的位置可以被非常可靠地确定。黑林山山麓今天属于里恩的一个居民点可以定时为前3900年左右。至今为止对这个地点没有进行细致的考古研究。所有这些居民点都位于山坡或者高地上，位于营养丰富的良田地带，受多瑙河、比爾斯河、比爾西希河和維瑟河大水威胁的地方则没有人类居住的遗迹。除耕种和畜牧外这些人还进行狩猎和采集，尤其在收成不好的年度里这些额外食物来源非常重要。

#### 青铜器时代
前3千年左右青铜的发现在中欧导致了巨大的变化。阿尔卑斯山脉里出产铜，但是锌需要从很远的地方进口，当时巴塞尔地区主要的来源可能来自今天的英格兰。这样逐渐形成远程交易。文化和信仰开始统一：在整个中欧墓葬和日常生活的物件的形状非常相似。社会主体依然是一个农业社会。
在青铜时代（前2200年至前800年）在巴塞尔附近有多座农庄和村落。所有这些村落都位于莱茵河附近，说明莱茵河当时已经是一个重要的水道。打鱼，尤其是在鳟鱼巡游的季节里，对当地居民的进食也有一定的意义。今天建造这些房屋的木料已经所存无几，它们的位置只能通过留下的碎片被确定。巴塞尔地区最早的已知的居民点源于前1550年左右。它位于今天小巴塞尔下游一个洪水无法淹没的高地上，面积大约5000平方米。在小巴塞尔和附近还发现了其它村落。
约前900年时在今天大教堂山的北角形成了巴塞尔最早的有防御设施的村落。这个地点位于莱茵河和比爾西希河之间，三面的坡度很大，是一个天然建造堡垒的地点。这个村落的面积约为7000平方米。考古发掘证明在村的周围有一道9米宽3米深的壕沟。在其它保存比较好的类似村落的发掘证明壕沟的后面应该还有一道木墙。在青铜时代有许多位于高处和交通方便的地点的有防御设施的居民点。尤其在青铜时代晚期在许多高地出现易守难攻的村落。
在大教堂山上的村落平缓的一面的前面有一片200米宽的空地，在它的前面还有另外一道沟。考古发掘发现被烤成瓦的粘土和烟灰说明这个村落后来是被大火摧毁的。

#### 哈尔施塔特文化期（旧铁器时代）
从前800年开始铁器在中欧越来越重要。老的贸易关系被新的与产铁地区（比如汝拉山）的贸易关系取代。在这个时期少数非常富的上层阶层控制铁和盐的来源。他们死后被葬在巨大豪华的坟墓里，这些坟墓至今可见。希腊人称他们为凯尔特人，罗马人把他们称为“高卢人”。他们与希腊人和罗马人均有密切贸易关系。
在巴塞尔没有发现旧铁器时代（前800年至前450年，哈尔施塔特文化）的遗迹。在普拉特恩和穆滕茨莱茵河谷边缘的高地上有村落被发现，在其它比较远的地区也有当时的村落被发现。一般认为当时在巴塞尔应该也有村落，但是至今为止没有任何迹象被发现。

### 早期历史

#### 拉坦诺文化（新铁器时代）
约前450年在卡尔特人社会里发生了巨大的社会和文化变革。巨型坟丘的习俗被放弃，取而代之的是聚集在一起的平地墓葬。人们居住在农庄或零落的村落里。
在这段时间里不断有人背井离乡去往其它地区居住。尤其阿尔卑斯山以南的地区吸引迁居者，罗讷河的河谷和勃艮第门是从巴塞尔地区去往地中海最重要的通道。他们与希腊人、伊特拉斯坎人，后来与罗马人有贸易和文化交流。来自地中海地区的新思想也导致当地的社会结构发生变化。
拉坦诺文化期（前450年至前50年）是巴塞尔考古发掘最丰富的时期。约前150年在今天的诺华公司场地上形成了一个比较大的居民点，这个居民点一直使用到前80年。这个居民点是1911年被发现的，当时发现的时候这里是一个煤气厂，因此在考古论文里它被称为“巴塞尔煤气厂”。这个居民点没有防御设施，它的面积超过15万平方米。村落的街道呈直角，说明它在设立的时候有一定的规划。当时在这个村落里估计有500多名居民。
这个村落坐落在莱茵河畔上坡上最低的一个台阶上，因此不受洪水威胁，却依然里河畔很近。值得注意的是这个村落正好位于阿尔萨斯巴隆山与金貝格城堡之间。这条直线被凯尔特人用来确定夏末节和圣布里吉德节这两个重要节日。此外它位于克讷兰格的正东，这也是凯尔特人的一个定位点。
考古发掘发现当地相当富有，而且有很多贸易伙伴。从地中海来的葡萄酒双耳瓶、从波西米亚来的陶瓷和从波罗的海地区来的琥珀说明这个村落是当时凯尔特长途贸易的一个枢纽。发掘发现的银币说明他们使用按照地中海为榜样设立的货币系统。此外考古发掘证明村内有技巧高超的手工艺者，但部分他们需要的原料则必须从其它地区进口。
前100年后凯尔特部落内部的冲突和从东北方入侵的日耳曼人部落使得今天的巴塞尔地区进入动荡时期。与此同时罗马也步步逼近。从前80年开始上莱茵的村落需要设立防御设施，这个时候还远远早于凯撒的高盧戰爭。沿莱茵河形成新的有防御设施的村落，而过去没有防御设施的大村落则被放弃。那个时候巴塞尔-煤气厂的村落也被放弃，与此同时在今天的大教堂山上建造了一座新的有防御设施的村落。
在大教堂山上的村落向南有一堵很强的墙，此前还有一道深沟。直到今天这到沟依然可见（今天的小树巷）。当时村落里的街道走向基本上与今天的骑士巷和奥古斯丁巷相同。街道的建筑方法说明当地人引入了地中海地区的建筑经验。整个村落的面积为5.5万平方米，与当时的其它村落相比不算大。此前巴塞尔煤气厂的村落的面积有它的三倍大。这也说明了当时人们是被迫从老村落迁到大教堂山上去的。
过去学者以为当地的劳拉奇人在前58年放弃了巴塞尔煤气厂的村落，与赫爾維蒂人和高卢人一起向南迁徙，在比布拉克特战役中他们被尤利烏斯·凱撒击溃后回到他们的故乡后，才建立了大教堂山上的村落。今天这个理论被反驳。

#### 罗马时代

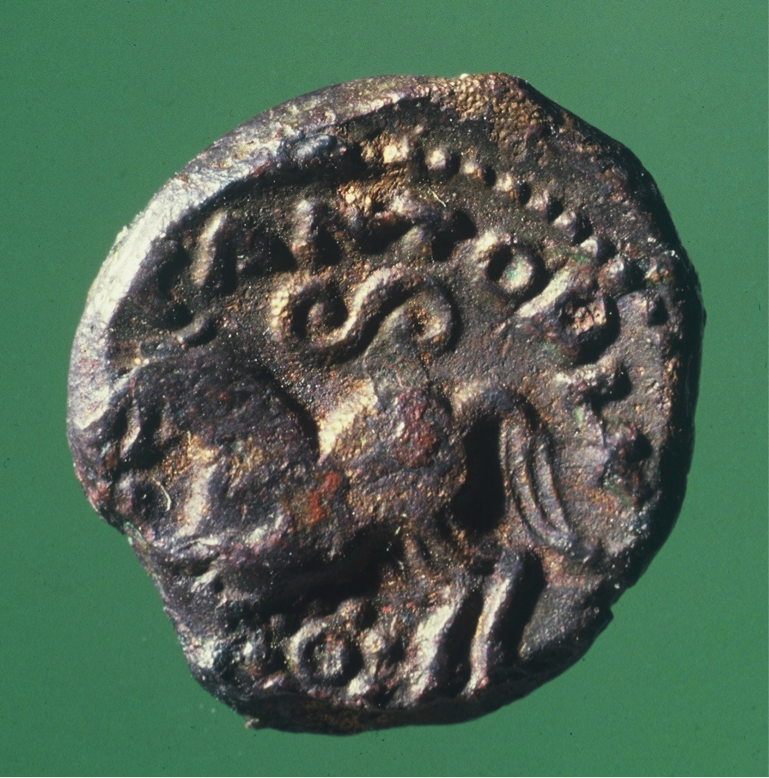
凯尔特人铸造的银合金银币，上面的文字是拉丁文字母，但是名字是一个凯尔特名字，在巴塞尔大教堂下发掘出土

前52年凯撒占领高卢，今天的巴塞尔地区也沦入罗马控制。对于罗马人来说位于大教堂山上的有防御的村落是控制日耳曼人入侵大道上的一个有利堡垒。此时当地凯尔特人的社会结构依然保留。凯尔特贵族代表罗马在大教堂山上统治附近地区。
在这里贸易、手工艺和统治集中在一个防御坚固的地方（罗马人称这样的居民点为奥皮杜姆），它成为地区性中心。考古发掘证明当时有罗马军人，或者甚至有一支小军队，驻扎在居民点中来控制他们的凯尔特人联盟者。直到奥古斯都统治初期（前30年至前20年）大教堂山上的凯尔特晚期建筑才被拆除。居民点强大的防御设施也被拆除，它演化成一个罗马式村落。罗马人在居民点上游约10千米处建造了一座全新的殖民城市奥古斯都·劳里克殖民地。这座城市汇聚多条贸易道路，罗马人在这里还建造了一座跨越莱茵河的桥，它成为当地的行政、文化和经济中心。
1世纪初期大教堂山上的村落的范围就已经扩展到原来凯尔特人防御设施外。村落的中心位于大教堂山的山脚下，通往奥古斯都·劳里克殖民地的大道在这里经过。对于它来说现在位于交通要道上比军事防御更重要，跨地区的交通成为重要的经济支柱。从1世纪到3世纪巴塞尔始终只是奥古斯都·劳里克殖民地附近的一座小村。而奥古斯都·劳里克殖民地则拥有浴池、庙宇和讲坛，是当地无可争议的中心。
1世纪后半期罗马帝国把它的边境继续向北推。这样一来瑞士西北部就不是边境地区了。此后的罗马治世为巴塞尔带来相对的和平，经济和文化都获得发展。从地中海地区有许多人移居到阿尔卑斯山以北定居。当地的凯尔特人接受了罗马习俗和饮食习惯。

#### 后罗马时期
从约公元250年开始罗马帝国内灾外患危机重重。阿勒曼尼人等日耳曼部落涌入罗马行省。帝国的边境回退到莱茵河畔。公元270年至280年间大教堂山上的村落修筑围墙。墙外的住房被放弃，里面的居民要么移到墙内，要么迁居。过去凯尔特人修筑防御设施的地方又重新修筑了一道带沟的防御墙。从少数遗迹来判断这道防御系统计划精密，技术先进。因此很可能罗马部队参与，或者甚至于指导它的建造。巴塞尔本地没有相应的石矿，因此可能从奥古斯都·劳里克殖民地把一些大型建筑拆除，其石料被运到巴塞尔作为防御墙的基础（从外部看不到）使用。
4世纪里罗马帝国沿莱茵河建造了一道新的，精心设计的边境防御系统。大教堂山上的防御设施也成为其中的一个组成部分。在这个过程中巴塞尔这个名称也首次被提到：罗马历史学家阿米阿努斯·馬爾切利努斯提到374年罗马皇帝瓦伦提尼安一世带兵驻扎在巴西利亚。
401年/402年冬西哥特人入侵意大利后罗马把阿尔卑斯山以北行省的大多数驻军撤走。这是罗马在当地统治结束的开幕。当地罗马-高卢居民的后裔，罗曼人，多少不得不自己保护自己。与罗马立约的阿拉曼人和法兰克人部落也部分承担边防。约454年罗马将军埃提乌斯死后罗马在阿尔卑斯山以北的军事统治结束。当地的罗曼人居民部分迁移去意大利，许多留下开始与新来的日耳曼人邻居混合。

### 中世纪

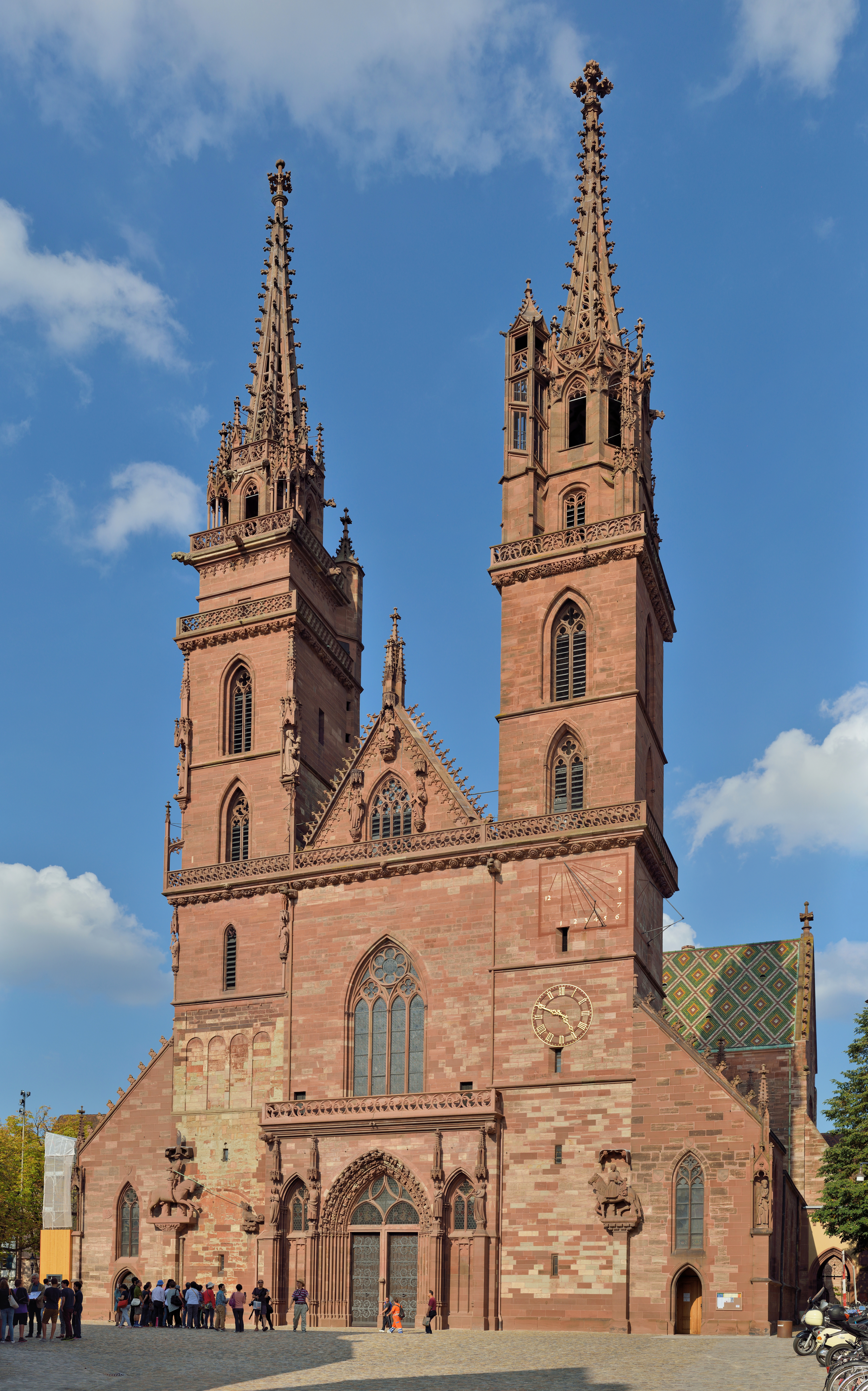
巴塞尔大教堂

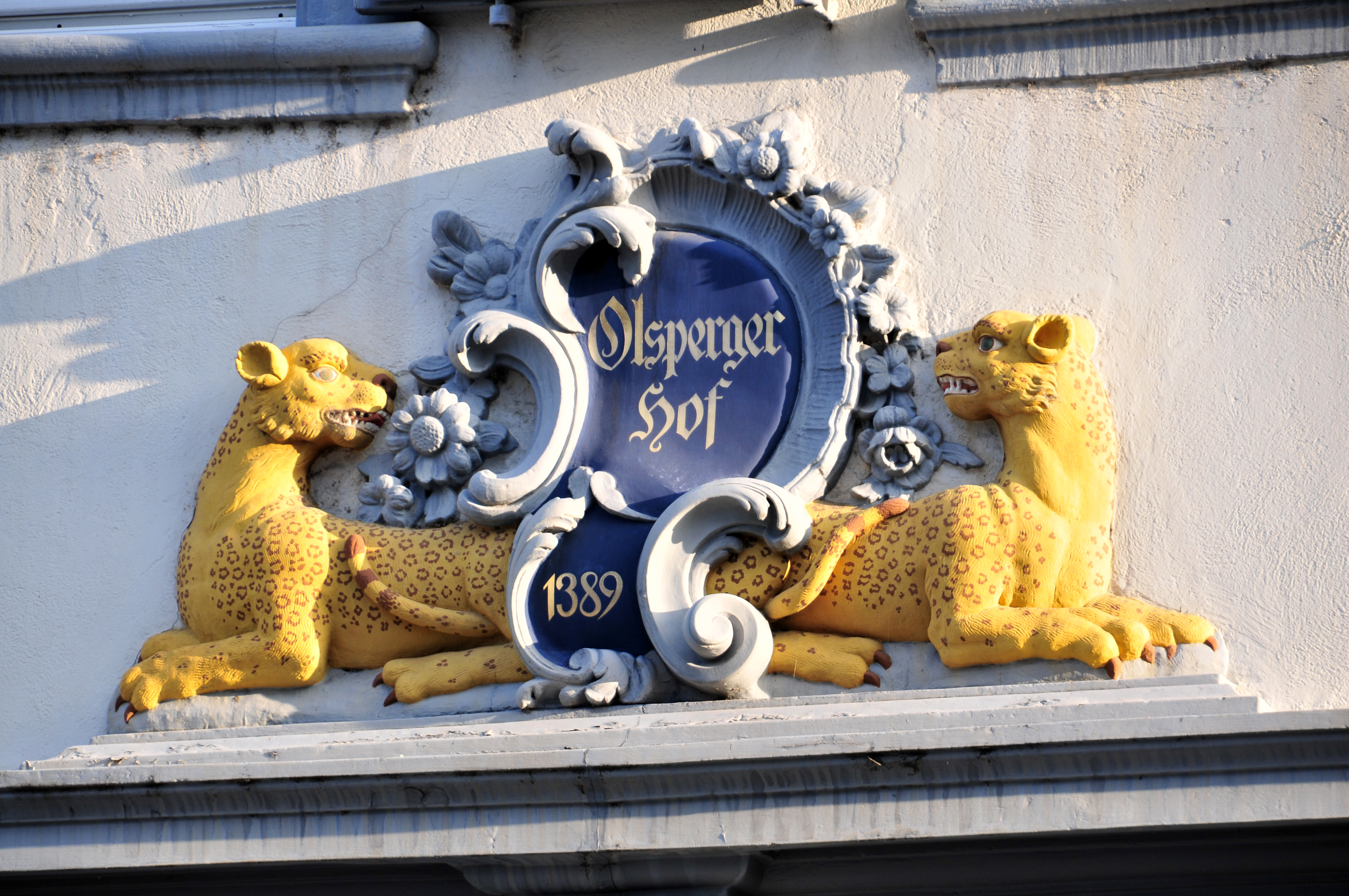
位于骑士巷27号奥尔斯贝格庭院的入口，这座后来改建为巴洛克风格的建筑本来是1389年建造的

5世纪末巴塞尔落入法兰克人手中，他们在巴塞尔及其周边地区定居。考古发掘可以证明的是今天的巴塞尔市从7世纪开始不间断地有人居住。第一枚铸有巴塞尔名称的银币（Basilia fit）也源于这个时期。在第一次法兰克王国分裂过程中巴塞尔落入洛泰尔一世手中。870年按照梅尔森条约巴塞尔被纳入日耳曼人路易的帝国。926年至935年间又被规入上勃艮第王国。917年马扎尔人袭击和摧毁巴塞尔，当时的主教也是受害者之一。1006年至1032年间巴塞尔被并入神圣罗马帝国。文献证明早在7世纪初巴塞尔就已经有一名主教了，他和他的后继人当时就已经是巴塞尔的统治者。主教座地从被阿勒曼尼人摧毁的奥古斯都·劳里克殖民地迁移到巴塞尔。9世纪上半叶在大教堂山上建造了巴塞尔第一座大教堂。1019年它被一座早期罗曼式建筑取代。
一份1091年的文献里首次提到巴塞尔市内的粮谷市场，它就是今天的市场广场。约1100年巴塞尔建造了第一座城墙。13世纪中和14世纪末又分别建造了新的城墙。1225年在海因里希·冯·图恩主教统治时建造了第一座跨越莱茵河的桥（中桥），为了保护桥头小巴塞尔形成。

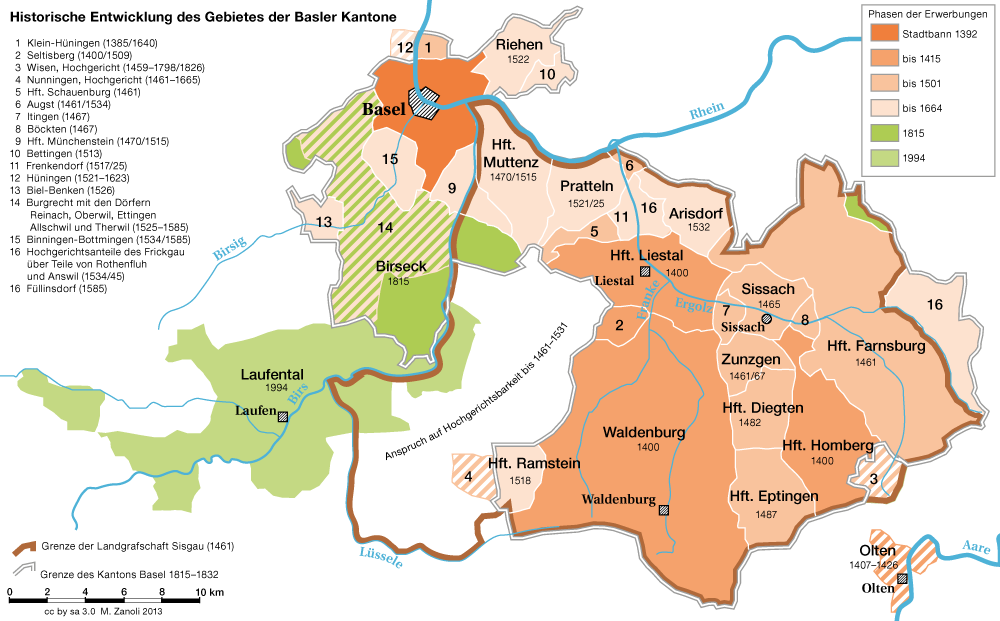
巴塞尔的两个州的演化史

14世纪里巴塞尔蒙受多次灾难。1348年鼠疫几乎消灭了市内半数居民，因此犹太人受迫害，在比爾斯費爾登附近的一座莱茵河岛上被焚烧。1356年，巴塞爾發生地震，这是有历史记载中欧最强烈的地震。地震本身虽然没有导致很多死亡，但是此后的大火摧毁了巴塞尔大部分市区。大火也焚毁了城市的历史记录。1357年巴塞尔开始撰写新的历史记录（红皮书），这也是巴塞尔最古老的书。1376年2月26日巴塞尔爆发暴乱，因此受到哈布斯堡王朝利奧波德三世公爵严惩。
从13世纪上半叶开始城市有一个独立的行政机构。这个市议会从1185年、1190年开始就已经在文献里出现过，它由骑士和市民组成，还包括一名财政官、一名市长（从1253年开始）和一名市历史记录秘书。一开始作为巴塞尔市统治者的主教任命议会和一名总管。13世纪中市民与主教之间发生第一次关于谁控制城市政治的冲突，当时主教获胜。14世纪里哈布斯堡王朝试图获得对巴塞尔的控制，但是没有成功。这个举动却把市民分裂成两派：支持哈布斯堡王朝的人和反对哈布斯堡王朝的人。
1392年巴塞尔的市民阶层用2.98万古尔登从主教腓特烈·冯·布兰肯海姆收买小巴塞尔。与此同时主教还把重要的主权（货币、税收和关税等）佃当给市政府。一直到1500年为止主教依然是巴塞尔名义上的统治者，但是实际上巴塞尔获得了自主权。因此虽然市民决定谁当任重要的官员职务，但是入职仪式则依然由主教主持。因此巴塞尔不算是帝国自由城市。行会在巴塞尔的政治和社会生活中占有非常重要的角色。行会分两种：贵族行会和手工艺行会。1337年议会里有4名骑士、8名有资格获得封地的贵族和15名行会代表。1382年还有15名行会会长加入议会。在市政府里行会在行会总长下还组成一个专门的小组，这个行会组有极大的政治影响力。1431年到1449年间巴塞尔大公会议在巴塞尔召开，1439年该会议选举对立教宗阿梅迪奥八世。约1433年开始巴塞尔市内开始造纸。1444年在巴塞尔城门外发生圣雅各布战役，一支法国雇佣兵击败一支老瑞士联邦军。1460年教宗庇護二世开办巴塞尔大学，它是今天瑞士境内第一座大学。1471年神圣罗马帝国皇帝腓特烈三世授予巴塞尔举办贸易展览会的特权。大约与此同时印刷术也到达巴塞尔。此后巴塞尔的文化获得巨大促进：除人文主义者德西德里乌斯·伊拉斯谟外帕拉塞尔苏斯、塞巴斯蒂安·布兰特和小汉斯·霍尔拜因也来到巴塞尔。

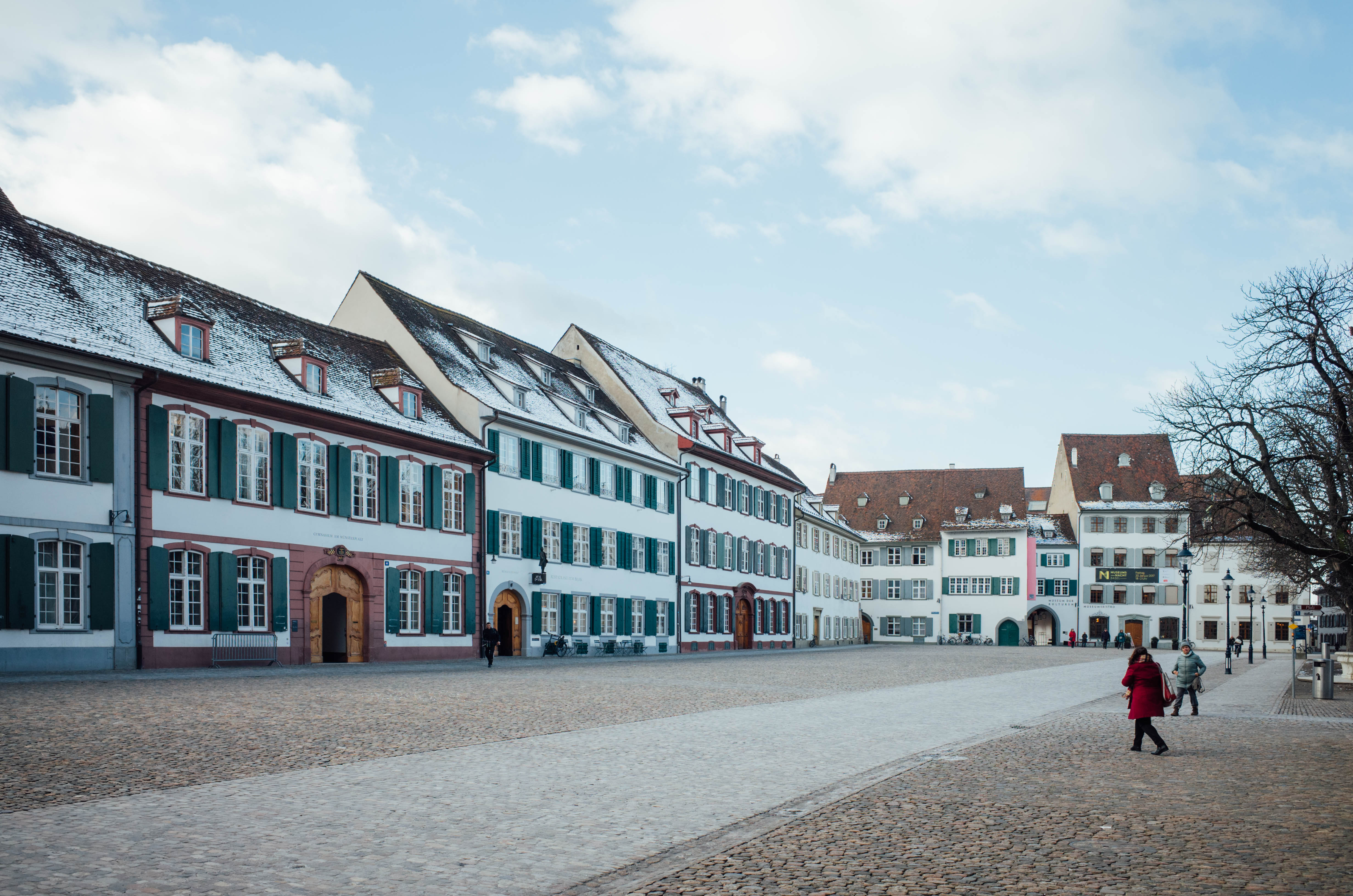
大教堂广场

约1400年巴塞尔市开始通过当或者直接买主教的领地来建立自己的领域。一开始这个过程不很成功。虽然市政府能够在附近收购一些领地，但是向南发展的企图没有成功。巴塞尔当时对旧瑞士联邦的态度模棱两可。在勃艮第戰爭中巴塞尔支持旧瑞士联邦，在士瓦本战争它却保持中立。有一段时间里索洛图恩和巴塞尔之间因为领土纠纷发生非常强烈的冲突。1525年巴塞尔收购普拉特恩，使得它的领土连接在一起，基本上完成了其版图扩张。到1798年巴塞尔城市国家结束时只有少数小面积领土被并入。

### 近代

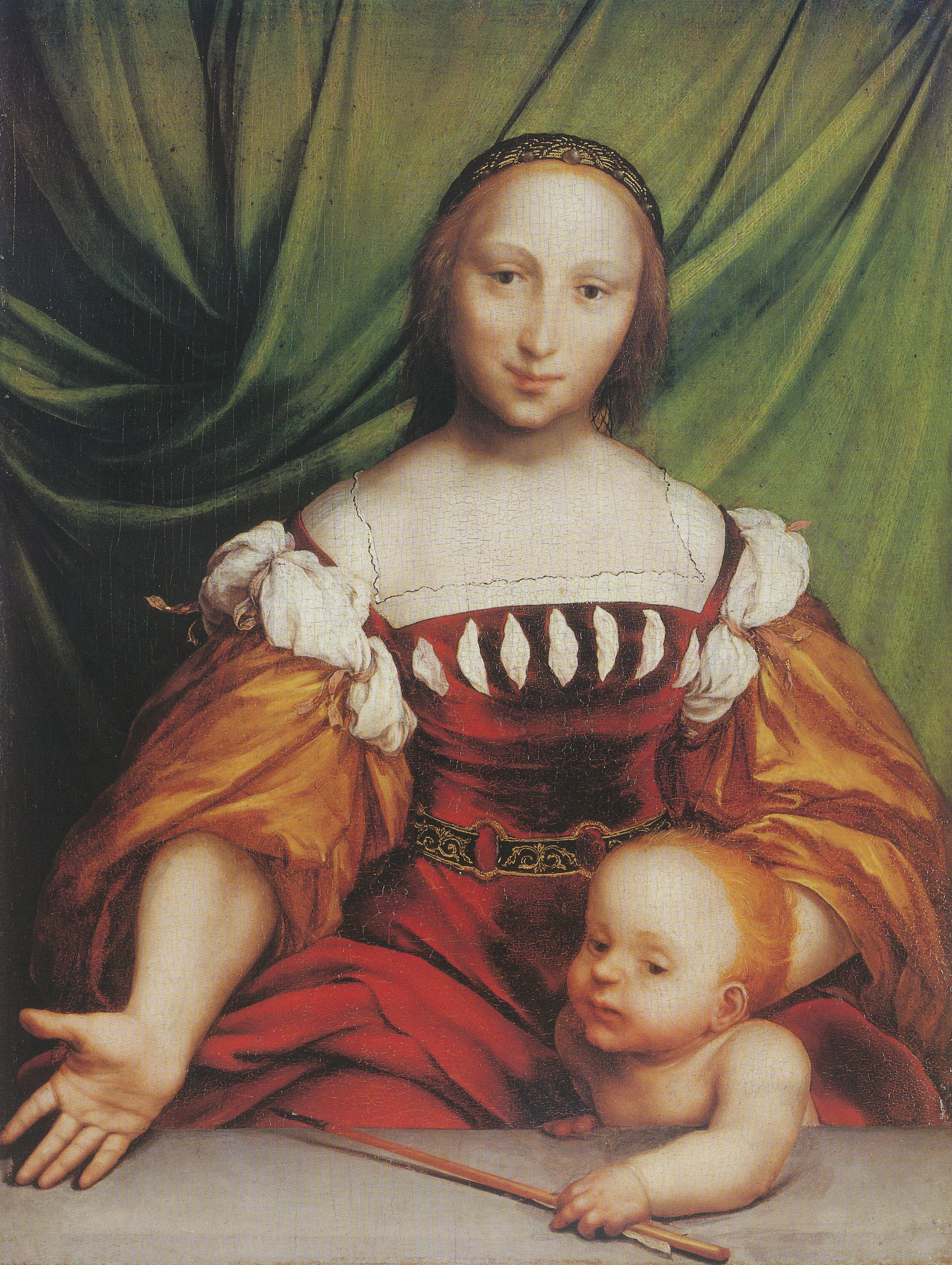
维纳斯和丘比特，小汉斯·霍尔拜因，巴塞尔美术馆，约1524年

1499年士瓦本战争后巴塞尔开始与舊瑞士邦聯接触。1501年7月13日它作为第11个地区加入联邦。1521年市议会章程更改，进一步加强了行会在市政府内的地位。与此同时市政府单方完全摆脱主教的统治，市内官员的就职仪式完全由市议会组织。住在巴塞尔的人文主义者德西德里乌斯·伊拉斯谟把新约从希腊文翻译为拉丁文，并于1516年和1519年把他的翻译在巴塞尔印刷出版。德国宗教改革家马丁·路德和英国神父威廉·廷代尔都使用伊拉斯谟的拉丁语翻译第2版为基础做自己的翻译。約翰內斯·厄科蘭帕迪烏斯在1515年到1516年间任伊拉斯谟的助手，1522年他回到巴塞尔任牧师和教授，成为其最重要的宗教改革家。1525年他在他的教区里举办第一次新教聖餐禮。1526年他发表了新的神事规则。1528年他与维布兰迪斯·罗森布拉特结婚。1529年在市民摧毁交通里的图像，行会也发动暴动，巴塞尔宣布宗教改革。1529年5月12日不愿加入宗教改革或者逃到他们的俸禄领地上的大教堂主管和随行神职人员迁移到弗赖堡。1529年8月28日聖堂参事会与弗赖堡市签署执法和税收协议处理置房、办公室、行政室和使用大教堂的事务。从此巴塞尔不再是主教驻地，也没有圣堂参事会，而且至今为止没有再有过。1585年巴塞尔与主教缔结巴登协议，收购所有主权，从此正式独立。
1535年在法国受迫害的約翰·加爾文逃到巴塞尔避难。他在巴塞尔撰写了《基督教要义》，这是宗教改革时期影响力最强的新教书籍，这本书于1536年在巴塞尔印刷成书。从1530年到1700年巴塞尔和日内瓦是法国和意大利宗教难民最重要的逃难处。这些难民不仅仅给巴塞尔带来了负担，他们的教育，他们对丝绸纺织和贸易，对纺织品染色的知识，也给巴塞尔带来了新的企业和经济以及社群的财富。1543年安德雷亚斯·维萨里在巴塞尔发表了第一部关于人体解剖学的完整教科书《人体的构造》。1589年过去的大教堂拉丁语学校被改造为文理中学。
16世纪后半叶和17世纪初的50年里巴塞尔5次遭到鼠疫的袭击：从1563年到1564年市内死亡4000人，这是当时市民总数的1/3。1576年至1578年（800人死亡）、1582年至1583年（约1200人死亡）、1593年至1594年（约900人死亡）和最后一次1609年至1611年（约3600人死亡）鼠疫重返。

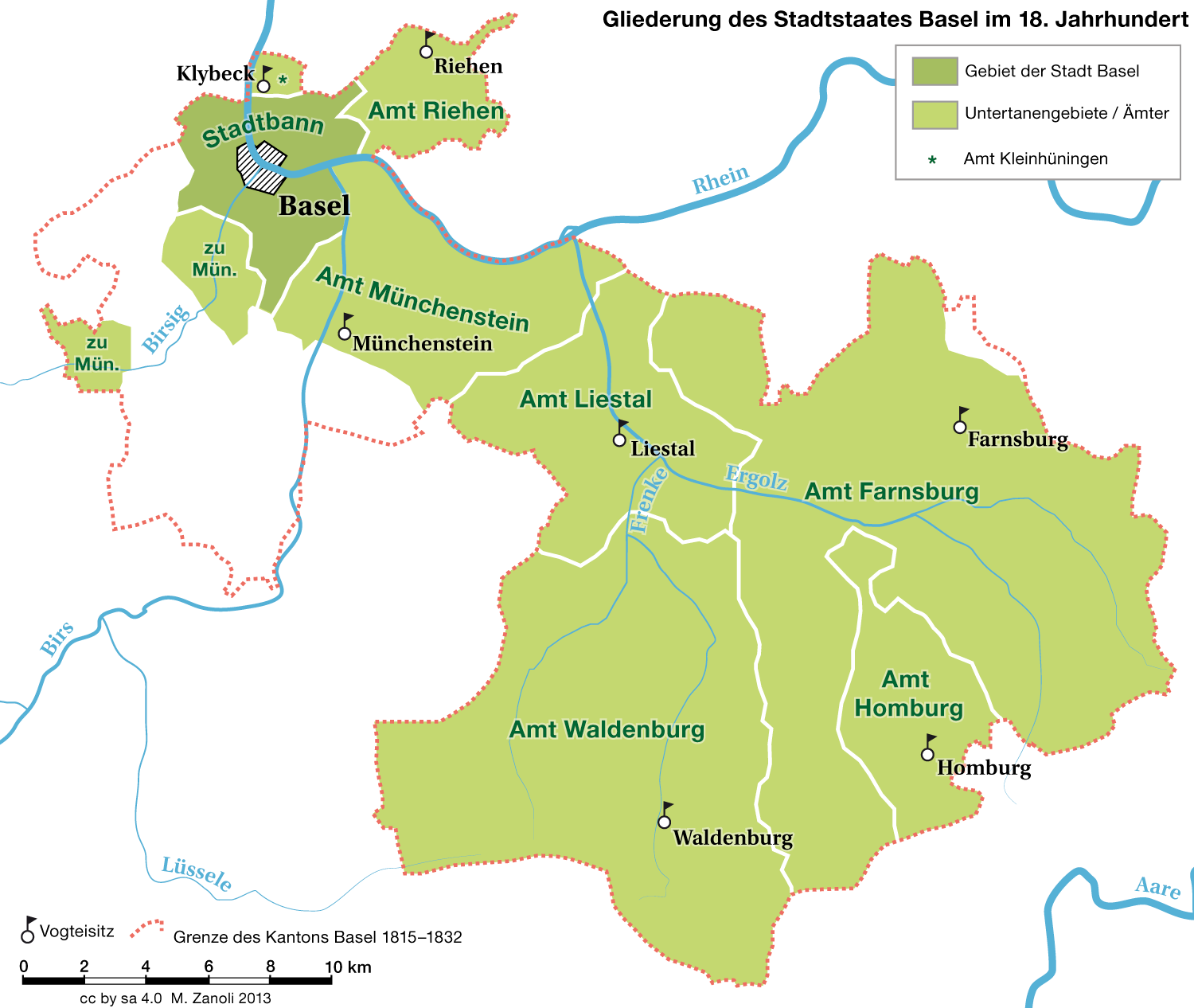
18世纪时巴塞尔城邦国家的版图

1648年巴塞尔市长约翰·鲁道夫·韦特斯坦代表旧瑞士联邦参加明斯特谈判会议并成功使得当时欧洲列强承认瑞士联邦。1681年法国在边境上建造于南格要塞直接威胁巴塞尔。
巴塞尔市议会任命地方总管管理市外的领地。这样的领地一共有六个。城市统治阶层与乡民之间的矛盾导致1525年和1653年以及1591年至1594年农民战争。所有这些起义都被血腥镇压。
1662年巴塞尔市收购阿默尔巴赫小屋，为巴塞尔美术馆奠基。
1758年诺华作为一个商店建立。1795年巴塞爾和約结束了法国、西班牙和普鲁士之间的战争。
法国大革命爆发后1790年12月20日巴塞尔大议会决定在其统治境内废除農奴制。虽然如此1797年11月24日拿破仑路过巴塞尔后次年1月在乡村里爆发暴乱，农民冲进市政府委派的总管府邸。此后改革和革命派人士剥夺行会总长的权力，宣布州内所有公民平等。巴塞尔国民集会是瑞士最早的议会之一，由20名市民和20名村民组成，它决定进行大型改革。1798年4月12日赫爾維蒂共和國宪法生效，巴塞尔议会解散，巴塞尔不再是一个城市国家。理论上巴塞尔市只是赫爾維蒂共和國巴塞尔州里的一个镇，但它同时也是一个自己的区。在赫爾維蒂共和國所有公民拥有平等的权力，因此在整个共和国，包括巴塞尔，开始区分公民和居民。因此1815年市内公民仅占居民的37%，1779年市内还有51%的居民有公民权。

#### 19世纪

斯巴伦门

1815年维也纳会议认可瑞士佣兵中立。过去的巴塞尔主教国被分给伯尔尼和巴塞尔。汝拉州和勞芬谷被分给伯尔尼，普費芬根等地则被分给巴塞尔。1815年8月奧地利的約翰大公迫使于南格要塞投降，成为巴塞尔的英雄。于南格要塞就位于巴塞尔城外，而且经常向巴塞尔射击。在巴塞尔市民的请求下约翰下令拆除该要塞。
巴塞尔最后一次死刑执行于1819年8月4日（巴塞尔乡村州1851年）。一个强盗组织的三名成员在城门外的草莓田里被斩首。2万人观看这次斩首，比当时巴塞尔的居民数还多。
1814年巴塞尔市对它的乡村领地的主宰权重置，在州的大议会里巴塞尔市的席位从比例上远远超过了就公民数它应该获得的席位。1833年酝酿长久的城市与乡村之间的冲突激化。双方甚至爆发武装冲突，最后乡村获胜。从此乡村地区组成巴塞尔乡村州，剩余的地区组成巴塞尔城市州。
1832年第一艘客轮到达巴塞尔。

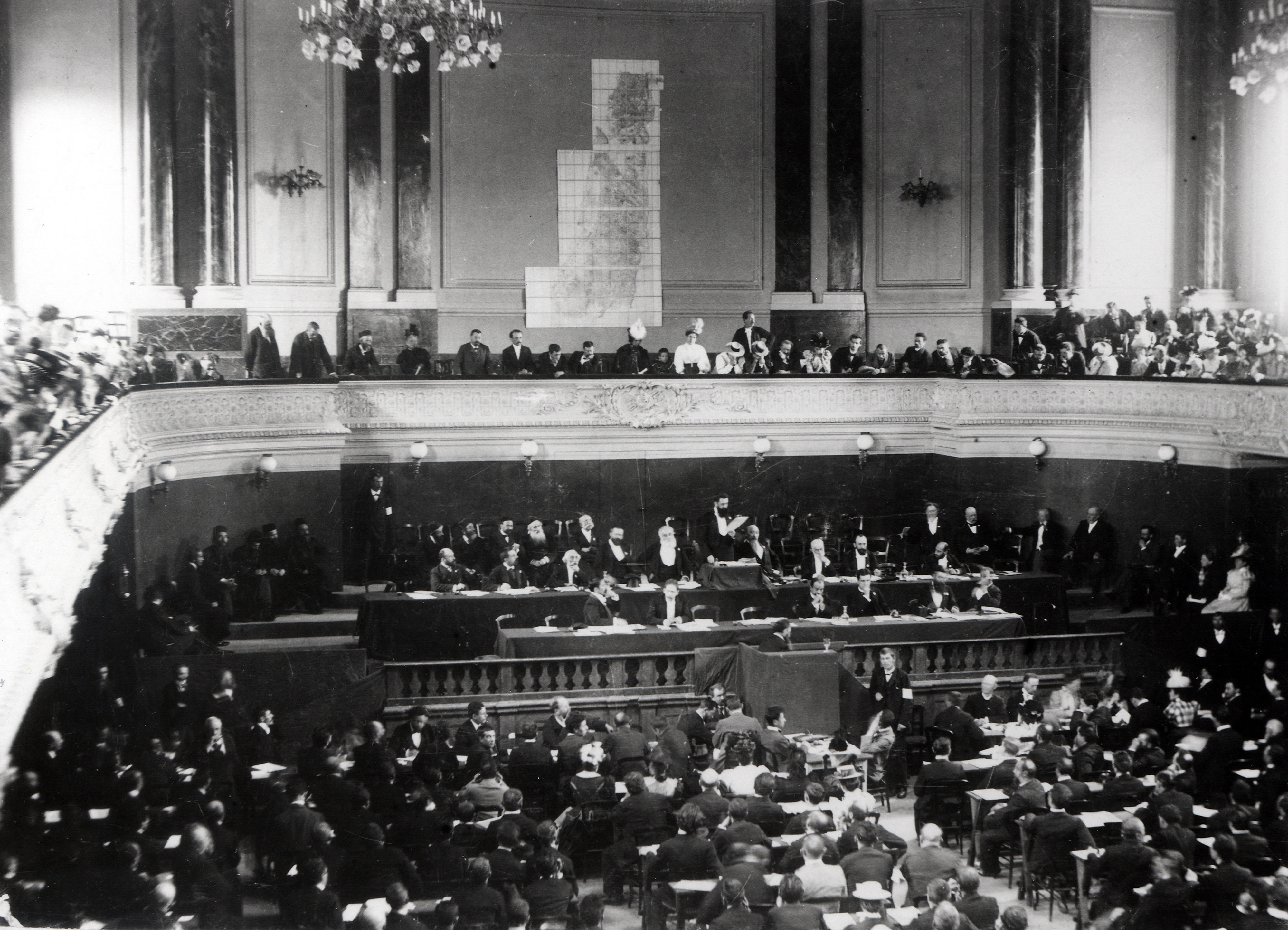
1897年第一次世界锡安主义者大会在巴塞尔召开

1844年瑞士的第一列火车从圣路易开到巴塞尔。1849年巴塞爾自然史博物館建成。1859年城墙被拆除，只有少数大的城门被保留。1897年8月26日至29日西奥多·赫茨尔等组织的第一次世界锡安主义者大会在巴塞尔举办。大会决定“在巴勒斯坦设立一个公开的、受法律保障的犹太人家乡”。为了达到这个目标成立了一个基金会和一个犹太银行（以色列国民银行的前身）。世界锡安主义者大会一共在巴塞尔召开过10次，比世界上任何其它城市都多。

#### 20和21世纪

1933年的空照

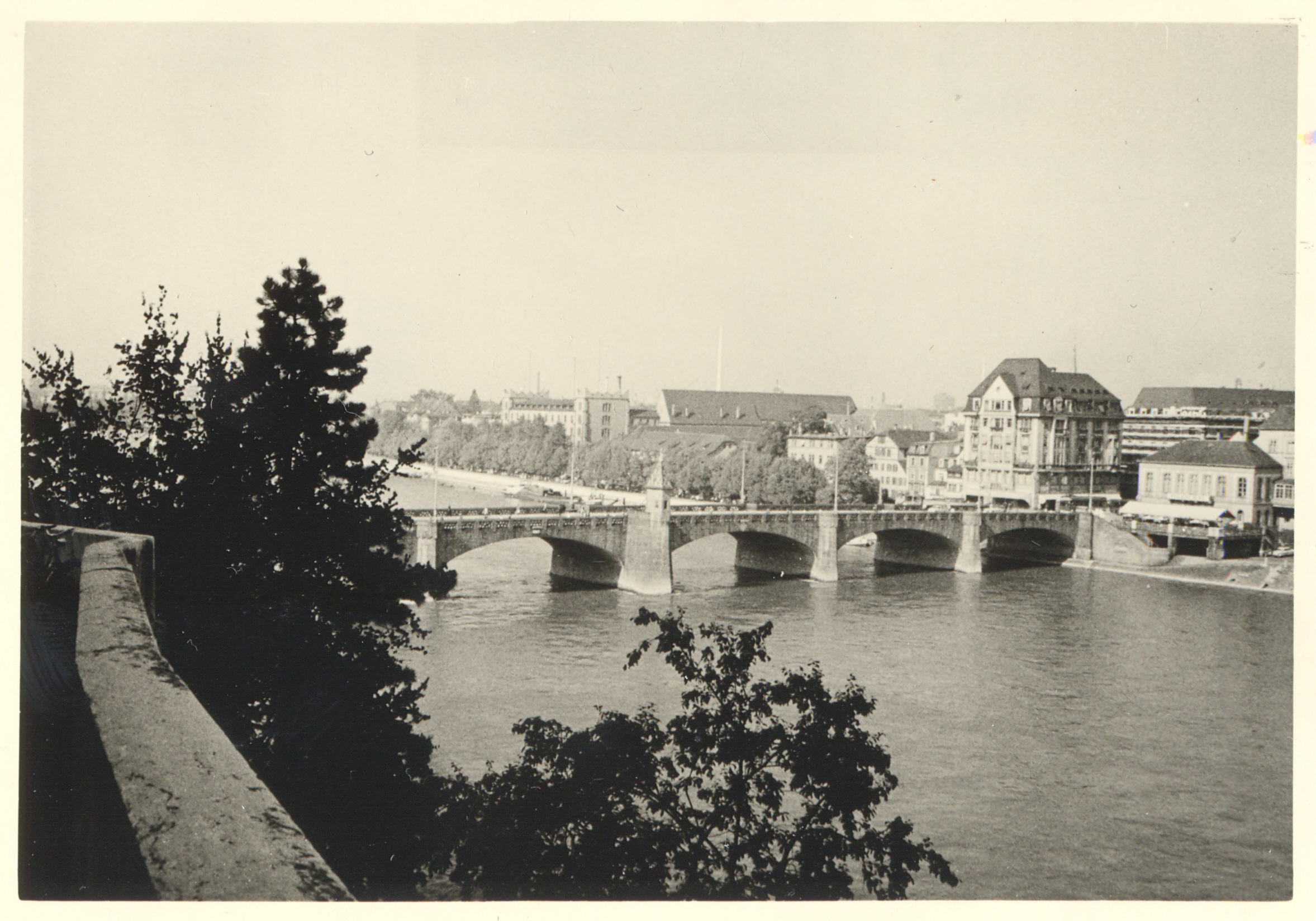
1950年代的中桥

巴塞尔在工業化过程中成为瑞士最重要的工业城市之一。约1900年巴塞尔州统计局做国际对比把巴塞尔成为“明显工厂城市”。一直到1980年市内工人的比例还相当高。
1912年国际社会主义者和平大会在巴塞尔召开。由于巴塞尔直接位于边境上与瑞士其它大城市相比它受两次世界大战的影响最大。虽然市内食品供给始终得到保障但是比瑞士内部困难。1918年所有工人相应州总罢工的号召。1919年8月1日瑞士国庆日爆发染色工人罢工。征服出动军队镇压，军队向示威者开枪。5人死亡。
30年代里國際清算銀行在巴塞尔设立。
1933年到1945年间首当其冲受到纳粹独裁和从1939年开始战争的影响。当地居民、企业和政府机关都受到影响。瑞士政府机关就与德国关系的问题做出了一些列影响深厚的文化、政治、外交和经济决定。1939年巴塞尔美术馆从德国博物馆收购了21幅所谓的頹廢藝術作品。直到今天这次收购依然有争议。
一方面巴塞尔的社会民主主义党派以及社会民主党政府和自由主义的《巴塞尔新闻》报反对纳粹德国，一直到大战时期巴塞尔的协助逃亡、宣传和走私网络依然活跃。另一方面在巴塞尔有数千纳粹党党员以及纳粹党的支持组织成员。巴塞尔巴登车站是纳粹活动的中心。一直到1946年巴塞尔警察总局才记录了纳粹在巴塞尔的活动。
1940年中到1944年秋之间瑞士军队撤到瑞士國家堡壘防衛計劃瑞士國家堡壘后，在这段时间里巴塞尔是一个无驻军城市，德国假如进攻的话它毫无防御。1940年和1945年联军错误地轰炸了巴塞尔及其周边，导致1人死亡和造成破坏。
1953年法国和瑞士共同建造两国巴塞尔-米卢斯机场。1993年该机场成为瑞士、法国、德国三国机场，改名为巴塞尔-米卢斯-弗赖堡欧洲机场。
1957年巴塞尔庆祝建城2000年。1963年为了促进跨国界合作设立巴塞尔地区。1966年妇女在巴塞尔州选举中获得选举权。1969年巴塞尔城市州和巴塞尔乡村州合并的公民投票失败因为乡村州多数公民反对。
1970年代里由于房价不断上涨，而有些房主宁可让他们的房子空着也不肯出租导致多起强占租房的事件。
1980年一座远程送热电厂启用。
1986年11月1日在巴塞尔附近发生了一次重大化工事故，当地居民幸运没有受损。但是救火的水把大量化学物质冲入莱茵河。1989年多边控制废物和垃圾的巴塞爾公約签订。1990年代里汽巴-嘉基和山德士合并为诺华，瑞士银行协会和瑞士银行公司合并为瑞银集团。
2004年选举后社会民主党和绿党组成一个联盟政府，这是1950年以来第一个左派市政府。2006年巴塞尔获得一部新宪法。大议会的议员数目从130人降低到100人，并设立州长职。
2014年瑞士作为歐洲安全與合作組織主席在巴塞尔召开会议，57个国家近千人参加。当时正值乌克兰危机时期。

## 居民

### 人口发展
2018年12月31日巴塞尔有居民17万2258人，是继苏黎世和日内瓦之后瑞士第3大城市。巴塞尔城市州总共有19万4766名居民。全球人类居住区层称巴塞尔是一个连续建筑密集的城市居住地区，共有42万8721名居民（2018年数据）。横跨三国的都市地区总共有83万名居民。
巴塞尔人口发展列表：
| 年   | 居民数  |      | 年      | 居民数 |
| ---- | ------- | ---- | ------- | ------ |
| 1774 | 15'040  | 1910 | 132'276 |        |
| 1815 | 16'674  | 1920 | 135'976 |        |
| 1835 | 21'219  | 1930 | 148'063 |        |
| 1847 | 25'787  | 1941 | 162'105 |        |
| 1850 | 27'170  | 1950 | 183'543 |        |
| 1860 | 37'915  | 1960 | 206'746 |        |
| 1870 | 44'122  | 1970 | 212'857 |        |
| 1880 | 60'550  | 1980 | 182'143 |        |
| 1888 | 69'809  | 1990 | 178'428 |        |
| 1900 | 109'161 | 2000 | 166'558 |        |

巴塞尔三国地区的人口发展列表：
| 年   | 瑞士境内 | 德国境内 | 法国境内 | 地区总数 |
| ---- | -------- | -------- | -------- | -------- |
| 2000 | 479'308  | 188'553  | 63'306   | 731'167  |
| 2014 | 532'185  | 206'267  | 92'306   | 830'758  |

巴塞尔人口发展

19世纪典型的由于工业化导致的城市人口不断增长在巴塞尔也有同样的作用。这个迅速增长使得瑞士成为继苏黎世之后瑞士第二大城市。由于巴塞尔城市州的范围很小，巴塞尔无法像其它瑞士大城市那样通过合并周边的村落扩张。由于工业化在巴塞尔形成了一个主要由老巴塞尔人组成的上层阶层，这个阶层一直到20世纪保持其与其它阶层的隔离。他们使用一种比较古老的巴塞尔德语方言。
虽然整个三国联合巴塞尔地区的人口不断增长，巴塞尔市的人口则从1970年代开始由于郊区城市化明显减少。1970年到2005年间5.1万巴塞尔居民离开城市，移居到周边地区。虽然在同一时期里有1.2万外国人移入巴塞尔，但是总的来说巴塞尔损失了3.9万人口，使得日内瓦的人口数在1990年代中超过巴塞尔。尤其瑞士各州的税收竞争导致税收高的人群离开巴塞尔城市，是巴塞尔市的一个重要问题。

### 宗教

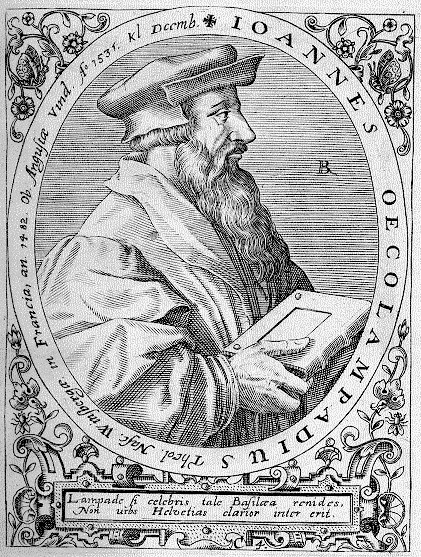
約翰內斯·厄科蘭帕迪烏斯

#### 综观
1529年在約翰內斯·厄科蘭帕迪烏斯的带领下宗教改革在巴塞尔成为主导力量。很快市内的重要人物比如秘书加入新教。1798年到1815年间法国控制瑞士，在法国大革命的影响下1798年瑞士正式保障宗教自由。1910年实行政教分隔，新教教会被认可为公法团体。1972年罗马天主教教会和犹太教也成为公法团体。2021年巴塞尔和瑞士西北部路德派新教教会成为公法团体。今天巴塞尔市内有300多个宗教团体。除基督教宗教团体外巴塞尔还有犹太教社群、伊斯兰教、阿列维派教派、印度教、锡克教、佛教和新宗教运动团体组织。巴塞尔从一个多数新教的城市演化成一个多宗教城市。约半数巴塞尔居民无宗教。

#### 新教

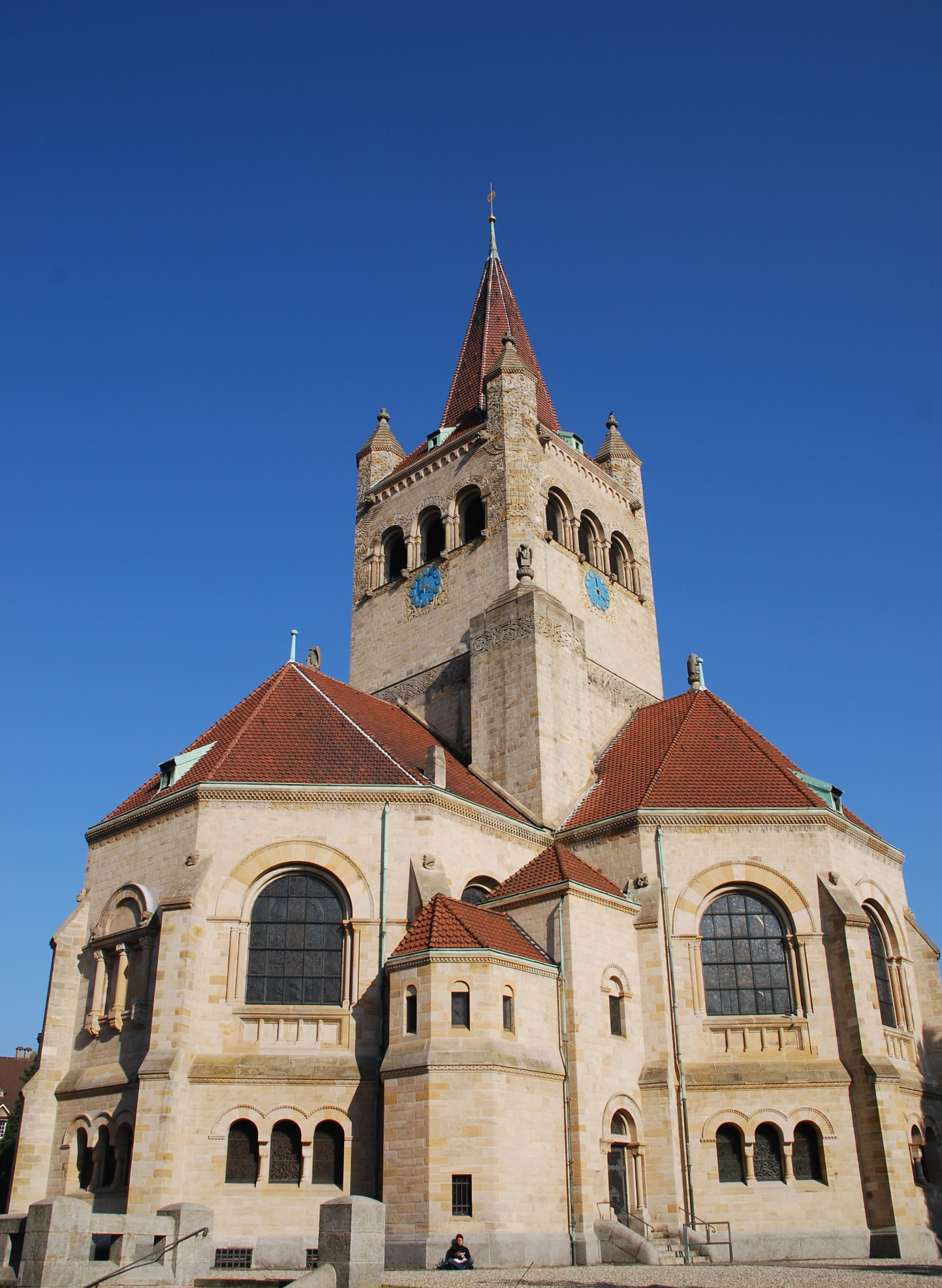
新教保罗教堂

历史上巴塞尔新教影响非常大。2017年瑞士新教联盟授予10个瑞士城市“宗教改革城”的称号，巴塞尔是其中之一。按照州宪法巴塞尔城新教教会被认可为公法团体。虽然由于越来越多人退出教会新教教会的主要多数人口地位已经丧失，但是它在巴塞尔的社会和文化生活中依然有很大作用。新教教会组织一个社会网络提供心理咨询、毒品咨询、牧师和慈善廚房服务。基督新教在巴塞尔有85座教堂、教会集会堂、牧师和神职人员宿舍。许多这些建筑受保护，而且是城市里最显著的建筑物，其中包括巴塞尔的标志巴塞尔大教堂等。
1876年到1915年间巴塞尔市内曾经有过一个新教牧师学校。

#### 天主教
今天巴塞尔市内17.9%的人信奉天主教，使得天主教社群是市内最大的宗教社群。天主教會在巴塞尔有7个堂区，其中5个德语堂区，1个法语堂区和1个意大利语堂区。这些堂区与州级机关一起组成一个總鐸區，它属于天主教巴塞尔教区。虽然教区是以巴塞尔命名的，但是它的主教驻地位于索洛图恩，而不是在巴塞尔。宗教课是与新教教会一起组织和筹敷的。除罗马天主教会外从1873年开始巴塞尔还有一个小的舊天主教會。从1973年开始这两个天主教教会按照州宪法都是公法团体。

#### 犹太教

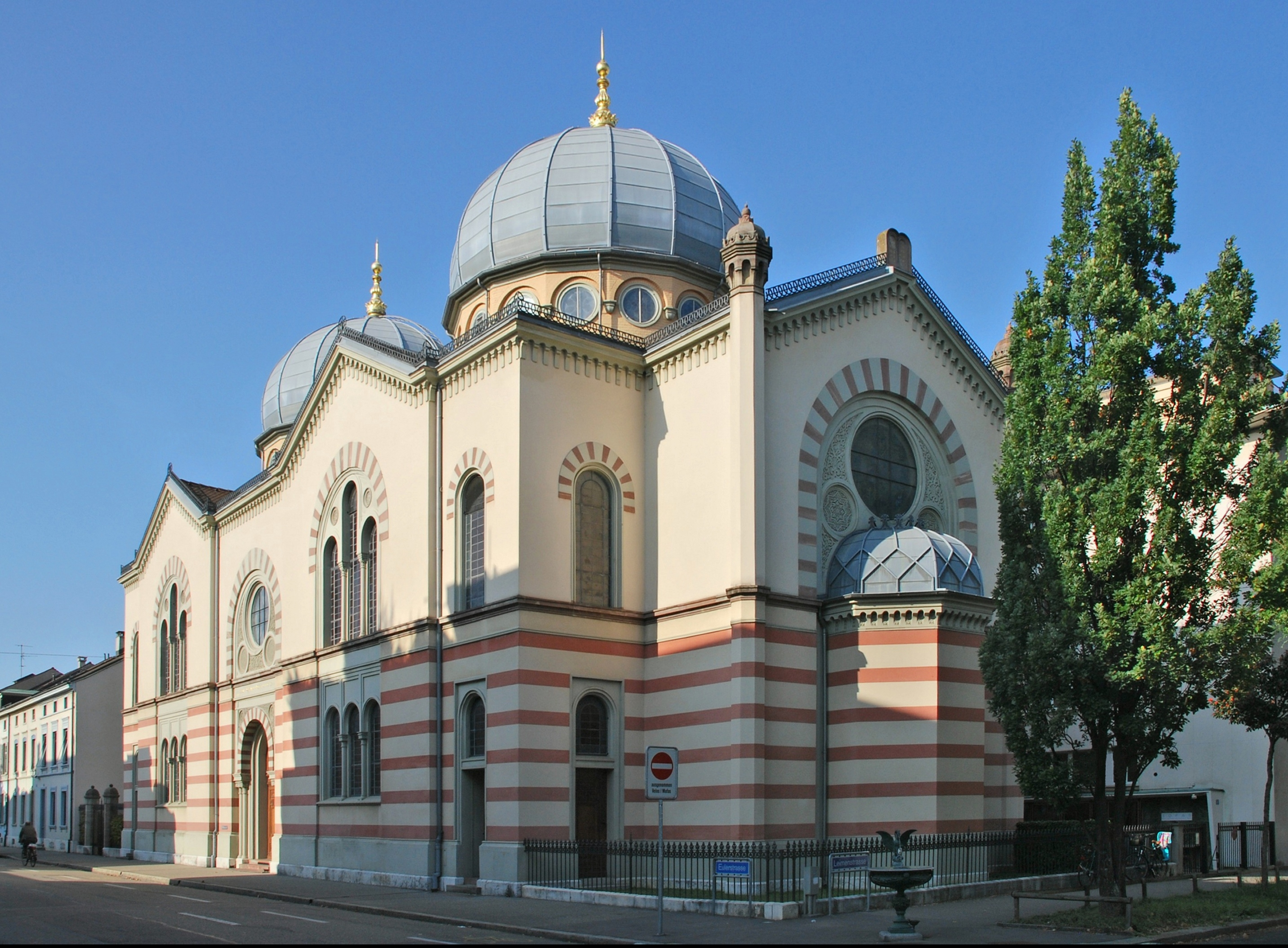
巴塞尔犹太会堂

有文献证明的是早在12世纪就有信奉犹太教的人在巴塞尔定居。第一座犹太会堂位于今天的牛市场广场。在奥古斯都·劳里克殖民地的考古发掘似乎提供线索说明在2世纪就已经有犹太人在当地居住。今天的巴塞尔以色列社团始于1805年，当时它有约70名成员。由于此前对犹太人的迫害巴塞尔有400多年没有犹太人居住。1895年当时的社团拉比创办了一座犹太教学校。今天巴塞尔以色列社团有约1000名成员，是瑞士第二大的犹太社团。1972年通过州全民表决它成为瑞士第一个州级非基督教的公法团体，与其它的基督教公法团体享受同样的待遇。除巴塞尔犹太会堂外它还举办数座学校以及一座向公众开放的图书馆。
除巴塞尔以色列社团外从1927年开始还出现了一个所谓的退出社团，这个严厉正统的巴塞尔以色列宗教社团也有一座犹太会堂。此外2004年在巴塞尔还成立了一个自由犹太社团。2014年他们使用的新犹太会堂启用。它是瑞士自由犹太人平台的第三个成员。此外瑞士犹太博物馆位于巴塞尔， 它收藏了许多珍贵的犹太文化物件。2016年它庆祝成立50周年。它是德语地区第二次世界大战后设立的第一座犹太博物馆。哈巴德组织在巴塞尔也成立了一个新的分会。2012年它的犹太会堂启用。

#### 伊斯兰教

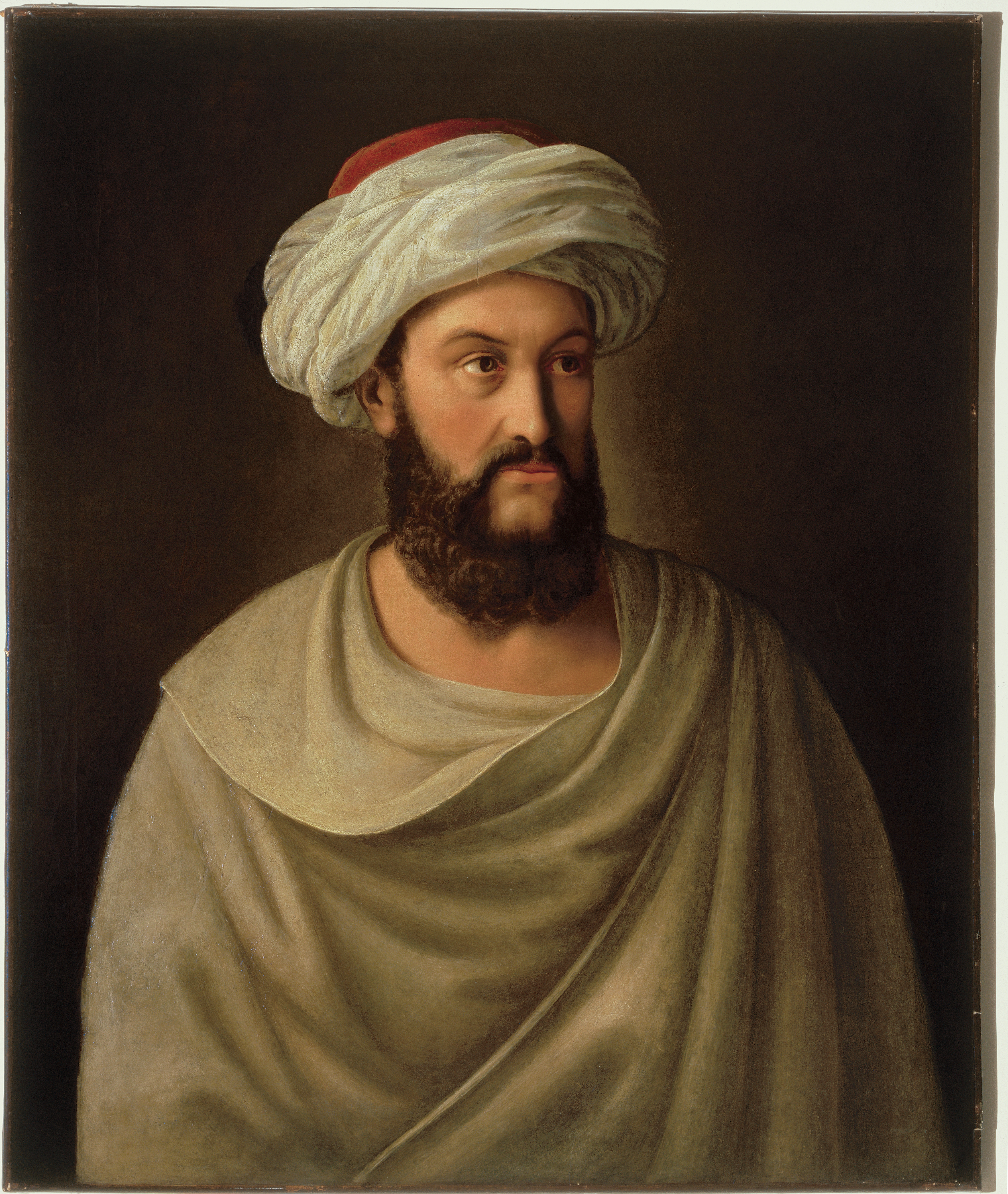
约翰·路德维希·伯克哈特

从1960年代开始来自穆斯林国家的移民使得巴塞尔获得了一个不断增长的伊斯兰教社群。这些移民大多来自土耳其、马格里布和科索沃。今天估计约10%的市民是穆斯林，在小巴塞尔的居民区里这个比例显然更高。巴塞尔有13座清真寺和祈祷间，它们分别为不同母语的人服务。1997年“巴塞尔穆斯林委员会”成立，它把自己看成当地逊尼派组织的雨伞组织。除移入的穆斯林居民外还有更改信仰信奉伊斯兰教的瑞士人，他们在市内的穆斯林社群中也起一个重要作用。历史上最著名的是约翰·路德维希·伯克哈特，他生活在18世纪末19世纪初，是巴塞尔的第一名穆斯林。他也是第一名去麦加朝圣的中欧人。

#### 统计
巴塞尔城市州居民信仰比例列表（巴塞尔城市州统计局数据）
| 年   | 新教 | 罗马天主教 | 其它基督教教派 | 犹太教 | 伊斯兰教 | 其它宗教 | 无宗教 | 未提供 |
| ---- | ---- | ---------- | -------------- | ------ | -------- | -------- | ------ | ------ |
| 1950 | 63.3 | 31.3       | 1.4            | 1.3    | 0.0      | 0.0      | 0.0    | 0.0    |
| 1960 | 59.9 | 35.8       | 1.3            | 1.1    | 0.0      | 0.3      | 1.6    | 0.0    |
| 1970 | 52.7 | 40.7       | 1.1            | 0.9    | 0.2      | 0.2      | 3.2    | 1.0    |
| 1980 | 44.4 | 35.5       | 1.2            | 0.9    | 1.1      | 0.3      | 13.9   | 1.9    |
| 1990 | 32.1 | 25.4       | 1.8            | 0.8    | 4.0      | 0.5      | 34.5   | 0.3    |
| 2000 | 26.5 | 24.9       | 2.8            | 0.8    | 6.7      | 1.2      | 31.0   | 5.1    |
| 2016 | 17.4 | 17.9       | 5.3            | 0.7    | 7.5      | 2.1      | 47.5   | 1.4    |
| 2018 | 15.3 | 15.9       | 5.9            | 0.6    | 8.0      | 2.0      | 50.9   | 1.3    |

#### 教会税
政教分离过程中原来的4个公法团体获得向自己的信徒收纳教会税的特权。由于教会使用的软件不再被其出产商支持，而新软件的开发非常昂贵，因此这4个宗教团体请求巴塞尔城市州像其它大多数州以及德国一样通过国家税收机构替他们收教会税。2018年11约州大议会修改相关的税收法，反对者发动公民投票，2019年5约19日在投票中大多数支持修改的税收法。

## 政治

### 立法和行政

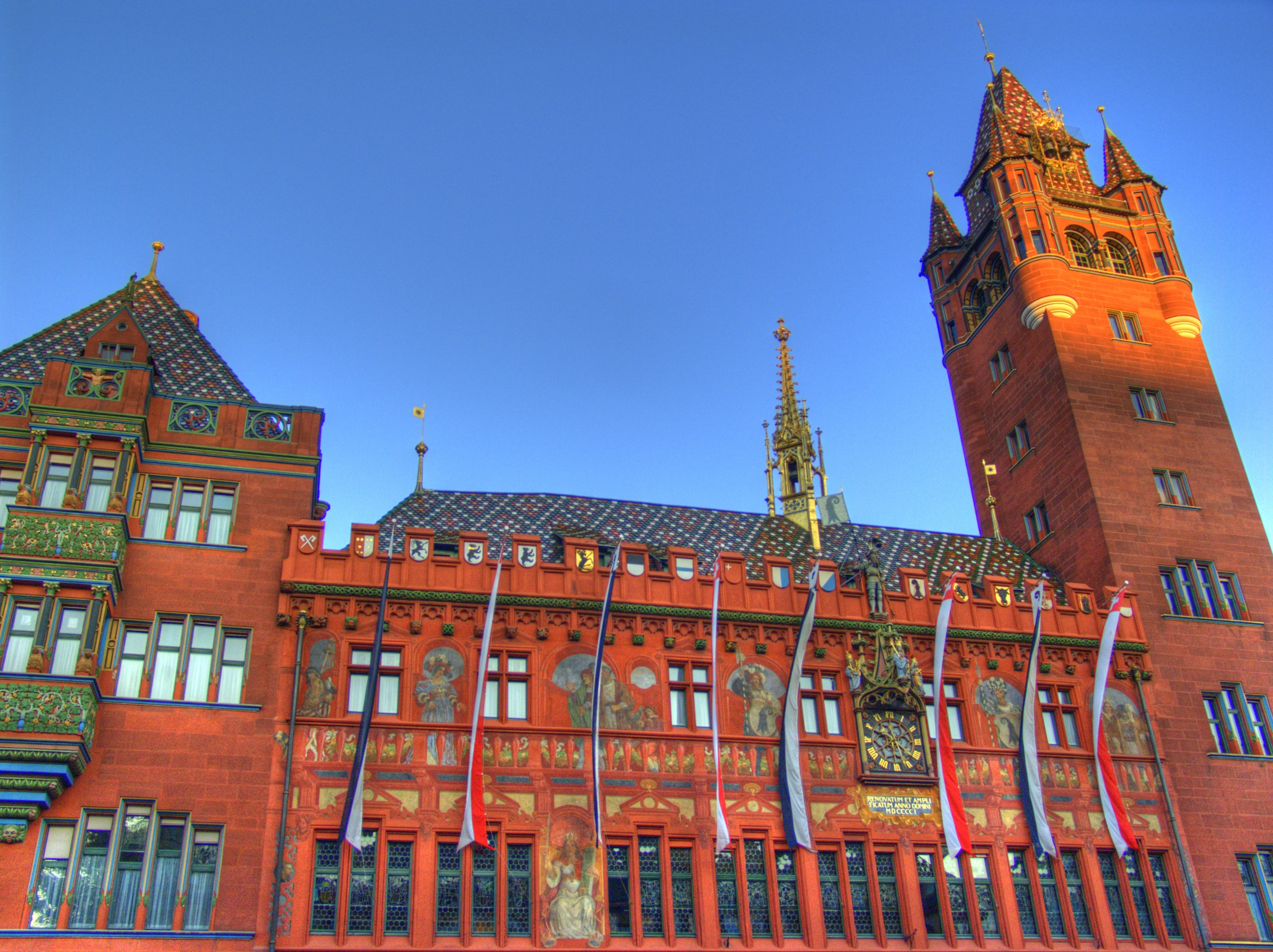
巴塞尔市政厅

巴塞尔市的政府和行政由州政府实行。巴塞尔市自己没有行政和立法机关。行政由州政府，立法由大议会执行。这样市机构与州机构等同的情况在瑞士是独一无二的。在瑞士负责移民事务的行政层次是镇，在巴塞尔是市民区。

### 联邦选举
2019年瑞士聯邦選舉中巴塞尔市的选举结果为：瑞士社會民主黨32.7%、自民党.自由党21.4%、巴塞尔绿色联盟17.7%、瑞士人民黨12.4%、绿色自由党5.7%、瑞士基督教民主人民黨4.6%、新教人民党2.0%、市民民主党0.4%和联邦民主党0.3%。

### 市徽

市徽

巴塞尔市亦即巴塞尔州的的市徽是一个向左弯曲的黑的主教权杖。它镶嵌在白色的背景上。它被称为巴塞尔权杖。权杖向下变宽，末端是三个尖角，被三个线条中断。这三条线条分别代表牧师、主教和教师。巴塞尔权杖的原型是弯曲的主教权杖。徽章柄是狮子，原始的男人，天使和自15世纪的蛇妖-那是一只公鸡头和蛇尾形状的龙。

### 姊妹城市
- 中国上海（自2007年11月19日）[63]
- 美国迈阿密海滩（自2011年11月28日）[63]

## 经济和基础设施
巴塞爾2010年的失業率為4.2%。根據2008年的資料，巴塞爾的經濟活動以二級產業（即工業部門）之從業人口最多，為120,130人，三級產業（服務業）居次（82,449人），最後則是一級產業（農業），34,645人。其中服務業的的從業人口中有46.2%為女性。
一年一度的巴塞爾樣品博覽會（Mustermesse Basel，簡稱MUBA）於萊茵河右岸的小巴塞爾展出。其餘種要的展覽活動包括巴塞爾國際鐘錶珠寶展與巴塞爾藝術博覽會（Art Basel）等。

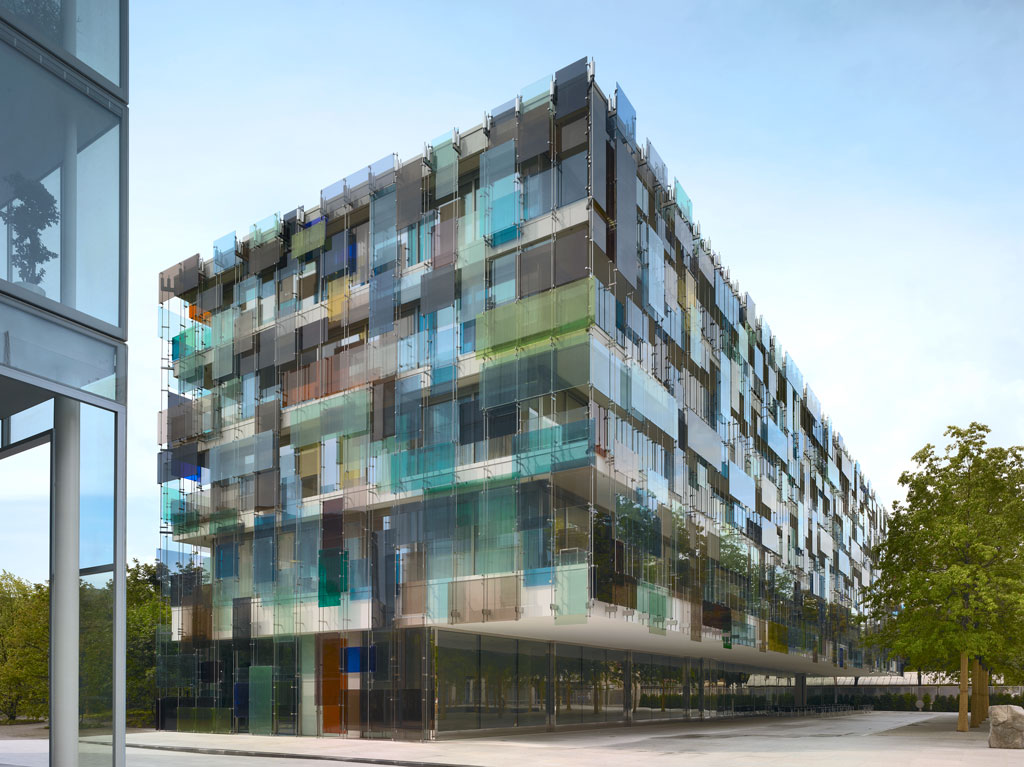
诺华公司场地

巴塞尔位于中欧中心，因此拥有重要的贸易地理作用。巴塞尔都市地区共有130万居民和65万上班的人。巴塞尔是继苏黎世后瑞士第二大经济城市，是瑞士人均国内生产总值最高的州。
巴塞尔是全世界最重要的制药中心之一，诺华、罗氏、先正達和龍沙集團股份在这里都有工厂。94%巴塞尔市的出口是化学和药品产品。与临近的化学工业区一起巴塞尔占瑞士出口贸易的20%和国家收入的三分之一。除化学工业外巴塞尔还有机械制造、金属加工、纺织工业、食品产业和奢侈品产业等工业。由于巴塞尔有数百年的造纸和印刷历史，因此多个出版社也在巴塞尔。从1917年开始巴塞尔举办瑞士模范博览会，由此逐渐巴塞尔演变成一个有欧洲意义的博览会。每年在博览会场地上举办多次世界著名的專業展览和会议。其中包括世界最大的当代艺术博览会“巴塞尔艺术展”和世界上最大的钟表首饰博览会“巴塞尔世界展”。巴塞尔也是一个传统的重要银行基地。除众多银行和保险公司外國際清算銀行的总部在巴塞尔。瑞士国家银行在巴塞尔设有分行。两巴塞尔工商行会是巴塞尔城市州和巴塞尔乡村州的联合工商行会。

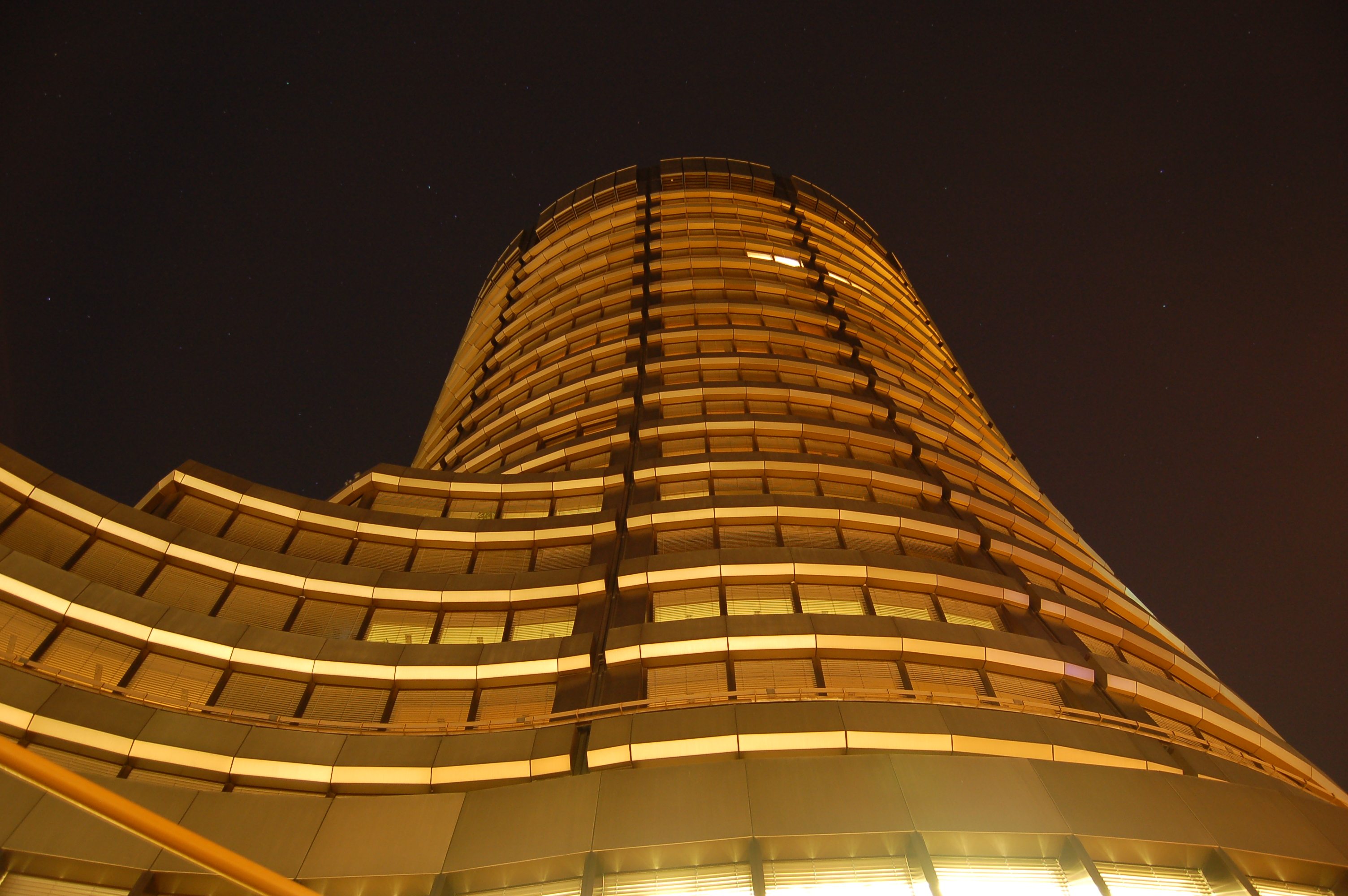
國際清算銀行总部

### 坐落于巴塞尔的大企业
总部在巴塞尔的最大企业列表：

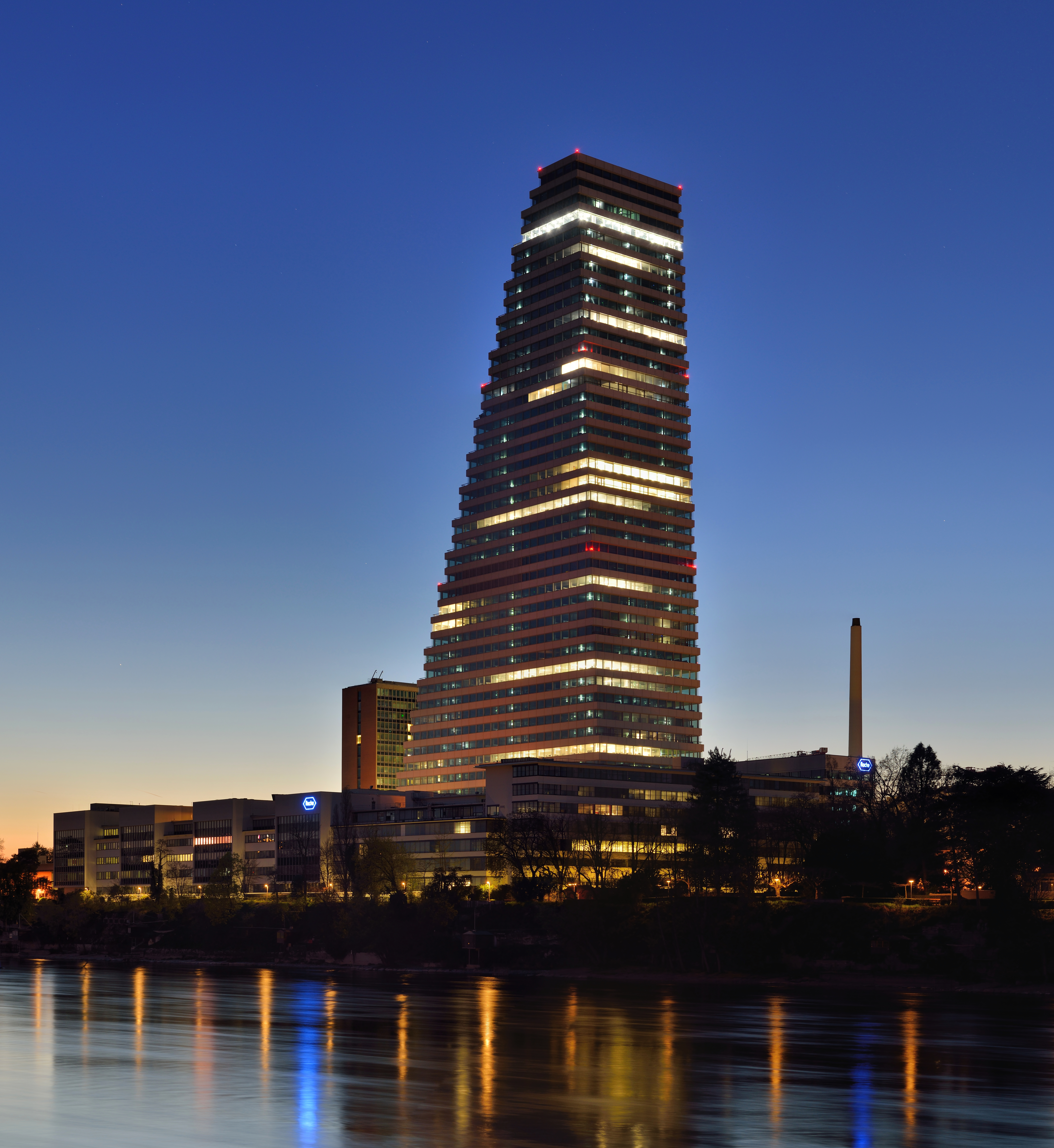
罗氏总部

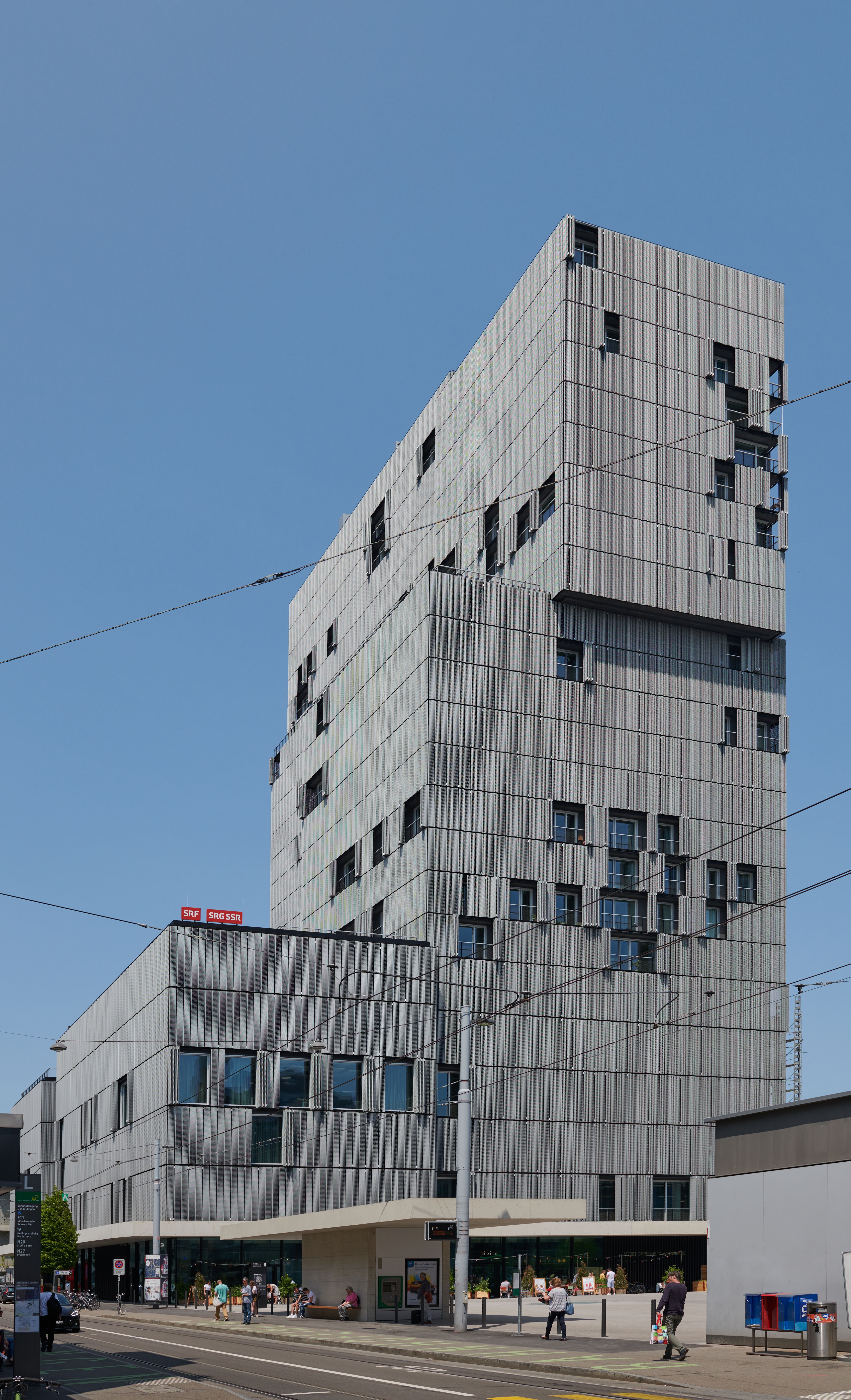
赫爾佐格和德梅隆设计的瑞士广播电视集团总部

以下列表数据来自2017年500名最大瑞士公司：
| 排名 | 公司                 | 行业       | 周转（亿瑞士法郎） |
| ---- | -------------------- | ---------- | ------------------ |
| 01   | 罗氏                 | 制药       | 507.56             |
| 02   | 诺华                 | 制药       | 477.90             |
| 03   | 科浦超市             | 零售       | 283.22             |
| 04   | 先正達               | 农业化学   | 125.98             |
| 05   | Transgourmet Schweiz | 批发商     | 085.51             |
| 06   | 泛亚班拿             | 物流       | 051.96             |
| 07   | 瑞士國際航空         | 航空       | 047.99             |
| 08   | 龍沙集團股份         | 制药、化学 | 041.32             |
| 09   | Bell Food AG         | 肉类加工   | 033.46             |
| 10   | 莫斯兄弟             | 零售       | 025.00             |

这个列表里没有包括银行、金融服务企业和保险企业，但是巴塞尔是继苏黎世之后在德语瑞士第二大的金融中心。瑞银集团在巴塞尔有一分部，此外巴塞尔州立银行、Cler银行、CIC银行、WIR银行的总部在巴塞尔。巴洛赛、赫尔维蒂娅保险、Sympany和Pax瑞士寿险等保险公司的总部也在巴塞尔，或在巴塞尔有分部。
其它总部在巴塞尔的银行和保险公司还有Bank La Roche & Co、Baumann & Cie, Banquiers、嘉盛银行、E. Gutzwiller & Cie. Banquiers、Dreyfus Söhne & Cie、Trafina私人银行和Scobag私人银行。此外巴塞尔还有不同托管和不动产公司。这些公司集中在一起，过去巴塞尔贸易所也在这里。1912年成立的瑞士银行协会和瑞士州立银行协会也位于巴塞尔。國際清算銀行总部位于巴塞尔瑞士车站附近。
化学和制药公司也在巴塞尔落脚，其中包括诺华、罗氏、巴塞利亚药业有限公司、Acino International和先正達，一个从诺华的农业化学分离出来的公司。2008年巴斯夫收购了汽巴精化，在巴塞尔也有了一个分部。
在运输和物流领域巴塞尔有泛亚班拿和瑞士联邦铁路货运。瑞士最大的航空公司瑞士國際航空和捷特航空的总部也在巴塞尔。
总部在巴塞尔的重要零售公司包括莫斯兄弟、烟草用品生产商大衛杜夫、瑞士最大的肉制品生产商贝尔食品和零售公司科浦超市。
此外MCH集团、生命科学公司龍沙集團股份、家用技术公司索特、时尚公司塔丽唯尔、旅游用品公司Dufry、石油和汽车商Fritz Meyer Holding、和牙齿种植公司士卓曼的总部也在苏黎世。

### 旅店

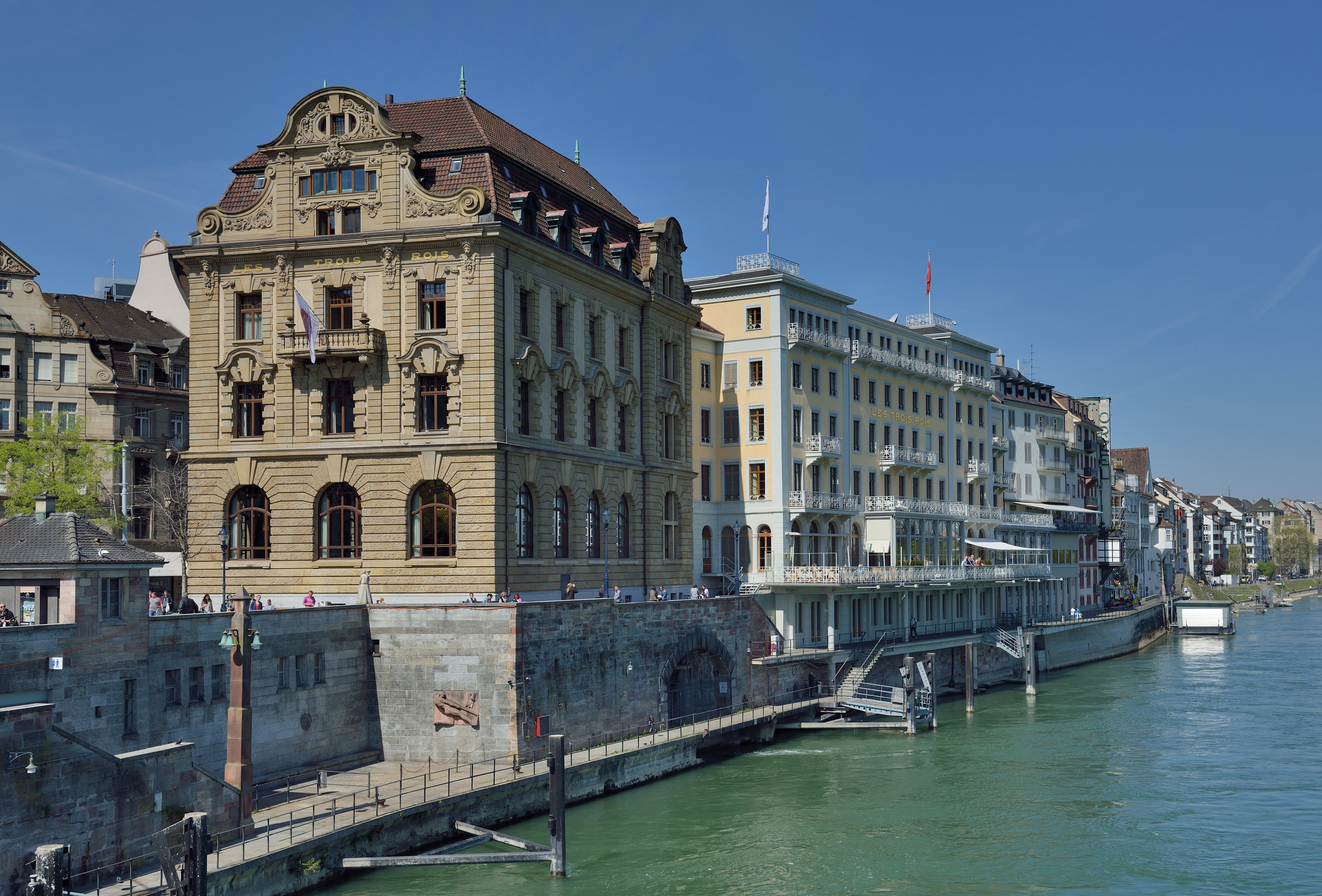
三王酒店

巴塞尔有众多历史悠久的旅店和酒店。位于大巴塞尔中桥边莱茵河畔的三王酒店是欧洲最古老的酒店之一，1681年首次在文献中被提到。许多历史名人曾经在里面过夜（西奥多·赫茨尔、约翰·沃尔夫冈·冯·歌德、伏尔泰、巴勃羅·畢卡索、托马斯·曼、馬克·夏卡爾、威廉·理查德·瓦格纳、滚石乐队等等），贾科莫·卡萨诺瓦在他的自传里特别提到了这座酒店，并称之为市内最好的酒店。今天这座豪华酒店依然属于欧洲最上等的酒店之一。今天酒店的古典派建筑是1844年建造的，2004年到2006年间做了巨大翻修、重建和扩建。作为博览会地点巴塞尔有许多其它酒店，其中许多是4和5星级的。
巴塞尔最老的饭店是金星饭店，早在1346年它就被提到，从1412年起它被列入13座贵族饭店之一。1501年瑞士联邦10个州的代表来到巴塞尔时他们就是在今星饭店接风洗成的。1963年由于街道扩建饭店的老建筑被拆除。10年后它在别处被重建。
巴塞尔还有其它星级厨师和著名的咖啡馆。

### 出版业
1460年巴塞尔大学的成立极大促进了当地出版与印刷业的发展。除造纸厂外当时有50多个印刷厂，其中包括著名的约翰内斯·佩特里、约翰内斯·阿默巴赫和约翰·弗罗本。1468年在巴塞尔出版了一部拉丁语的活字印刷《圣经》。1488年约翰内斯·佩特里在巴塞尔设立了他的出版设，这是流传到今天最古老的印刷设和出版社。在巴塞尔最著名的印刷术士约翰·弗罗本带领下1500年后巴塞尔称为欧洲领先的出版和印刷地。今天巴塞尔市内有15座出版社。

### 媒体
巴塞尔及其周边地区出版多份报纸：《巴塞尔报》是瑞士西北部发行量最大的日报。此外还有一份为整个地区服务的报纸《bz》以及一份为里恩和贝廷恩服务的周报《里恩报》。从2010年到2018年之间有一份周报出版。免费周报《20分钟报》也报道地区性新闻。当地还有一份网上报纸提供大量信息。
巴塞尔也有广播电台：公共的瑞士德语广播电视有一专门提供巴塞尔新闻的节目，除此之外在巴塞尔地区还有两个私人电台和一个非商业性电台。
瑞士德语广播电视在巴塞尔有一地方播放站，其文化节目是在这里制作的。此外巴塞尔还有一个为巴塞尔市和瑞士西北部服务的电视台。

### 交通

#### 船运

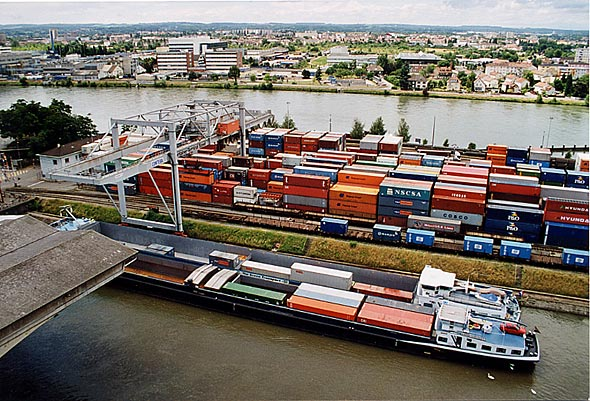
巴塞尔莱茵河港

从中世纪开始巴塞尔就是一个北海和地中海之间的一个重要贸易和货物转运地点。沿莱茵河从巴塞尔到鹿特丹共832千米，顺流今天的轮船只需要3、4天，逆流一个星期。巴塞尔和斯特拉斯堡之间船只使用阿尔萨斯大运河。
根据1868年签署的曼海姆协约瑞士在莱茵河上拥有自由行船的权利。从入海口到巴塞尔中桥莱茵河被看作是国际水域。瑞士约12%的进口是从巴塞尔的港口进入的。2010年总进口吨位为550万吨。瑞士最老的莱茵河港口圣约翰从2010年1月1日起停工。
巴塞尔周边有4个港口，其中只有一个位于市区内，两个位于莱茵河左岸的港口处于巴塞尔乡村州的境内。瑞士境内的这三个港口拥有统一的管理机构，它是一个公法团体，巴塞尔的两个州也参与这个管理机构。另一莱茵河港口位于巴塞尔以南数千米德国境内。1843年由于火车的竞争从巴塞尔到美因茨的客运服务停止。
所有在瑞士登记的远洋轮和帆船都以巴塞尔为母港。

#### 鐵路

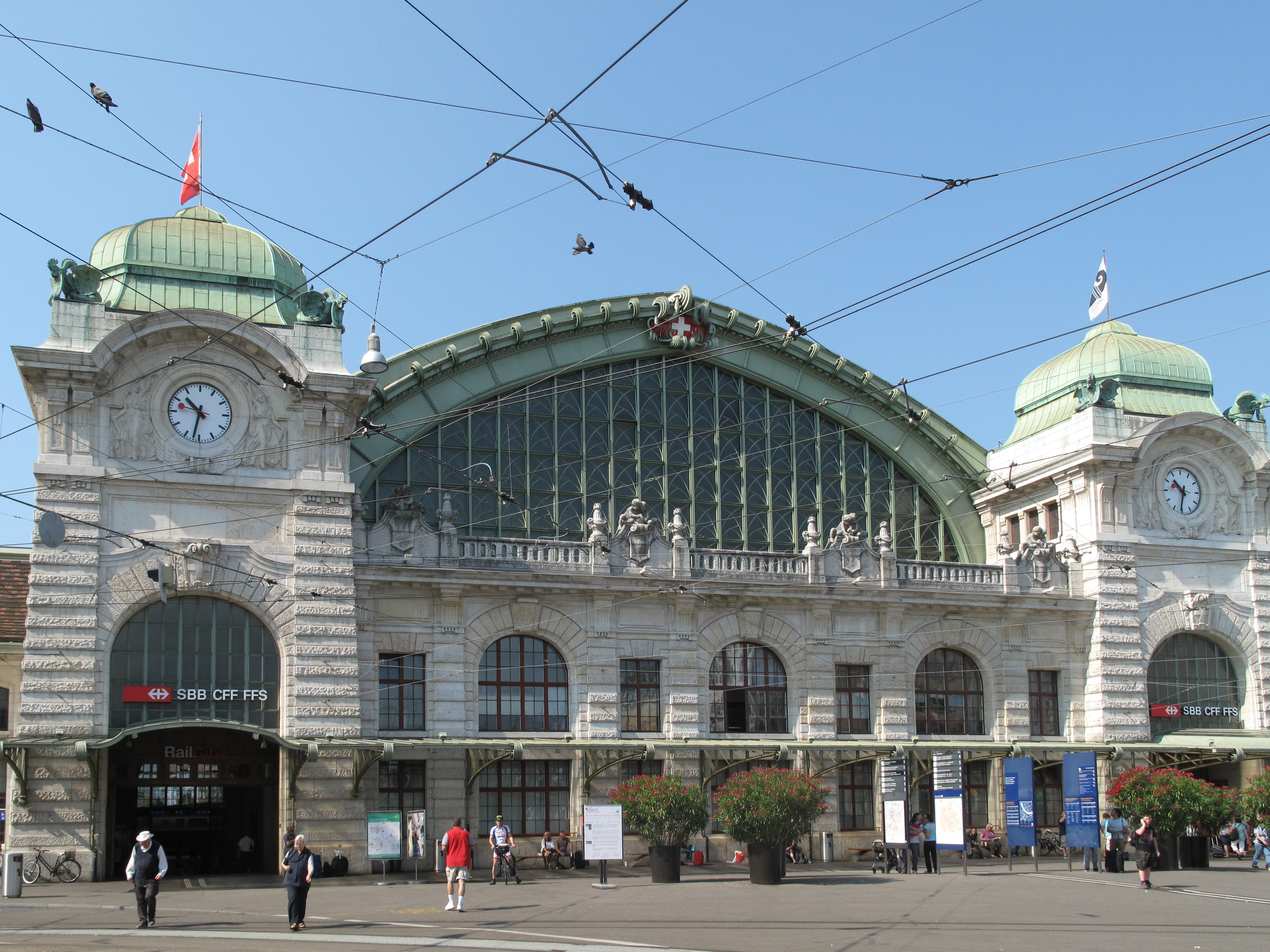
巴塞尔瑞士火车站

巴塞爾是一個重要的鐵路樞紐站。它的市区内有三座远程火车站。巴塞尔瑞士车站是巴塞尔的中心车站，每日客流量约为13.5万人（2016年数据）。它是巴塞尔最大的车站，也是瑞士第6大的车站。它位于市中心以南。从巴塞尔瑞士车站有国内列车出发去苏黎世、伯尔尼和卢塞恩以及国际列车去往德国、法国、意大利和荷兰，此外多条近郊快铁通过瑞士车站。巴塞尔法国车站与瑞士车站位于同一建筑内，从这里有列车出发去往法国和比利时。巴塞尔巴登车站位于市的东北，由德国铁路操作运行。所有去往德国和荷兰的列车在这里停车。
由德國卡爾斯魯厄前往巴塞爾的高速鐵路ICE於2008年完工。法国高速铁路莱茵河-罗讷河线則於2011年12月投用。
巴塞爾的本地鐵路服務由巴塞爾地區鐵路提供。
除此之外巴塞尔市内有多座城市快铁车站。
欧洲最大的铁路车辆设备融资公司Eurofima从1955年开始总部设在巴塞尔。
目前在讨论在巴塞尔市中心挖掘地下铁路段落。通过这个地下段落城市快铁可以直接连接瑞士车站和巴登车站，这样莱茵河两侧的快铁网连到一起。计划在市中心建造多个地下车站以及把快铁延续到机场。

#### 航空
巴塞尔的第一座机场是1920年建造的，位于比爾斯費爾登。1930年代里就已经很明显当地的机场无法继续扩建来满足未来航空的要求。有人提出在法国境内建造一座两国机场的主意。法国政府同意。但是第二场世界大战的爆发中断双方的谈判。战后这个主意很快被实现。1946年5月8日，经过两个月的施工，还在两国签订协约前，巴塞尔-米卢斯机场就在法国布洛蔡姆镇境内开始运行了。当然在这么段的时间里只能建设最基本的设施，此后花了许多年时间把它扩建成一个“完整”的机场。1987年机场改名为巴塞尔-米卢斯-弗赖堡欧洲机场。2016年机场的客流量为731万人。25个航空公司提供去往30个不同国家62个不同目标的航班服务。它是继苏黎世和日内瓦后瑞士第3大机场。

#### 机动车交通

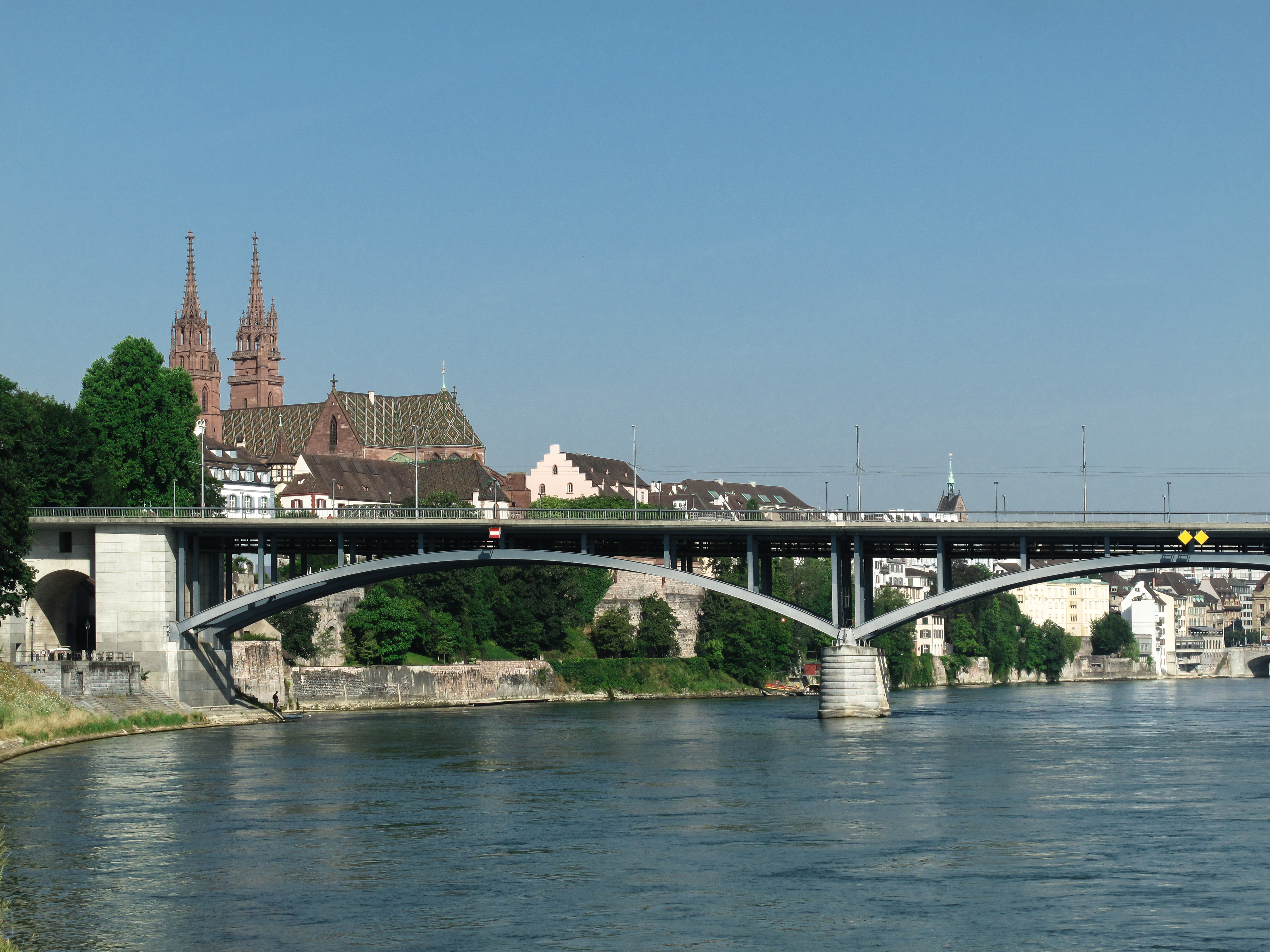
公路桥

巴塞尔是通往法国和德国的重要交通枢纽。两条A级南北方向的欧洲高速公路E25和E35公路（在瑞士的编号分别为A2和A3，在德国E25的编号为A5，在法国E35的编号为A35）通过巴塞尔。一般这样高级别的平行的欧洲高速公路之间都保持比较远的距离。
瑞士A2高速公路从卢塞恩通过巴塞尔的东环城高速公路进入德国境内，改编号为5号高速公路去往卡尔斯鲁厄（E25）。瑞士A3高速公路从苏黎世向北，在巴塞尔以南与A2合道，然后在市区内分开，沿巴塞尔北环城公路进入法国境内改编号为A35高速公路（E35）通往米卢斯和斯特拉斯堡。此外巴塞尔境内还有两条高速公路A18和A22，它们连接巴塞尔市与乡村州的地方。完全在德国境内的A98和A861也帮助巴塞尔减轻其繁忙的东环城高速公路的交通状况。
巴塞尔市内有5座公路桥和1座铁路桥跨越莱茵河。顺河流方向有黑森林桥（高速公路和铁路桥）、维特施坦因桥、中桥、约翰尼特桥和双层的三玫瑰桥。
大巴塞尔有三道环城公路。许多居民区里的街道是直角交叉的。市中心基本上都是步行街，不允许汽车交通。
2020年2月9日巴塞尔全民公投大多数选民决定到2050年实现保护气候的交通。到2018年3月为止市内56%的机动车道限速30千米每消失。

#### 自行车
以行走路程为基础来算2015年在巴塞尔自行车的出行比例为17%。
瑞士联邦街道局在巴塞尔作为试验街道修建了一条自行车街。

#### 步行
以行走距离为基础2015年步行在巴塞尔占出行比例的33%，也就是说步行是巴塞尔市民最重要的交通方法。市内24%从一点去往零一点的路主要是步行完成的。
莱茵河上有一座步行桥。

#### 公共交通

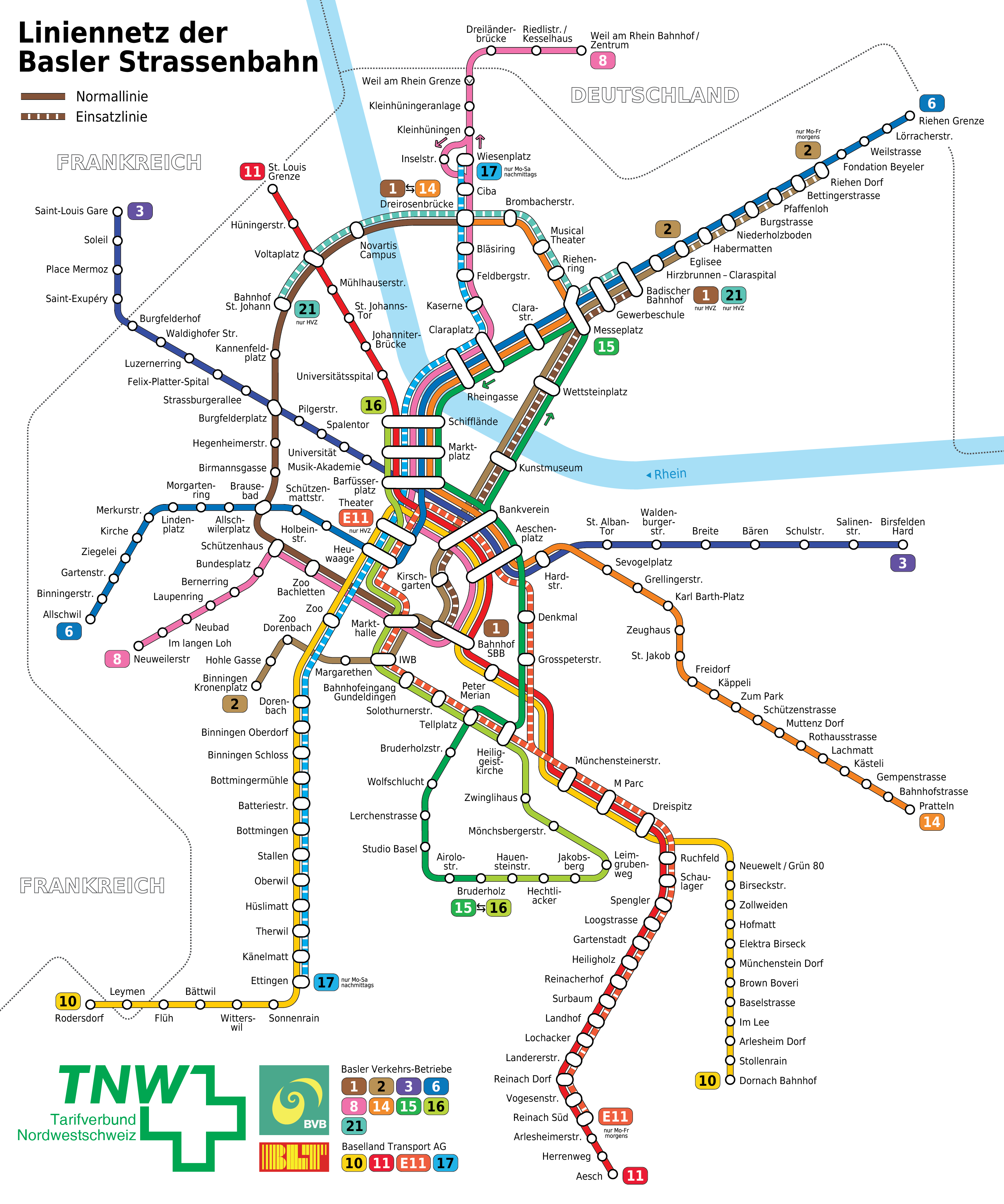
巴塞爾電車網絡

巴塞尔的公共交通是瑞士西北车票联盟的成员。市内最重要的交通工具是由巴塞尔交通公司和巴塞尔乡村运输公司一起开办的巴塞爾電車。从1941年到2008年间市内有有轨电车运行，此后它们被公共汽车取代。在2005年到2007年间就次问题在市内有很激烈的讨论。2007年6月17日的全民公投最后以很小的多数决定通过这个计划。
在不同时间巴塞尔电车每6分钟到每30分钟一班。当地的环保票可以使用所有巴塞尔城市州、巴塞尔乡村州和索洛圖恩州以及汝拉州的公共交通。
巴塞尔城郊快铁连接巴塞尔市与瑞士、德国、法国境内的都市地区。目前在讨论挖掘一条新地下快铁连接巴登车站和瑞士车站，以及沿线上建造多座地下车站。目前的星状快铁线路无法满足乘客数量的要求。新的地下线路目的在于解决这个问题。除此之外还计划修建去往机场的快铁路线。
莱茵河上有4个渡船。

## 教育

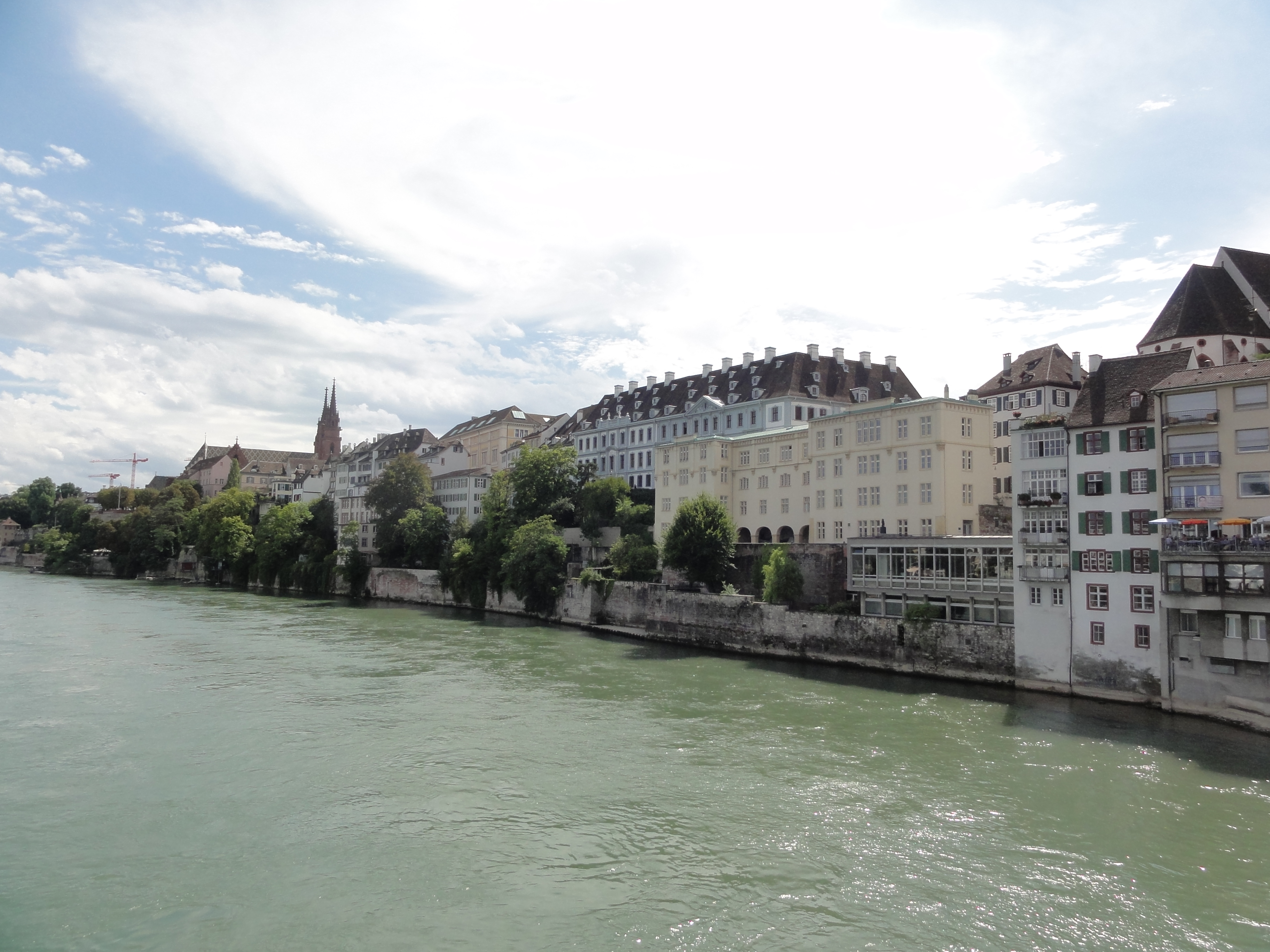
巴塞尔大学

巴塞尔是一个深受人文主义影响的大学城。市内有多所高等院校。1460年成立的大学2017年有12873名学生和博士生。它有神学、法学、医学、社会学、自然科学和心理学系。大学的生物中心和苏黎世联邦理工学院的生物系统部举世闻名。从2007年开始它们研究系统生物学和合成生物学。其它高校有瑞士西北专业高校，它包括设计和艺术高校、教育高校、社会工作高校和经济高校。
巴塞尔市音乐学院附属有音乐学校、音乐高校、巴塞尔古乐学院和两巴塞尔成人学校。
另一个高校是新教的巴塞尔独立神学高校。
除人文主义外巴塞尔也以数学研究著称。萊昂哈德·歐拉曾经在巴塞尔做教授，此外伯努利家族的不同成员在巴塞尔有数百年的数学研究和教育历史。1910年瑞士数学学会在巴塞尔成立。20世纪里俄罗斯数学家亚历山大·奥斯特洛夫斯基在巴塞尔大学授课。

## 文化和名胜
巴塞尔有着非常丰富的文化生活。（1997年，它曾尝试角逐成为“欧洲文化之都”，虽然最后没有成功）。巴塞尔剧院的歌剧团，芭蕾舞团剧目繁忙。瑞士巴塞尔交响乐团也是瑞士规模最大的乐团。2004年5月，青年合唱团的第五次欧洲音乐节合唱节开幕：这项传统开始于1992年，而这个节日的主人则是当地的巴塞尔童声合唱团。
每年世界上最大的艺术博览会巴塞尔艺术展和最重要的钟表首饰博览会在巴塞尔举行。其它著名的名胜包括巴塞尔动物园、巴塞尔大教堂、老城和众多博物馆。

### 音乐
1930年代里保罗·萨克创办了巴塞尔古乐学院，它称为一个研究和保存早期古典音樂的中心。巴塞尔城市赌场音乐厅是巴塞尔古典音乐最重要的音乐会场地。除巴塞尔交响乐团外市内还有其它许多古典音乐乐队，包括巴塞尔小交响乐团、巴塞尔七弦琴巴洛克乐团、i tempi室内乐团、Capriccio Basel乐团、巴塞尔凤凰乐团和巴塞尔室内乐团。巴塞尔音乐同行乐队成立于1951年，巴塞尔新乐队成立于1982年。
巴塞尔地区铜管乐器乐队和1841年巴塞尔男孩音乐乐队的重点在吹奏乐器音乐。
除大的合唱团如巴塞尔歌唱俱乐部和巴塞尔巴赫合唱团外市内还有许多小的室内無伴奏合唱合唱团。Basler Madrigalisten和巴塞尔少年合唱团享有世界名声。每两年青年唱诗班欧洲节日在巴塞尔举办。
巴塞尔的音乐学院附属有巴塞尔古乐学院及其巴洛克乐团和音乐高校。保罗·萨克基金会也位于巴塞尔。

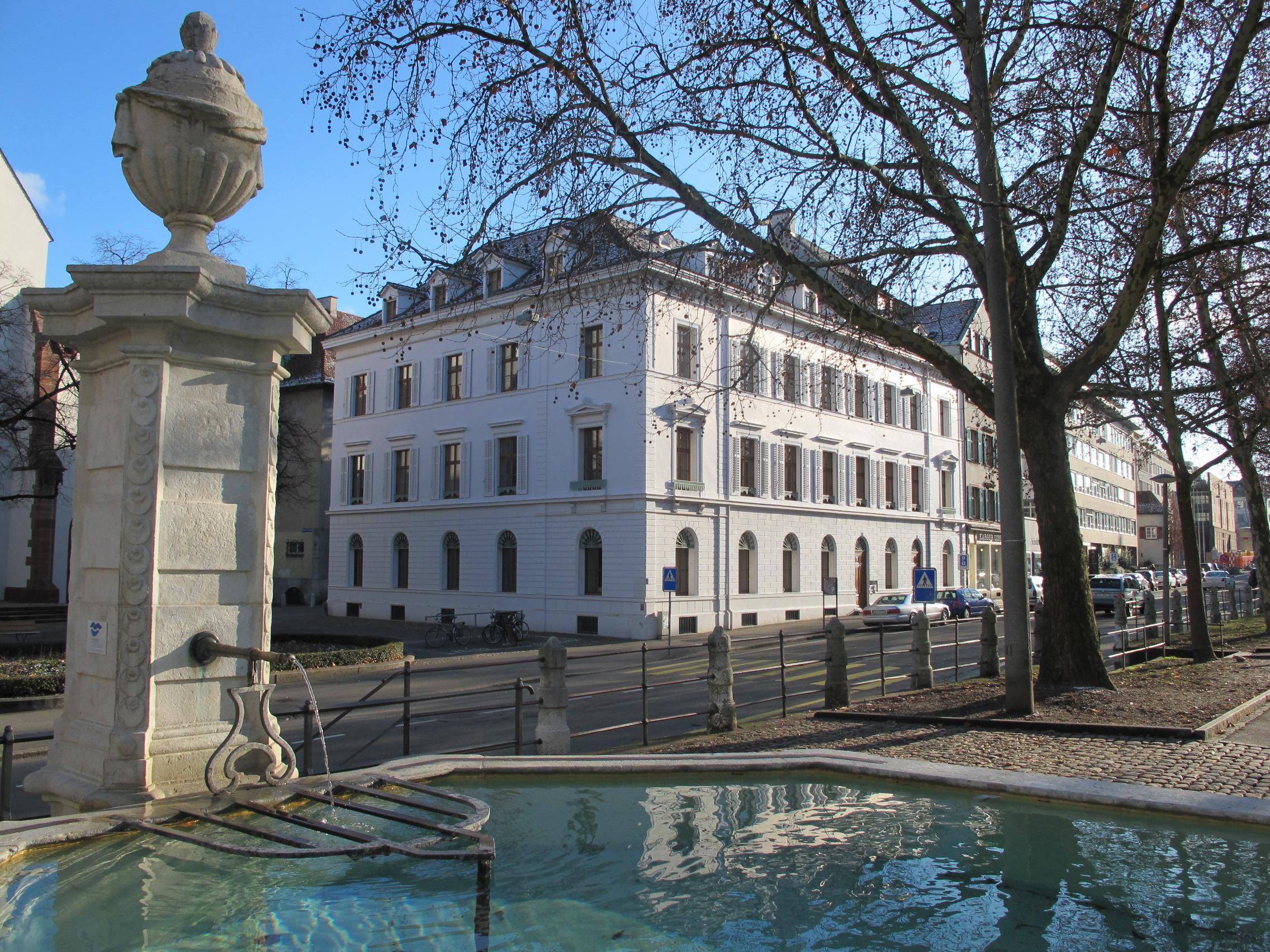
巴塞尔大学音乐科学科

巴塞尔狂欢节上传统的吹奏乐队在瑞士境外也有名声。每年举办的巴塞尔军乐汇演是世界上第二大的军乐汇演。
爵士乐音乐节Baloise Session、Em Bebbi sy Jazz和巴塞尔爵士音乐节拥有跨地区的名声。鸟眼爵士乐俱乐部被誉为欧洲最好的之一。2000年开始在巴塞尔举办巴塞尔蓝调音乐节，小巴塞尔每年举办蓝调之夏。
每年在圣雅各布大厅举办的“声波”音乐会是瑞士最大的Techno流行舞蹈事件。
巴塞尔有多个教堂拥有古老的管风琴，其中最老的是1769年造的。
巴塞尔音乐界出现了多个瑞士和国际著名的乐团，比如爱虫乐队等。来自巴塞尔的黑虎是第一名用瑞士方言饒舌的歌手。
每年7月末到8月中在莱茵河畔举办音乐节。

### 剧院和舞蹈
巴塞尔剧院是瑞士最大的综合剧院，它拥有固定的歌剧、话剧、舞蹈和歌剧合唱团。上演歌剧和舞蹈作品时巴塞尔交响乐团和其它当地乐团提供乐团服务。1975年启用的主楼里有两座舞台，2002年启用的新建筑里还有一座舞台。
卡塞尔兵营文化俱乐部是自由舞蹈和剧团最重要的上演地点，这里经常有瑞士国内外的剧团和舞蹈团演出。巴塞尔乡村州和索洛图恩的剧院里也经常有巴塞尔的剧团演出。
巴塞尔年轻人剧团、巴塞尔近郊剧团和巴塞尔儿童剧团以及一些独立剧团负责儿童和青少年剧的演出。巴塞尔有众多私人剧院和小剧院。巴塞尔音乐剧院里也时常有话剧和舞蹈表演。
除以上企业外一些艺术节也以剧目和舞蹈为主题，其中包括两年度的巴塞尔戏剧节、燃料戏剧日和巴塞尔木偶节以及年度的巴塞尔舞蹈节。一些其它多范围的艺术节也包括戏剧和舞蹈表演。巴塞尔青年文化节上表演艺术的内容也不断增多。

### 博物館和艺术馆

丁格利博物馆

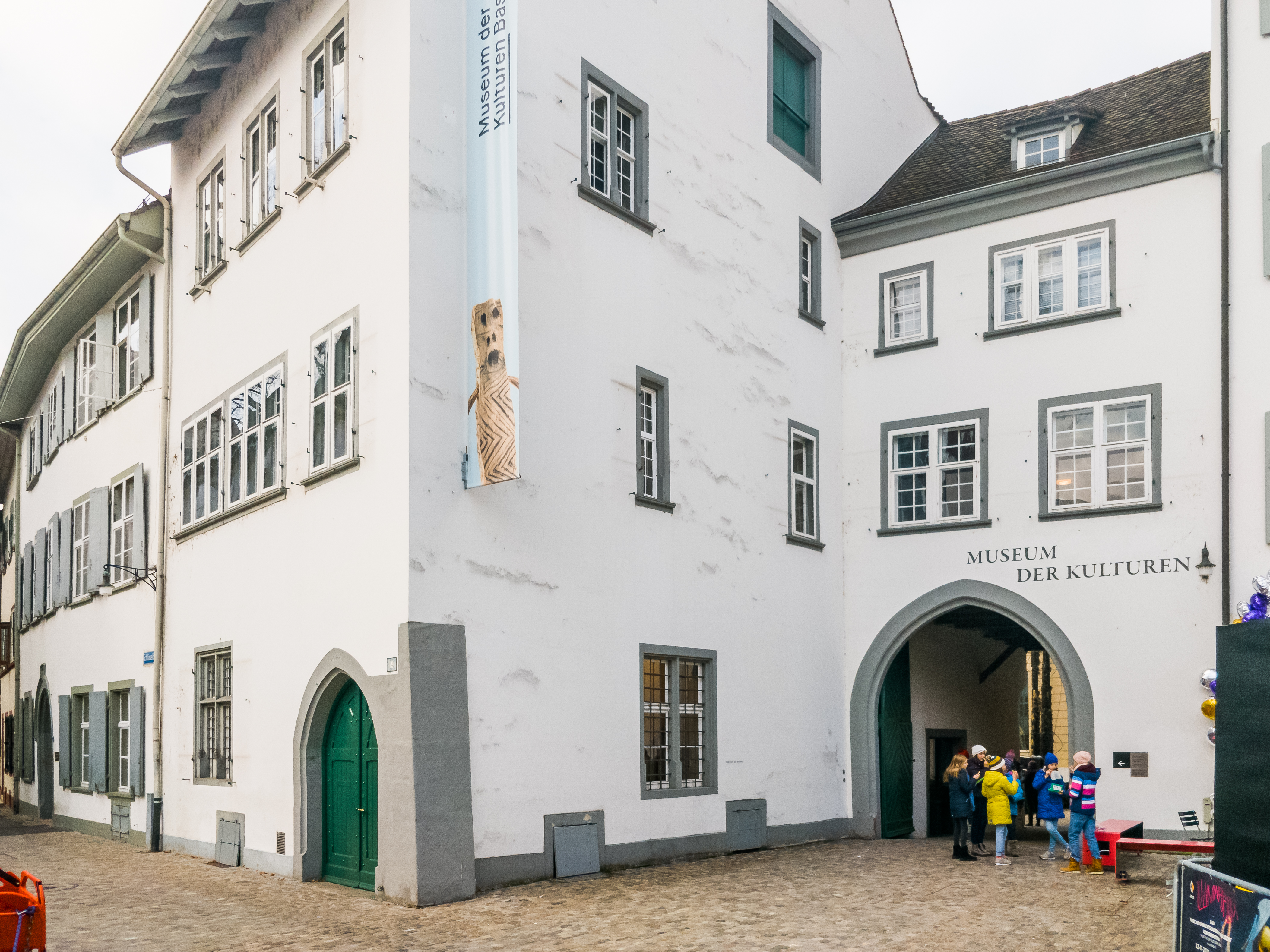
文化博物馆入口

巴塞爾市的博物館眾多，且涵蓋主題相當廣泛，尤其以豐富的藝術收藏見長。巴塞爾的文物收藏與推廣活動可回溯到16世紀。從1980年代起，許多私人收藏也開始對外展出。
巴塞尔美术馆是世界上历史最悠久的城市艺术收藏，因此在巴塞尔所有博物馆中拥有特别的地位。博物馆的重点是文艺复兴时期艺术家以及19和20世纪的艺术家。1960年以后的作品在巴塞爾當代藝術博物館展出。1967年巴塞尔决定收购两幅巴勃羅·畢卡索的重要作品。市民公投支持和资助这个计划。此后毕加索决定把另外4幅作品赠送给巴塞尔。巴塞尔因此把美术馆附近的一座广场改名为毕加索广场。其它重要的艺术收藏包括丁格利博物馆和貝耶勒基金會。这个私人基金会坐落在一座伦佐·皮亚诺设计的房子里，主要展示经典现代派的图像和造型艺术。2003年开创的舒拉格美术馆集公共博物馆、音樂學系和艺术研究所为一体。
巴塞尔一共有30多座博物馆，其它重要的博物馆包括巴塞爾古代美術館、瑞士建築博物館、巴塞爾自然史博物館和巴塞爾文化博物館。此外还有众多小的收藏和博物馆，比如巴塞尔解剖博物馆里的巴塞尔大学解剖收藏、巴塞尔大学医药博物馆、瑞士犹太博物馆、玩具博物馆和巴塞尔玩具世界博物馆。每个月第一个周日所有市立博物馆不收入门费。
除博物馆外巴塞尔还有许多不成机构的展览室和空间展出当代艺术和举办文化活动。瑞士最老的展览厅也在巴塞尔。1990年巴塞尔举办“展览城巴塞尔市”室外展览。

### 考古
巴塞尔城市州有一个专门的部门负责当地的考古考察以及维护州内的考古遗产。这个官方部门定期出版学术期刊以及年书。
在市内多处考古机关设立信息站，向公众介绍专业的考古发掘工作。大多数这些信息站直接在发掘地点，向公众开放。
向公众开放的考古发掘地点包括大教堂的外部地下聖堂，1947年在那里发掘了凯尔特人、罗马人和中世界的遗体。地下圣堂本身估计是805年到823年间修筑的。在原大教堂广场的管理建筑里有一个信息站。发掘过程中考古学家发现了1386年建造的一座小教堂的遗迹遗迹一座1100年建造的罗曼式教堂的遗迹，甚至还发现了一条罗马街道。另一个公众可以参观的考古场地是一座1830年建造的炉子。此外公众还可以参观一座中世纪的鞣制坊。

### 建筑物和纪念碑

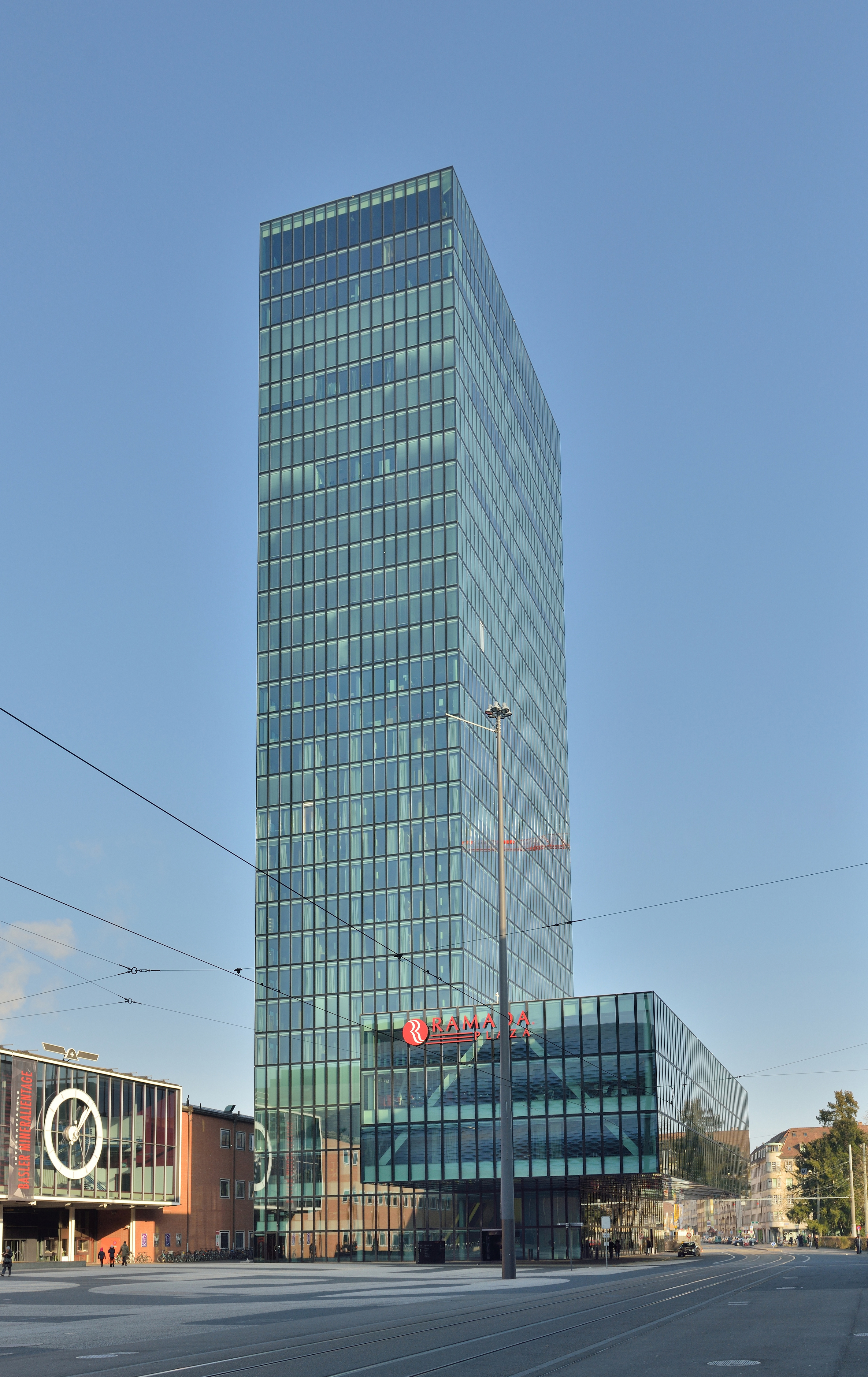
博览会塔

1019年神圣罗马帝国皇帝亨利二世及其皇后在巴塞尔参加大教堂的启用仪式。这座大教堂是用红色的砂岩建造的，它结合了罗马式和哥特式建筑风格。巴塞尔市内有从中世纪以来所有历史风格的建筑：中世纪建筑、巴洛克宫殿和市民建筑、仿古式建筑、新艺术运动建筑和汉斯·迈耶等的早期现代主义建筑。在1980和90年代里巴塞尔还兴建了赫爾佐格和德梅隆等设计的现代办公建筑。举世闻名的建筑师如马里奥·博塔和理查·麥爾也在巴塞尔设计建筑。由于赫爾佐格和德梅隆的成功从1990年代起巴塞尔被看作是当代建筑艺术的重要中心之一。9名普利兹克建筑奖获得者在巴塞尔设计过建筑物。假如加上周边地区的话一共有12名普利兹克建筑奖获得者在这里建造。
1962年建造的68米高的龍沙集團股份大厦是巴塞尔一桩瞩目的高楼。当时它是巴塞尔最高的楼房。其严谨的布局被当地人戏称为“剃须刀”。

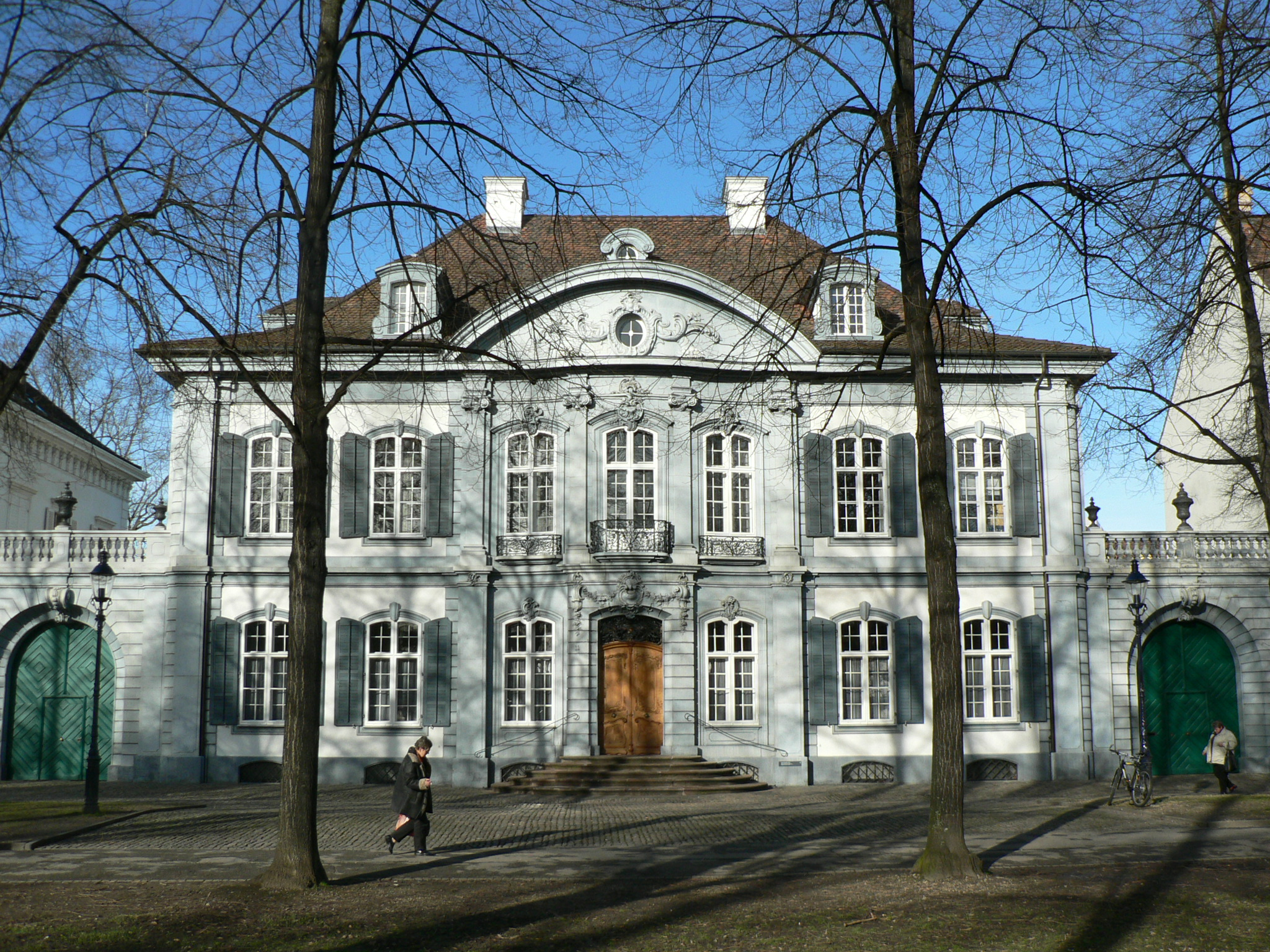
维德大厦

到2010年为止高105米，31层的博览会大楼是瑞士第2高的大楼。它是在2001年7月到2003年10月间建成的。2014年初罗氏大厦1号楼的高度就已经超过了博览会大楼。2015年中它完工，总高度179米，从很远的地方就可以看到。2020年秋罗氏大厦2号楼的高度超过了1号楼。它的最终高度为205米。它是瑞士最高的大厦。瑞士最高的独立建筑物是250米高的巴塞尔电视塔。
最重要的纪念碑包括圣雅各布纪念碑和弗雷德里克·奥古斯特·巴托尔迪设计的斯特拉斯堡纪念碑。

### 电影
1930年成立的一个学生电影俱乐部为瑞士电影档案中的一部分收藏奠定了基础。1939年、1943年和1945年在巴塞尔举办电影周，它们可以被看做是世界上最早的电影节之一，只有威尼斯电影节比它们还要早。1945年8月1日政府决定把电影档案馆归到州所有。它们被附属于学校用品。州政府寻求资助管理该档案馆的方法，最后洛桑市政府决定接管这个档案馆。此前档案馆里的电影存放在巴塞尔州立银行的地窖里。今天这些电影被收集在洛桑瑞士电影档案馆中。
市内的电影俱乐部好电影数十年寻找一个自己的放映场地，最后在市电影院定居。这个电影院位于原艺术馆的塑像厅里。这个厅是从一座工厂建筑改造成的。
巴塞尔的化工公司停止在当地生产胶卷后当地的胶卷工业停止。获得过3次奥斯卡金像奖的阿瑟·科恩来自巴塞尔。当地设计高校里有一个关于他的小展览。
巴塞尔有许多大大小小的电影院。许多电影放映时使用原始声音加字幕。2006年秋在市中心开办了一座影城，拥有8个放映厅，2300个坐席。
从2007年开始每年8月的前3个星期里在大教堂广场上举办露天电影院，每场提供2000个坐席。
自2009年以来巴塞尔每年举办LGBT电影节，它是瑞士继伯尔尼之后第二大的LGBT电影节，每年有数千观众参加。

### 文学
2000年巴塞尔文学大厦开设，成为瑞士第一座文学大厦。从2003年起每年11月举办巴塞尔书籍和文学节。

### 习俗

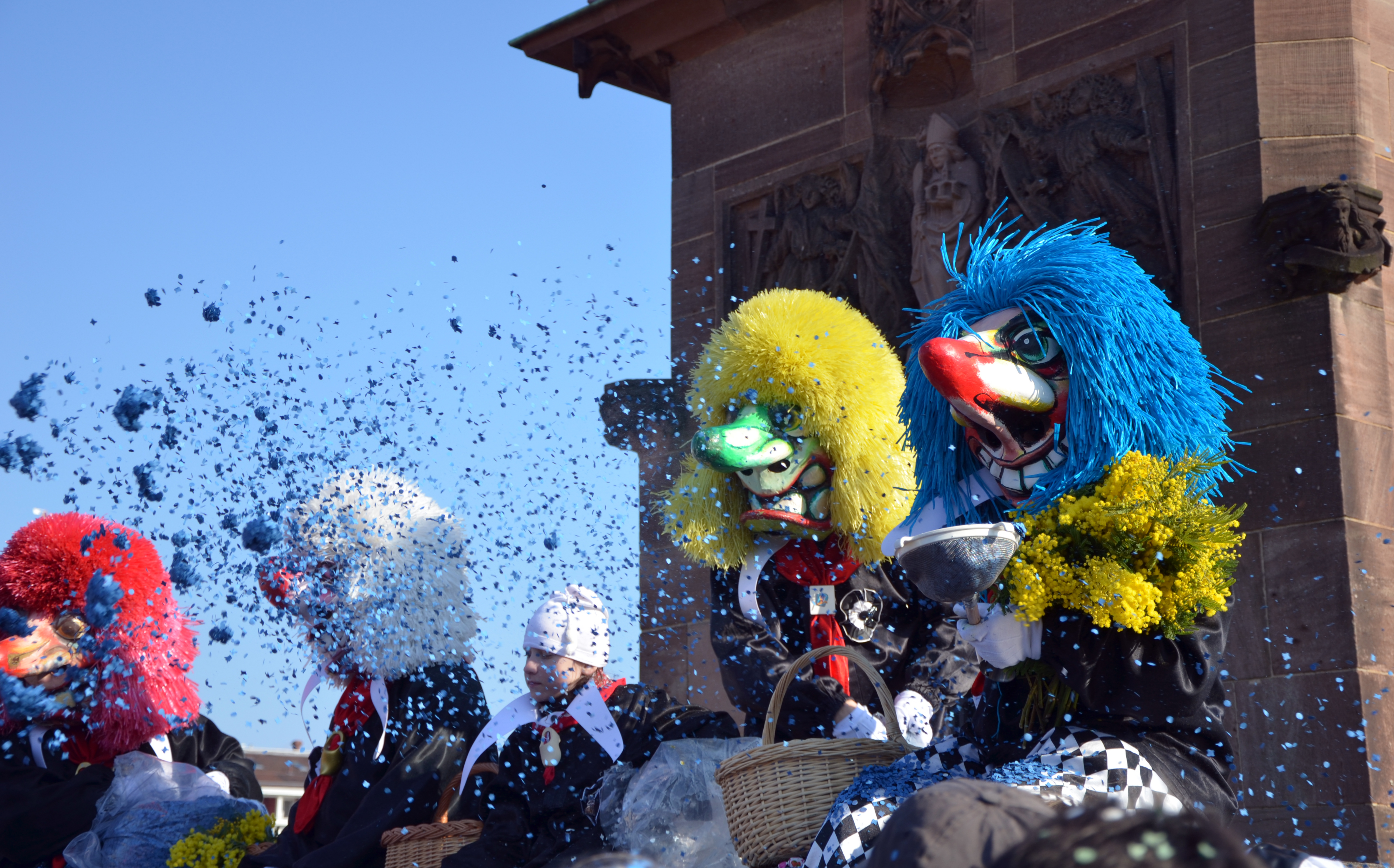
巴塞尔狂欢节

巴塞尔狂欢节是瑞士最大的狂欢节，同时也是世界上唯一的新教狂欢节。狂欢节在每年大齋首日之后周一清晨4点钟开始。巴塞尔的狂欢节每年吸引数万观众，是一个举世闻名的活动。3天3夜后在周四清晨4点钟狂欢节结束。在其中的72小时里市中心有团队、吹奏乐队、彩车和马车游行。周一和周三下午所有参加狂欢节的人一起举行大游行。周二下午是儿童和家庭狂欢，然受是吹奏大音乐会。狂欢节期间在饭店和酒吧里会有人使用巴塞尔方言咏诗和歌唱。传统的狂欢节食物有面粉汤、洋葱蛋糕和奶酪蛋糕。

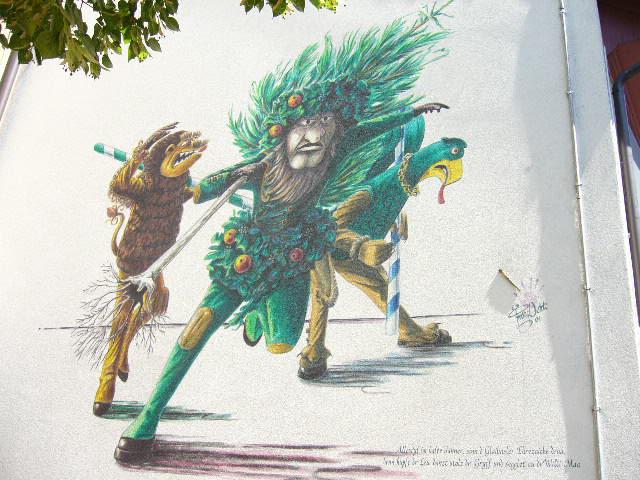
狮子、野人和狮鹫的壁画

每年1月13日、20日或27日小巴塞尔庆祝三位贵宾节。这三位贵宾是持巴塞尔市徽的狮子、野人和狮鹫。每年会来其中的一位，每三年他们轮流一次。他们会在小巴塞尔各处表演舞蹈。

### 体育
巴塞尔有众多体育俱乐部，尤其足球俱乐部。足球會是当地地区性的足球俱乐部，也是瑞士成就最高的足球俱乐部。至2008年为止巴塞尔冰球俱乐部参加瑞士国家联赛。巴塞尔击剑协会是瑞士历史最悠久的击剑协会之一，奥林匹克金牌获得者马塞尔·费希尔是其成员。网球运动员罗杰·费德勒和帕蒂·施尼德来自巴塞尔。ATP巡回赛中的瑞士室內網球賽在巴塞尔举办。圣雅各布公园球场是瑞士最大的球场，经常有国际足球比赛在这里举行，比如1954年國際足協世界盃、2008年欧洲足球锦标赛、巴塞尔足球俱乐部的国际比赛、重要的瑞士国家队比赛等。2004年的齐达内和朋友与罗纳尔多和朋友的慈善比赛也在这里举行。在圣雅各布公园球场和圣雅各布大厅也会举办音乐会。

#### 体育大事

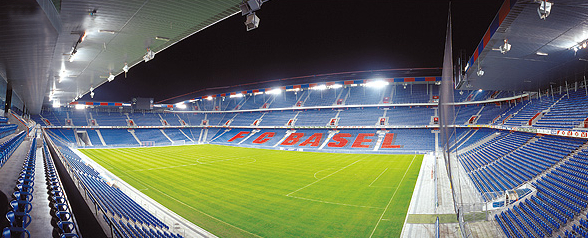
圣雅各布公园球场

1954年國際足協世界盃时巴塞尔是6个比赛地点之一。1969年第5届世界体操祭在巴塞尔举行。圣雅各布厅是1986年举办世界男子手球錦標賽的、1998年举办世界冰球锦标赛、2006年举办欧洲手球锦标赛的5个场地之一。巴塞尔是2008年欧洲足球锦标赛举办场地之一，因为圣雅各布公园球场已经拥有举办这样的大型活动所需要的基础结构。瑞士队的3场比赛（包括开场赛）以及两场四分之一决赛和一场半决赛在圣雅各布公园球场举行。圣雅各布公园球场可以容纳4万名观众，是瑞士最大的球场。
瑞士室內網賽在巴塞尔举行。从1991年起瑞士羽毛球公开赛在巴塞尔圣雅各布厅举办。
从2000年开始欧洲滑板锦标赛在巴塞尔举行。每年的举办地点是圣玛格丽特人工溜冰场。
从2010年起每年11月在莱茵河上进行8人划艇比赛。

#### 体育团体和俱乐部
歐洲足球協會聯盟1954年在巴塞尔成立。国际手球联合会总部位于巴塞尔。
巴塞爾足球俱樂部参加瑞士最高的联赛瑞士足球超级联赛。巴塞爾足球俱樂部20次获得瑞士冠军和12次获得瑞士盃。此外它5次获得参加欧洲冠军联赛的资格，它是瑞士第一个进入欧洲冠军联赛16强的球队。
巴塞爾康戈迪亞足球俱樂部至2009年参加瑞士挑戰聯賽，目前它在戊级参赛。巴塞尔老男孩也曾经在瑞士最高的联赛里参赛，曾经多次竞争瑞士冠军，但都没有成功。目前它参加丙级联赛。巴塞尔北极星足球俱乐部也曾经在甲级联赛参赛并多次竞争冠军。此外它两次进入瑞士杯决赛，但是两次都被洛桑体育足球俱乐部击败。1935年北极星俱乐部以0:10被击败，是瑞士杯决赛的进球纪录。今天它在最下级参赛。巴塞尔黑星足球俱乐部也曾经参加甲级联赛，今天它是继巴塞尔足球俱乐部和巴塞尔老男孩足球俱乐部后市内第3大足球俱乐部，它今天参加丁级比赛。
巴塞尔滑雪俱乐部成立于1904年，是瑞士历史最悠久的滑雪俱乐部之一。巴塞尔冰球俱乐部和巴塞尔小于南格冰球俱乐部参加瑞士甲级比赛。RTV1879巴塞尔俱乐部的手球队于1984年获得瑞士冠军，从2003年起它重返甲级联赛。星翼巴塞尔地区篮球队是瑞士德语地区唯一参加甲级联赛的球队。
巴塞尔柔道俱乐部是1935年成立的，是瑞士最早的柔道俱乐部之一。其它体育俱乐部包括巴塞尔划艇俱乐部（成立于1884年）、巴塞尔莱茵河俱乐部、巴塞尔終極飛盤俱乐部、国际象棋俱乐部（2006年瑞士冠军）和巴塞尔蝎子沙滩足球俱乐部。后者赢得过多次瑞士杯、瑞士冠军以及冠军联赛冠军。是欧洲成就最高的沙滩足球俱乐部。

## 人物
荷蘭哲學家伊拉斯謨曾於巴塞爾任教，他的晚年也在此度過。宗教改革家與喀爾文教派的創始者喀爾文也曾在巴塞爾首次發表他的著作《基督教原理》（Institute of Christian Religion）。著名的伯努利家族来自巴塞尔。瑞士数学家和物理学家欧拉出生于巴塞尔，在巴塞尔大学时数学老师是约翰·伯努利。瑞士網球名將費德勒出生於巴塞爾。

### 政治和城市史

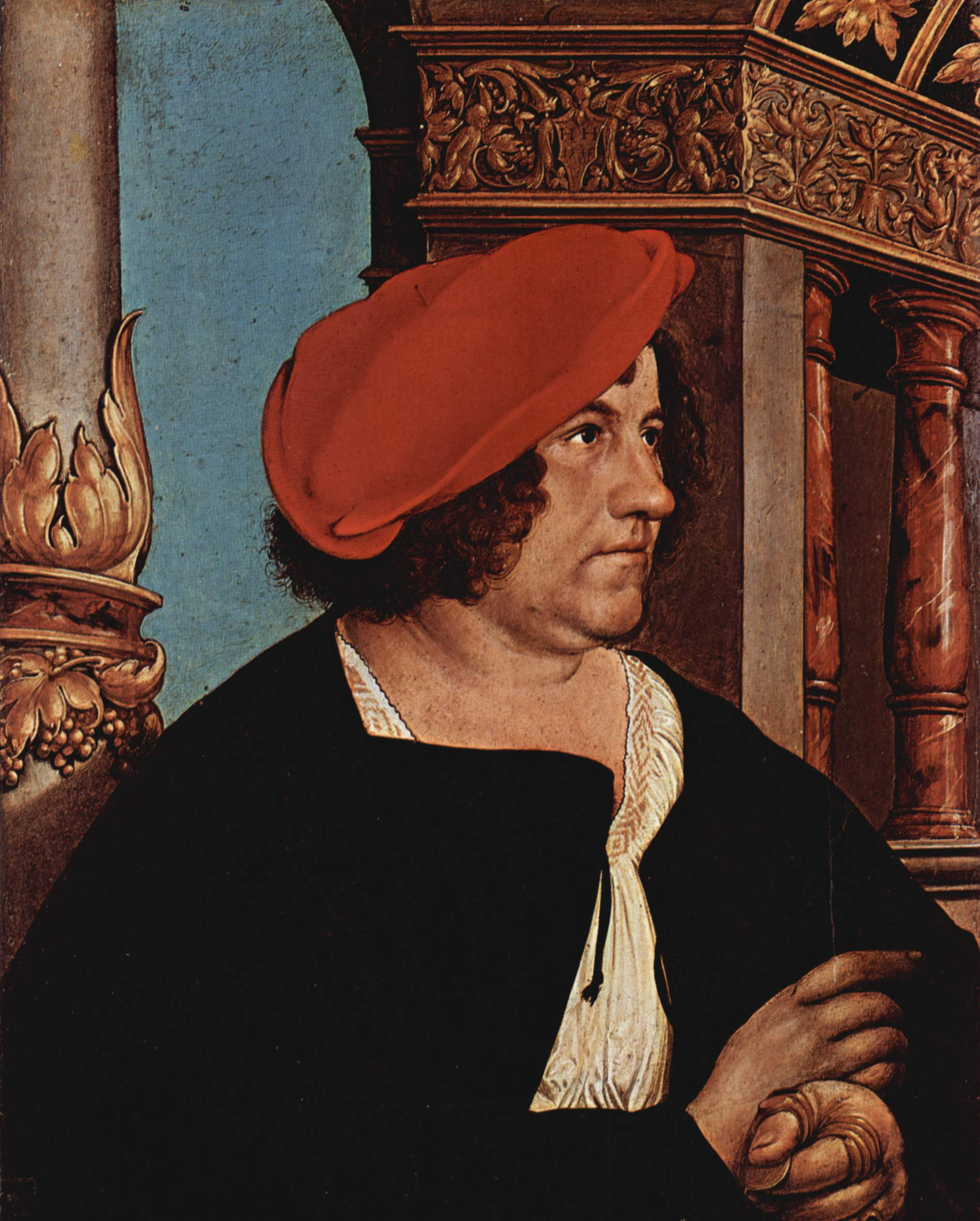
雅各布·迈耶·祖姆·哈森

一块罗马墓碑记载卢修斯·穆纳蒂乌斯·普兰库斯于前44年奠基了奥古斯都·劳里克殖民地，因此他被看作是巴塞尔的奠基人。考古发掘的物件却是从前6年开始的，因此目前无法确认奥古斯都·劳里克殖民地是从什么时候开始的。
1482年雅各布·迈耶·祖姆·哈森出生于巴塞尔，他毕生生活在那里，1516年至1521年他出任巴塞尔市长。他是第一位来自行会的市长，他聘请小汉斯·霍尔拜因画了达姆施塔特的圣母。
另一名著名的巴塞尔市长是约翰·鲁道夫·韦特斯坦，他主动代表瑞士联邦参加威斯特伐利亚和约的谈判，并于1648年达到当时的瑞士脱离神圣罗马帝国。
艺术收藏家玛雅·萨克在她丈夫死后创办了伊曼纽尔·霍夫曼基金会，专门致力于巴塞尔地区的艺术发展和普及。在她的努力下1980年巴塞爾當代藝術博物館创办。
女权主义者和律师伊里斯·冯·罗滕出生于巴塞尔，她的作品深深地影响了瑞士20世纪的女权运动。她是当时少数上大学的妇女。她在伯尔尼大学、日内瓦大学和苏黎世大学读法学，并获得博士学位。1943年至1945年间她任《瑞士妇女杂志》编辑。西蒙·波娃发表了《第二性》后她开始撰书，发表于1958年。
1975年在赤脚教堂里发现一具木乃伊。她被确认是1787年逝世的阿娜·卡塔利娜·比绍夫。

### 经济和体育
爱德华·普罗普斯特是第一名参加勒芒24小时耐力赛的瑞士人，他1898年出生于巴塞尔，1974年逝世于当地。
出生于艾尔萨斯的塞尔日·兰在巴塞尔以电影和体育记者起步，他致力于高山滑雪和自行车运动。他以创办高山滑雪世界杯著名。
馬塞爾·奧斯佩爾曾出任瑞银的行政主席。他出生于巴塞尔。他是促使1998年瑞士联合银行与瑞士银行公司合并为瑞银集团的工程师。
一些体育名人出生在巴塞尔。其中包括足球裁判戈特弗里德·丁斯特、足球运动员卡尔·奥代尔马特和击剑运动员欧洲冠军以及2000年奥林匹克运动会亚军吉安娜·哈布吕策尔-比尔基。其他体育名人包括击剑运动员和2004年奥林匹克冠军马塞尔·费希尔、足球运动员和瑞士国家队队员亚历山大·弗雷、马尔科·斯特雷勒、穆拉特·雅金和哈坎·雅金兄弟以及网球运动员帕蒂·施尼德。不过费希尔、施尼德和罗杰·费德勒实际上来自巴塞尔乡村州。

### 科学、人文主义、哲学和宗教

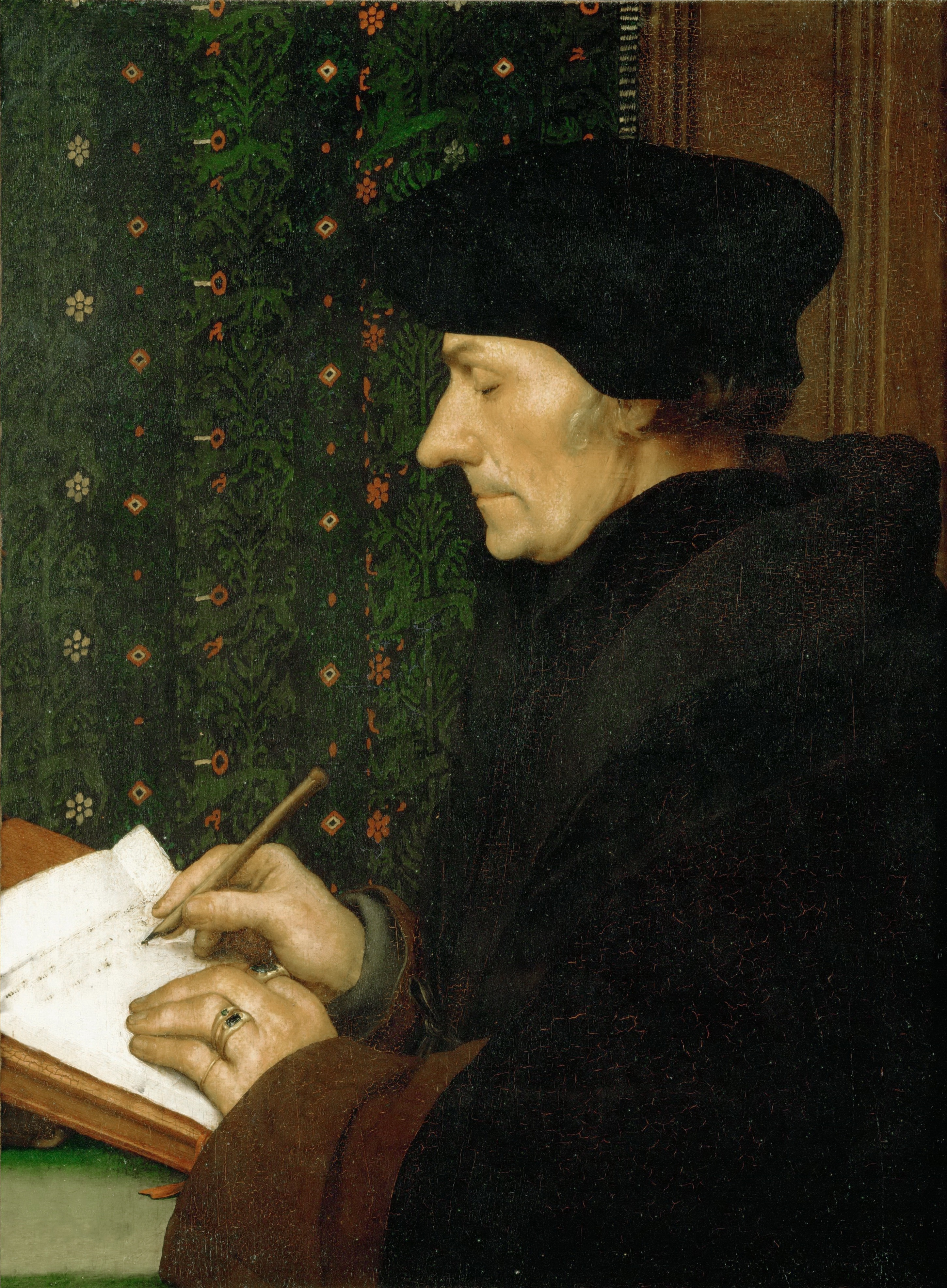
德西德里乌斯·伊拉斯谟

荷兰语文学家、哲学家和人文主义者德西德里乌斯·伊拉斯谟在巴塞尔度过其晚年。他的批判性神学作品被看作是宗教改革的开路。
帕拉塞尔苏斯是一名医生、炼金术士、占星术士、业余神学家和哲学家。他的治愈病例使得他出名，但是他也遭受非常尖薄的批评。他在巴塞尔上大学，任城市医生一年。
約翰內斯·厄科蘭帕迪烏斯是巴塞尔宗教改革家，在巴塞尔逝世。他在市内享受很高的声望，但是因为巴塞尔是主教驻地，他没有获得像烏利希·慈運理在苏黎世那样的影响地位。在厄科蘭帕迪烏斯的努力奋斗下1528年巴塞尔的新教获得宗教自由。
宗教改革家和加爾文主義的创办人約翰·加爾文曾经在巴塞尔居住过多年，他的主要著作《基督教要义》在巴塞尔首版。后来他去日内瓦。由于他支持獵巫他的名声受损。他初始的支持者和后来的对手塞巴斯蒂安·卡斯特利奧从1544年住在巴塞尔。
1543年安德雷亚斯·维萨里在巴塞尔发表了第一部完整的人类解剖学教科书《人体的构造》。

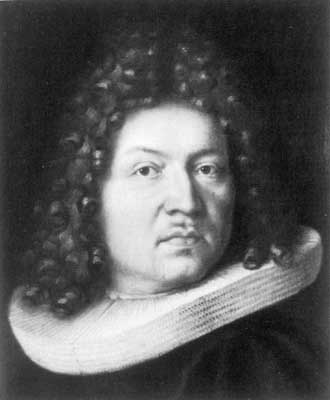
雅各布·伯努利

连续数世纪伯努利家族辈出数学、物理和其它自然科学名人。家族里有8人是教授，其他人物则在社会学科和艺术学科上做出成就。伯努利家族成员占据数学教授职长达105年。雅各布·伯努利是一名数学家和物理学家。他终生住在巴塞尔。他尤其对几率、变分法和幂级数的研究做出巨大贡献。丹尼尔·伯努利是一名数学家和物理学家，他是雅各布的侄子。他在Riccati方程方面做出巨大贡献。以他命名的伯努利定律在流体力学中有重大意义。

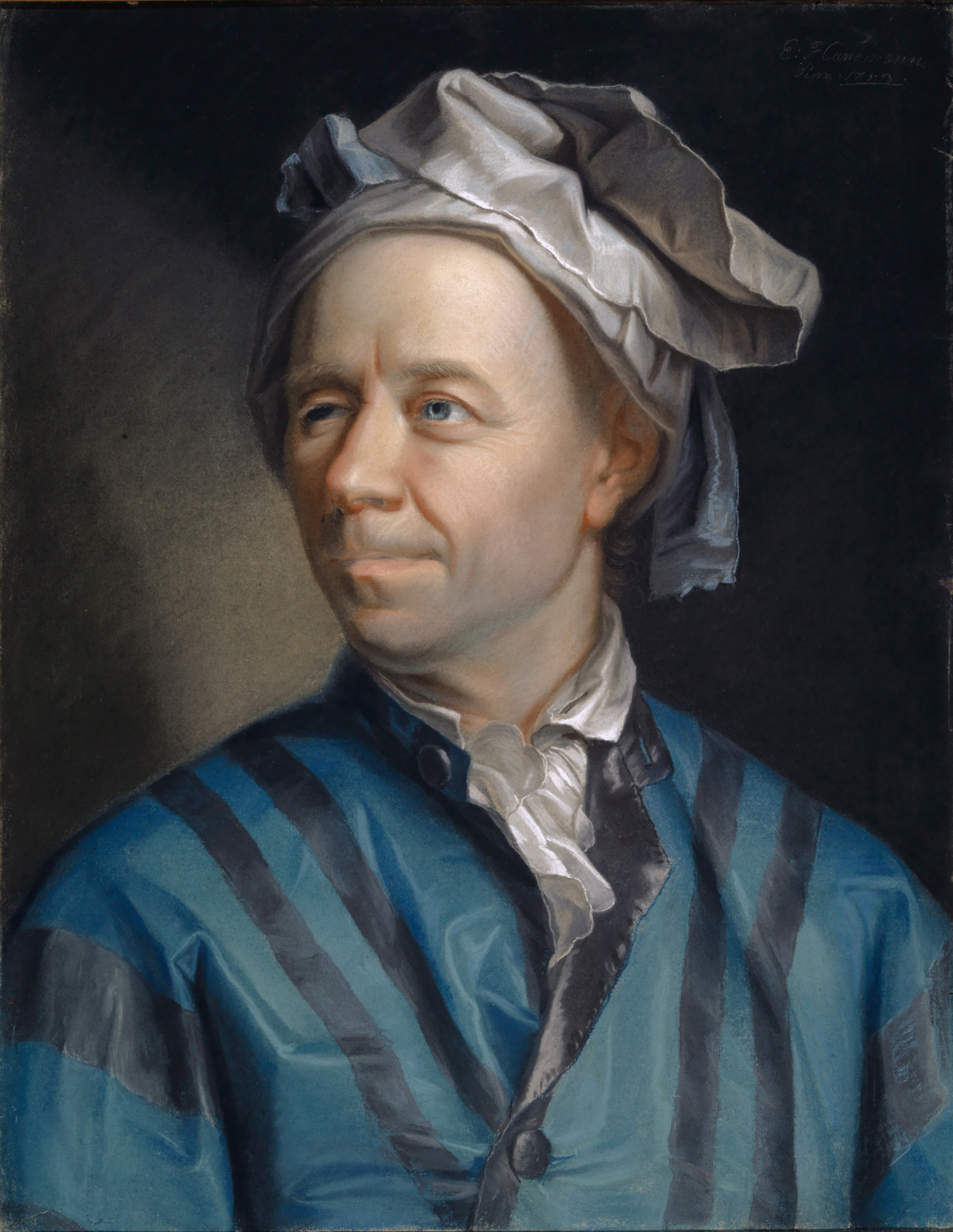
萊昂哈德·歐拉

萊昂哈德·歐拉是最伟大的数学家之一，他出生在巴塞尔并在那里上大学。他对数学做出的贡献无可置疑，比如他被看作是今天数学公式符号的发明人。他一生发表了800多份论文，被看作是最多产的数学家。2007年巴塞尔举办庆祝会、展览、演讲和学术发表纪念他诞生300周年。
文化史学家和人文主义者雅各·布克哈特毕生生活在巴塞尔。他的研究重点是欧洲艺术史。

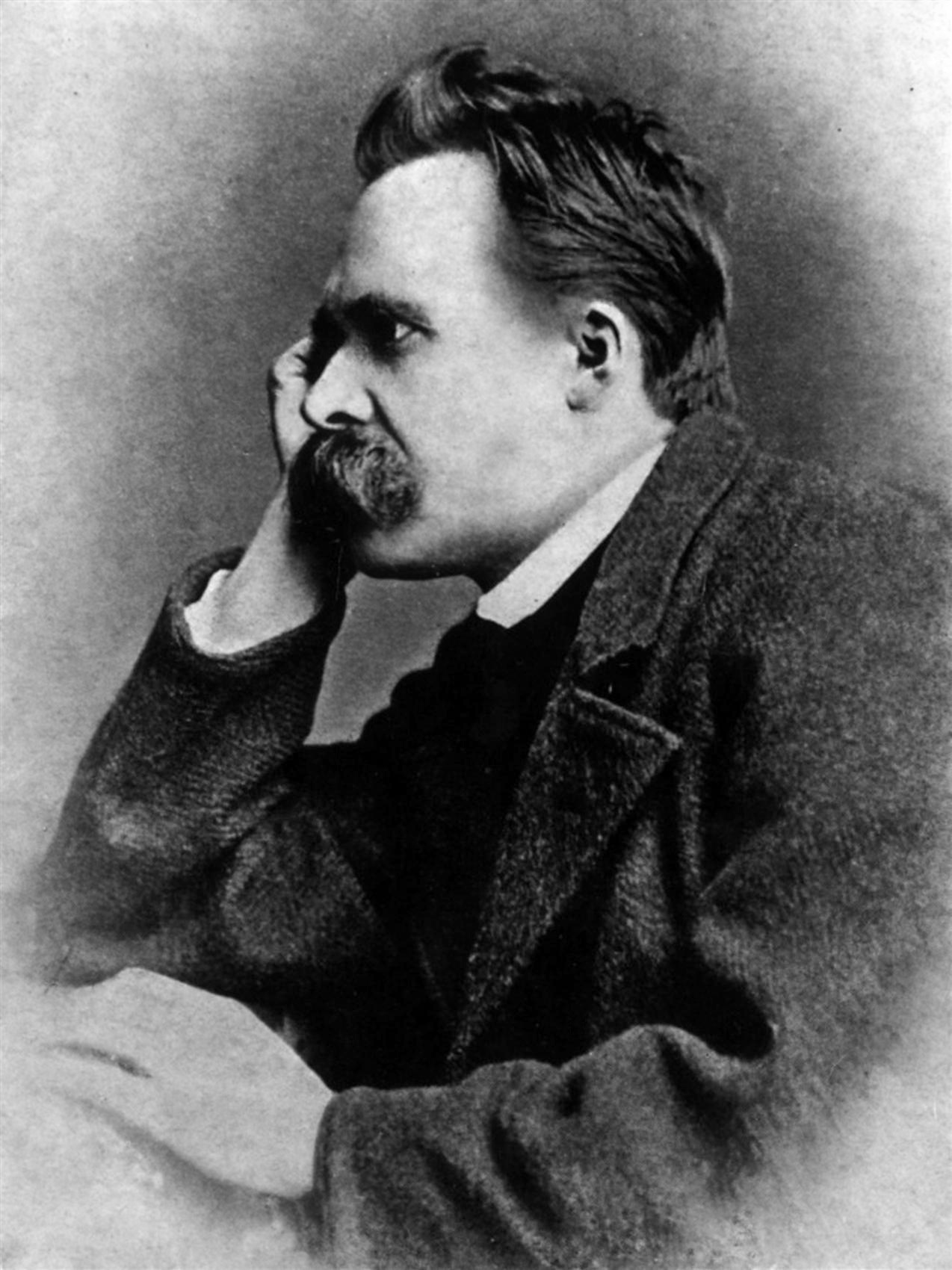
弗里德里希·尼采

路德维希·吕蒂梅耶研究医学、解剖学、动物学、地质学和古生物学，他尤其研究瑞士的古动物学。他从1855年至1894年在巴塞尔大学任教，1867年获得巴塞尔荣誉市民地位。市内有一条街道和一座广场以他命名。
德语地区最著名的哲学家和道德批评家之一弗里德里希·尼采从1869年到1879年在巴塞尔任古典语文学教授。大多数他知名的著作是在他因病离开巴塞尔以后才写的。他的朋友弗朗茨·奧韋爾貝克依然留在巴塞尔任教会史教授。

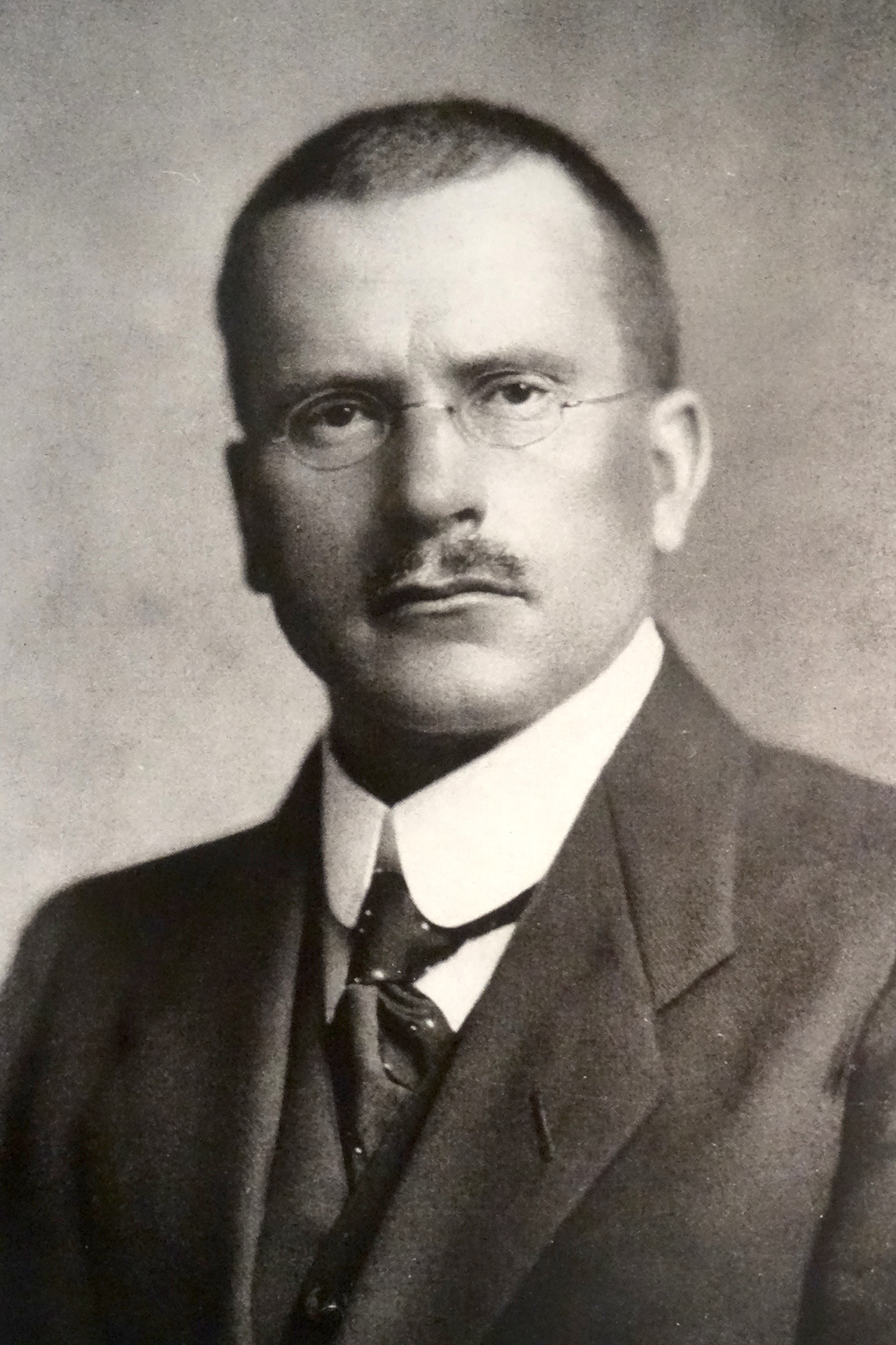
卡尔·荣格

瑞士心理分析家和精神科医师卡尔·荣格在巴塞尔度过少年时代并在巴塞尔大学读医。
新教神学家卡爾·巴特在巴塞尔生活工作。
存在主义哲学代表卡尔·雅斯貝爾斯从1948年在巴塞尔大学任教，他葬在巴塞尔。
塔德乌什·赖希施泰因（化学）和沃納·亞伯（生物学）获得诺贝尔奖时正在巴塞尔大学任教授。
瑞士化学家艾伯特·霍夫曼在巴塞尔生活和工作，他发现了麥角酸二乙酰胺的致幻效果。

### 艺术和文化
弗朗切斯科·彼特拉克对后来的人文主义精神有极大的影响。1356年他在巴塞尔并把大地震当作命运不可靠的证明。
乌尔斯·格拉夫是一名瑞士文艺复兴时期花窗玻璃画家、铜版画家和金匠，他的作品细腻，质量高。除玻璃作品外他的作品保留至今。他的后半生在巴塞尔渡过。
小汉斯·霍尔拜因是一名文艺复兴时期重要画家，虽然他只是在1515年和1523年间住在巴塞尔他自称巴塞尔人。
巴塞尔画家約翰·魯道夫·胡伯在巴塞尔、伯尔尼、威尼斯和罗马受教育。他被看作是瑞士巴洛克风格最重要的画家。

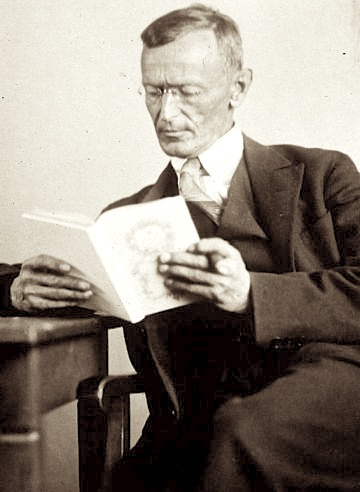
赫尔曼·黑塞

作家和诗人约翰·彼得·赫贝尔1760年出生于巴塞尔，他的父母是当地城市贵族的佣人。他的童年部分在维瑟河谷豪森，部分在巴塞尔渡过。一段时间里他在大教堂广场中学上学。赫贝尔后来写了《回忆巴塞尔》，成为《巴塞尔歌》的基础。今天市内设有巴塞尔赫贝尔基金会。
阿诺德·勃克林是一名巴塞尔画家和雕塑家。他被看作是欧洲19世纪最重要的艺术家之一。他的代表作包括《死之島》和后期的一些自画像。他最重要的学生世纪末艺术家汉斯·桑德罗伊特在巴塞尔留下多幅壁画。
赫尔曼·黑塞是一名德国-瑞士诗人、作家和画家。他最著名的著作有《荒原狼》、《流浪者之歌》和《玻璃球遊戲》。1946年他获得诺贝尔文学奖。1881年到1886年以及1899年到1904年间他住在巴塞尔，1924年他获得瑞士公民权。
画家阿尔弗雷德·海因里希·佩莱格里尼也画壁画。他出生于巴塞尔。1896年他进入巴塞尔专业学校的艺术系。他后来去慕尼黑艺术专业学校任教，他是新分离派成员。
建筑家汉斯·迈耶出生在巴塞尔，曾在包豪斯，他曾经在瑞士、德国、俄罗斯和墨西哥工作。他尤其在居民住房设计方面做出贡献。
文学评论家和翻译瓦尔特·威德默的生活中心是巴塞尔，1938年他的儿子作家乌尔斯·唯德默尔在巴塞尔出生。
艺术家伊雷娜·佐京登出生在巴塞尔，她深刻地影响了巴塞尔的艺术界。1930年代后半期和1940年代初她的作品受超现实主义影响。1985年巴塞尔艺术馆为她举办大规模的回顾展。第二次世界大战后佐京登交替住在巴塞尔和巴黎，并去往摩洛哥、西班牙和意大利很长时间。在这段时间里她为巴塞尔剧院设计舞台和服装，并为多部书画画。
出生于柏林的艺术家梅雷特·奧本海姆童年移居巴塞尔，巴塞尔成为她终身居住和创作的地方。她与安德烈·布勒東、路易斯·布努埃尔和马克斯·恩斯特同是魔幻現實主義最重要的代表。
瑞士最著名的电影制作人之一阿瑟·科恩出生于巴塞尔。科恩在好莱坞成名，他是在好萊塢星光大道上唯一的非美国人电影制作人。他最著名的作品包括《中央車站》、《放牛班的春天》等。
演员玛尔特·克勒尔出生在巴塞尔。她是瑞士在国际电影界最成功的演员。2012年初她获得法國榮譽軍團勳章。
著名的建筑事务所赫爾佐格和德梅隆由雅克·赫尔佐格和皮埃尔·德·梅隆创办，位于巴塞尔。他们设计的建筑物在世界各地获得赞赏，其中包括巴塞尔的雅各布公元球场、慕尼黑的安联竞技场和被称为“鸟巢”的北京国家体育场。
丹尼·雷维于1957年出生于巴塞尔。他是一名著名演员、剧本作家和导演。他的电影在戛纳电影节和柏林国际电影节上上演，在柏林国际电影节中奖。

## 书籍
- Andreas Heusler: 《Geschichte der Stadt Basel》第6版. Frobenius, 1917年和1969巴塞尔
- C. H. Baer, François Maurer, R. Riggenbach: 《Die Kunstdenkmäler des Kantons Basel-Stadt》 第1卷 《Geschichte und Stadtbild. Befestigungen. Areal und Rheinbrücke; Rathaus und Staatsarchiv》 1932伯尔尼
- Paul Burckhardt 《Geschichte der Stadt Basel. Von der Zeit der Reformation bis zur Gegenwart》 Helbling & Lichtenhahn, 1942年巴塞尔
- Fritz Meier 《Basler Heimatgeschichte. Heimatgeschichtliches Lesebuch von Basel》第5版 巴塞尔城市州教科书出版社，1974年巴塞尔
- René Teuteberg 《Basler Geschichte》 第2版 Merian 1988巴塞尔 ISBN 3-85616-034-5.
- Hans Bertschi《Basler Stadtführer》F. Reinhardt，巴塞尔2000, ISBN 3-7245-1131-0.
- Georg Kreis和Beat von Wartburg（编辑）《Basel. Geschichte einer städtischen Gesellschaft》C. Merian, 巴塞尔2000年, ISBN 3-85616-127-9.
- Toni Föllmi和Klaus Brodhage《Basel und seine Kultur》 F. Reinhardt, 巴塞尔2002年, ISBN 3-7245-1231-7.
- Thomas Lutz《Die Kunstdenkmäler des Kantons Basel-Stadt. Basel-Stadt》第4卷《Die Altstadt von Kleinbasel. Profanbauten》伯尔尼2004年, ISBN 3-906131-78-5.
- Anne Nagel、Brigitte Meles和Martin Möhle《Die Kunstdenkmäler des Kantons Basel-Stadt. Basel-Stadt》第7卷《Die Altstadt von Grossbasel》瑞士艺术史协会出版，伯尔尼2006年, ISBN 3-906131-84-X.
- Peter Habicht《Basel – Mittendrin am Rande. Eine Stadtgeschichte》 Christoph Merian Verlag, 巴塞尔2008年, ISBN 978-3-85616-326-6 2013年第2版, ISBN 978-3-85616-610-6).
- 《Zeitreisen durch 50'000 Jahre Basel》Christoph Merian Verlag, 巴塞尔2009年, ISBN 978-3-85616-466-9.
- Esther Keller《Eine neue Stadtgeschichte entsteht》发表在《Basler Stadtbuch》2019年，1–14页（baslerstadtbuch.ch （页面存档备份，存于））

## 电影
- 《24 Stunden Basel – eine Stadt in Bewegung》，1991年纪录片